# Архитектура Великобритании

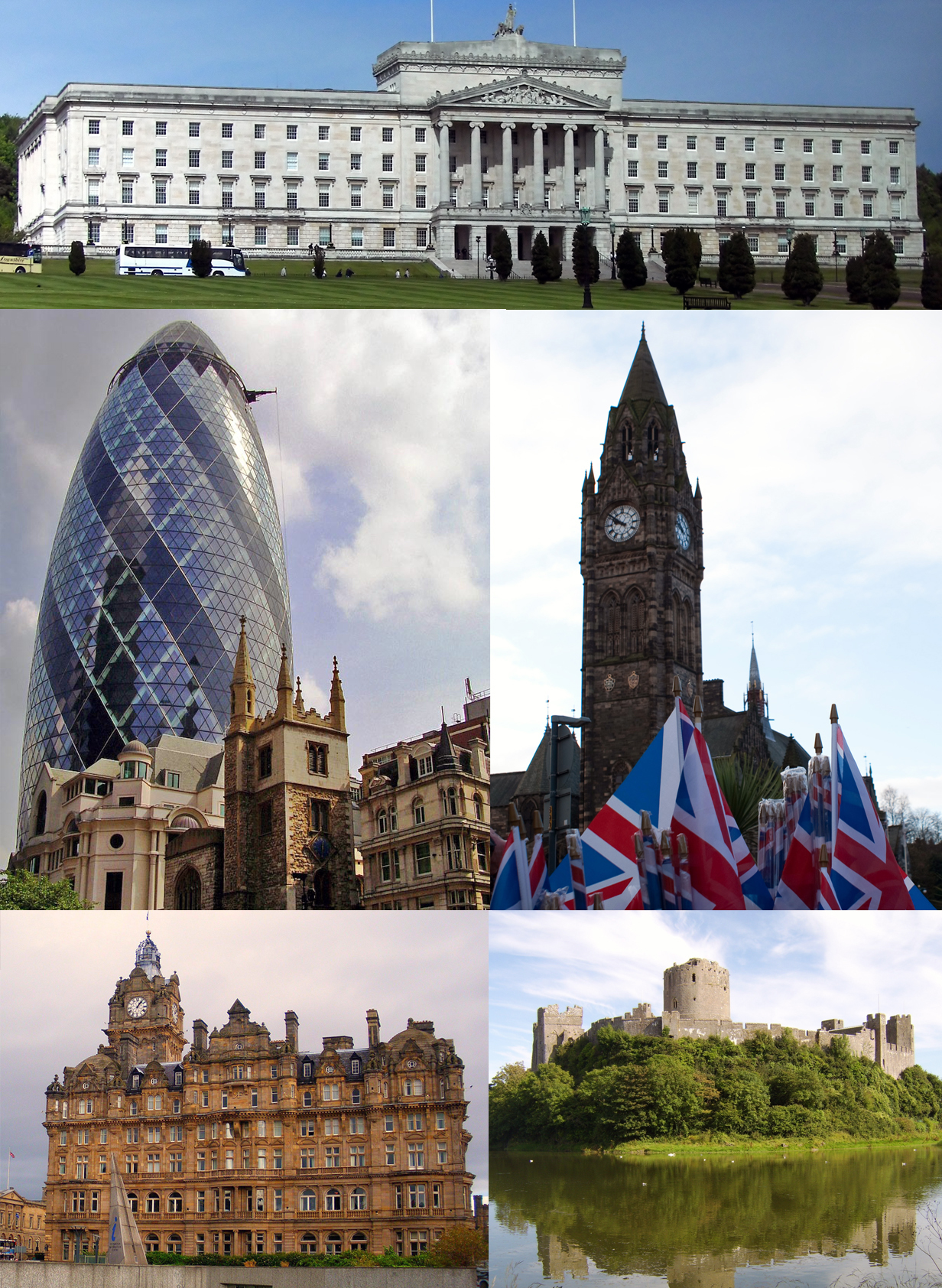
Британская архитектура сложилась в результате смешения стилей
Вверху: Здание Парламента в Северной Ирландии
В центре слева: Небоскрёб Мэри-Экс и Церковь Св. Андрея
В центре справа: Рокдэйл Таун-Холл
Внизу слева: Отель The Balmoral
Внизу справа: Замок Пембрук

Архитектура Великобритании представляет собой эклектичное многообразие архитектурных стилей, включая те, что были распространены во времена предшествующие существованию Соединённого Королевства. Англия стала самым влиятельным центром архитектуры острова, однако, значительную роль в международной истории архитектуры играют уникальные стили Ирландии, Шотландии, Уэльса. Хотя есть образцы доисторического и классического строительства, британская архитектурная история начинается с первой англосаксонской христианской церкви, построенной вскоре после прибытия Августина Кентерберийского в Великобританию в 597 г. Образцы норманнской архитектуры встречаются с XI века по всей Великобритании и Ирландии. Между 1180 и 1520 гг. процветала английская готическая архитектура, первоначально импортированная из Франции, но быстро развившая свои уникальные качества.

## Общая характеристика
Британская архитектура тесно связана с историей страны. Часто ведущие военно-политические инициативы шли от её юго-восточной и центральной области, известной как Англия. Но на острове жили разные народы с разными культурами и языками — Уэльс, Шотландия, соседний остров Ирландия. Английским правителям понадобилось несколько столетий, чтобы соединить различные области в единое королевство, не имеющее федеративного устройства.
Протестантизм в форме англиканства в XVI веке занял ведущие позиции в религиозно-политической жизни королевства. Это обусловило значительные особенности развития искусства на острове:
- неразвитый характер идей Возрождения, что больше отразилось в литературе, чем в архитектуре или живописи;
- короткий срок существования английского барокко, весьма сдержанного — и из-за его заимствованного характера, и из-за противостояния с католическими странами Европы — поклонницами стиля барокко (стиль иезуитов);
- поиски собственного пути в искусстве и приверженность преимущественно идеям палладианства и классицизма в XVII—XVII вв.;
- мещанский или мелкобуржуазный характер архитектуры XVIII—XIX вв.;
- национальная приверженность средневековым формам искусства и архитектуры и возвращение к готике в XVII, и особенно в XIX веке в форме неоготики.

## Доисторические времена

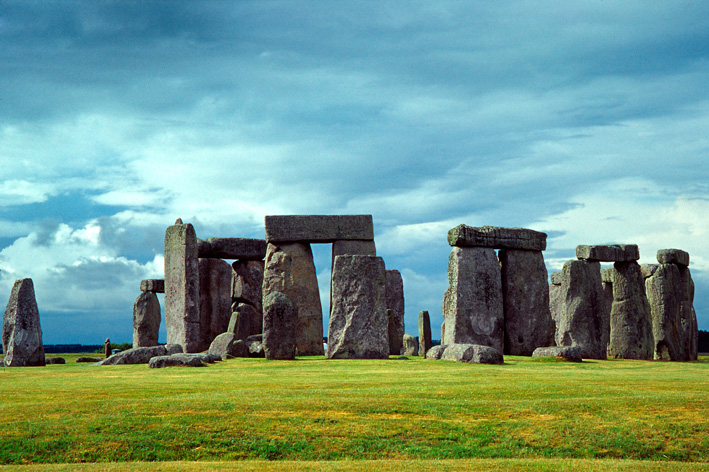
Стоунхендж

С доисторических времен сохранились мегалитические гробницы, которые относят к эпохе неолита. Среди наиболее известных сооружений II тысячелетия до н. э. — ритуальный комплекс Стоунхендж. Огромные каменные глыбы (кромлех) в сочетании с особым строем создают необычный ансамбль с окружающим пейзажем близ города Солсбери (графство Уилтшир) в 130 километрах юго-западнее Лондона.
Это сооружение состояло примерно из 90 каменных блоков, весом от 5 до 50 тонн и высотой от 1,8 до 7,5 метров. Сверху на них положены плиты-перемычки длиной 3,2 м. Существуют различные гипотезы о назначении комплекса — от храма до кладбища. У каменного Стоунхенджа были малые и деревянные предшественники, которые до наших дней не сохранились. Современные остатки комплекса охраняются, но уникальное сооружение остаётся предметом дискуссий, поп-акций и медийных сенсаций, научных исследований, гипотез и фильмов, которые пока мало что объясняют об истории сооружения и его функциях.

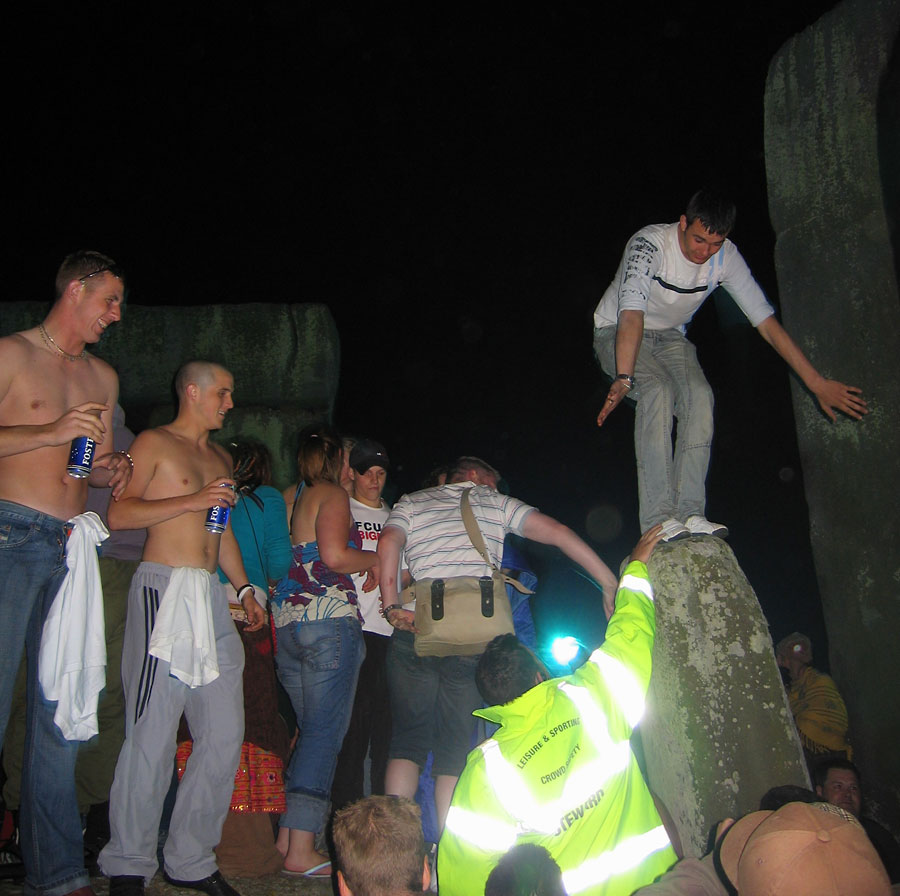
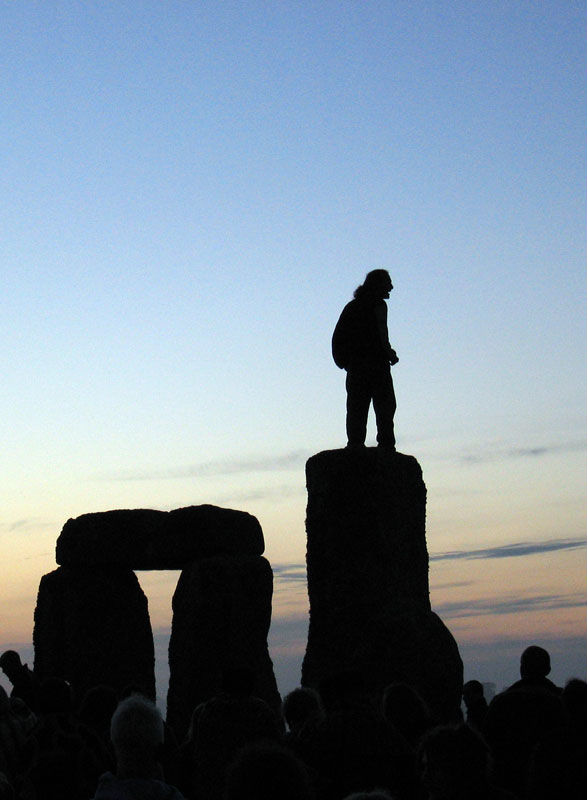
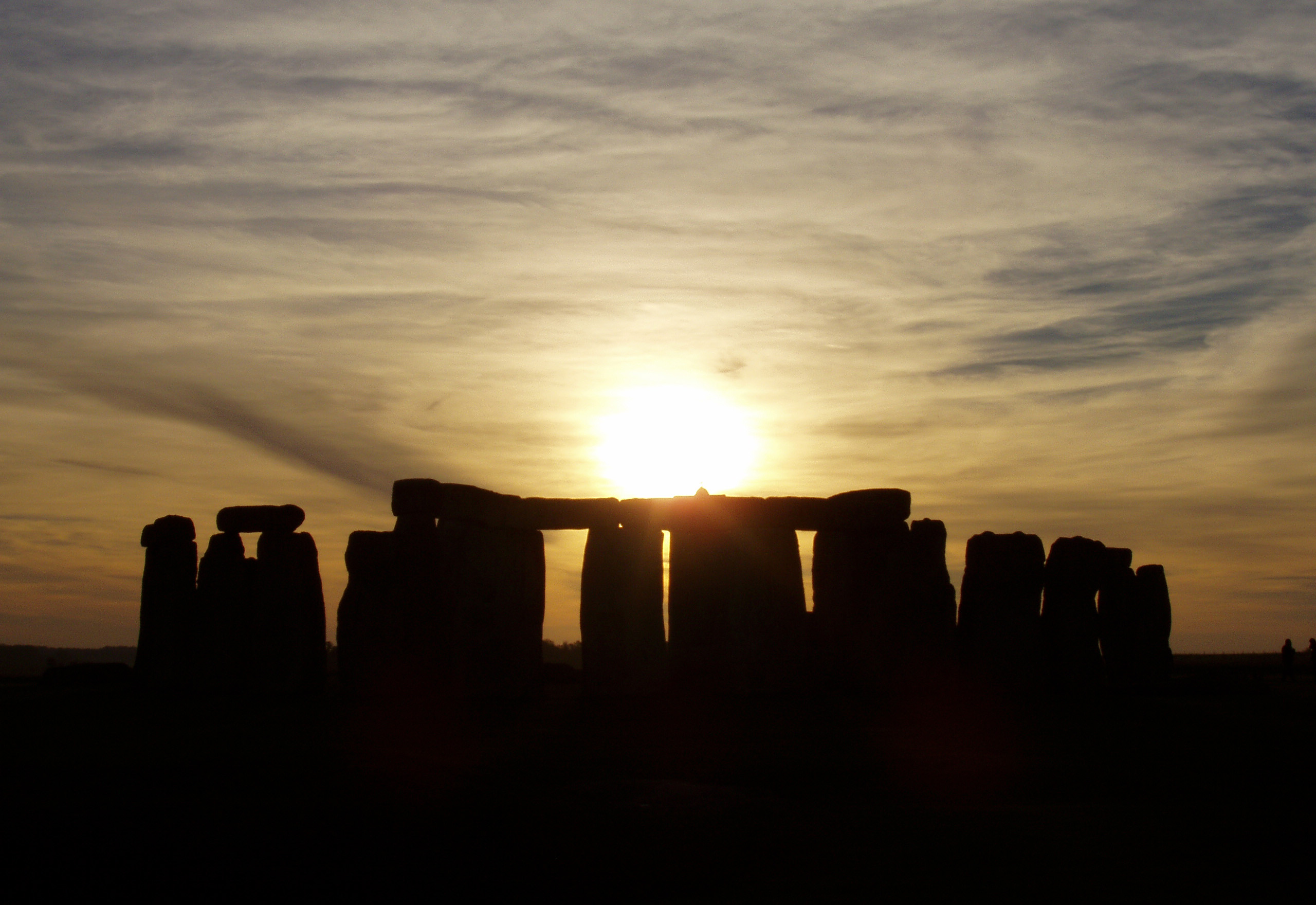

Начиная со времён неолита на Британских островах в качестве жилья использовались так называемые дома-ульи (англ. bee-hive house), круглые в основании хижины с открытым очагом. Строительный материал различался от местности: известные археологические находки каменных (вероятно, каменные дома подобного типа являются самыми древними), каркасных и глинобитных домов. Уже в неолите в низменных местностях произошёл переход от срубов к каркасным постройкам, представлявшим собой конструкцию из столбов, промежуток между которыми заполнялся плетнём и затем обмазывался глиной. Примером каркасных доисторических домов может послужить дом III в. до н.э., построенный на территории современного Эссекса, он состоял из двух концентрических кругов, образованных толстыми столбами, пространство между которыми, видимо, заполнялось плетнём. Внутреннее помещение, вероятно, использовалось в качестве жилого, а внешнее служило хлевом для скота, поскольку там были найдены стойла. Особый интерес представляют куполообразные дома, построенные методом сухой кладки, при строительстве камни клались так, что диаметр постройки с каждым кругом уменьшался, и так до тех пор, пока не оставалось отверстия, которое можно закрыть одним камнем. Входной проём был низкий, аркообразный, окна отсутствовали. Дома-ульи сухой кладки по большей распространены в Ирландии, Уэльсе, Оркнеях и Гебридах. Весьма вероятно южное происхождение данных видов построек, поскольку жители доисторической Британии имели длительные контакты с южной Европой и особенно с Пиренейским полуостровом, где, судя по всему, также были распространены подобные дома из камня. Традиции круглых жилищ очень долго сохранялись в Британии: ещё йоркширские шахтёры-угольщики XIX века строили времянки круглой формы из дерна и земли. Также подобные временные дома строились в Уэльсе, поскольку там до начала XIX века существовал обычай, по которому тот, кто хотел закрепить за собой участок земли в горах, должен был за одну ночь от захода до восхода солнца построить на нем дом и сложить камин, чтобы на рассвете из трубы дома был виден дымок. Такие быстровозводимые дома были круглой или овальной формы и строились из земляных и торфяных блоков, смешанных с соломой.
Известны были древним британцам и свайные дома. Их примером может служить свайная деревня, найденная под Гластонбери, из 60-70 домов, располагавшихся на искусственном острове, отгороженном забором-плетнём. Дома строились из столбов, промежуток между которыми заполнялся плетнём. В центре каждого дома стоял столб, поддерживавший коническую соломенную крышу, также перед каждым домом был навес, опиравшийся на два столба. В домах этого поселения зафиксированы следы глиняных куполообразных печей.
Помимо крупных домов, более распространённых на севере и западе Британских островов, со времён неолита, хоть и в меньшем количестве, встречались и прямоугольные дома, распространённые, прежде всего, на юге и востоке Британских островов.

## Древнеримская колонизация
В I тысячелетии до н. э. на острове поселились племена кельтов. Но кельтские сооружения не сохранились, вероятно, из-за использования органических стройматериалов (дерево, солома, трава, глина). Археологические остатки позволяют говорить о приверженности кельтов к «звериному стилю» в прикладном искусстве.
В 43 — 69 гг. н. э. южную часть Британии колонизировали воины Древнего Рима. Сопротивление местных племён было столь значительным, что контролируемые римлянами земли были отделены от них стенами. Хорошо сохранились лишь участки римских стен вблизи Хаусстедса (Нортумберленд). Римляне наладили производство кирпича, но использовали и природный камень. Постройки древнеримской эпохи сохранены плохо, среди известных можно перечислить:
- Адрианов вал;
- остатки терм (римских бань) на курорте Бат;
- остатки терм в Лондоне;
- древнеримское кладбище с надгробьями;
- римские виллы с мозаичными полами.

Римляне владели Британией относительно недолго, а их влияние на архитектуру не было столь значительным по сравнению с Италией или Францией. Варварские племена ещё не были способны тогда подражать богатому строительному опыту римлян. После исхода римлян с Альбиона существенное количество римских построек было перестроено под нужды местных жителей или разобрано для получения нового стройматериала.

## Раннее средневековье

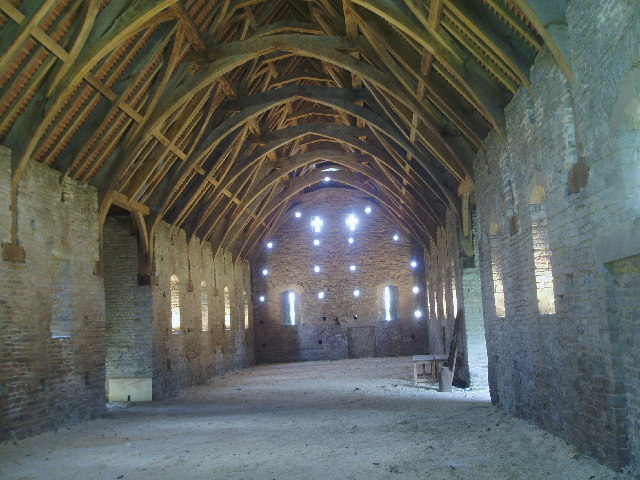
Тит Барн в Пилтоне, интерьер

В V—VI вв. на остров приплыли германские племена (юты, англы и саксы), смешавшиеся с кельтами. На острове идёт распад родового устоя и начинается эпоха раннего средневековья.
Начало английской средневековой архитектуры отсчитывают примерно с VII века, когда германцы-англосаксы и кельты ассимилировались, сформировав единую народность. Их архитектура — примитивные деревянные или глинобитные хижины, схожие с аналогичными постройками Северной Европы. Гораздо реже строились каменные жилища. Англосаксонское жилище является домом-гумном, Беда Достопочтенный в своей исторической хронике описывает устройство подобных домов: в центре располагалось гумно, а по обеим боковым сторонам — стойла для скота. В дом со стороны фронтона вела большая двухстворчатая дверь, конструкция крыши была столбовой. В больших семьях возникает холл (англ. Holl), удлинённое сооружение с двускатной крышей, где собирались все работоспособные члены семьи. Законник валлийского короля Хивела Доброго (валл. Hywel Dda) содержит довольно подробное описание домов знати. Холл, располагавшийся между тремя парами деревянных столбов, служил центральным помещением, в помещениях за холлом вместо стойл располагались спальни-нефы. Крыша стелилась торфом, соломой и тростником, материалом для стен служил плетень, обмазанный глиной. Каркас домов был деревянным. Его простейшим примером являлась Л-образная конструкция из поставленных в под углом двух брусьев (нередко половин одного столба), поддерживавших конёк крыши. Такой каркаса применялся и в начале Средневековья. Окна проделывались в одной продольной стороне холла, на ночь они закрывались плетневыми рамами и шкурами, растянутых на раме. Вход в дом располагался с узкой, фронтонной стороны. Во дворах знати довольно рано появляется разделение на жилой дом-гумно и хозяйственные постройки, строившиеся отдельно. Из-за недолговечности материалов жилых построек англосаксов к нашему времени не сохранилось.
Под влиянием эмигрантов из Европы начинается христианизация земель. Древнеримские каменные и кирпичные постройки разрушаются, а стройматериалы используются для создания простых христианских церквей. Их образцы сохранились, в частности, в Бредвелле в Эссексе, в Бриксуорте в Нортгемптоншире, и Брэдворде-на-Эйвоне, Уилтшир. В IX—XI вв. британские земли попали под власть Дании. Сакральные сооружения Британии увеличились, возникает трансепт, усложняется декор западного фасада. Эти черты входят в традицию, что получит своё развитие во время английской готики.
Именно образцы церковной архитектуры является практически единственными дошедшими до наших дней архитектурными сооружениями того времени.

## Романский стиль

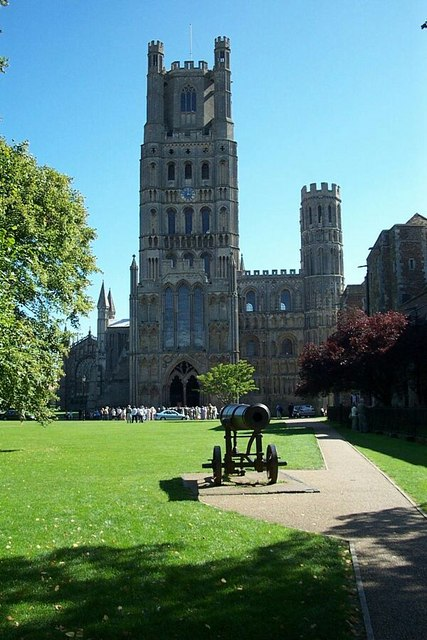
Собор Или. Западный фасад

В 1066 году остров переживает очередное вторжение, на этот раз норманнов, которые создают централизованное феодальное государство. Организатор и предводитель нормандского завоевания Англии, Вильгельм Завоеватель, официально поддерживает строительство в романском стиле (соборы, церкви, замки). Замки того периода были курганно-палисадного типа: они представляли собой башню, расположенную на искусственном холме, окружённым рвом; неподалёку от которой располагался двор с жилыми и хозяйственными постройками. Там жил сам феодал со своей семьёй, его вассалы и прислуга, а в случае опасности сюда пускали крестьян. Всё сооружение было обнесено частоколом, из-за большой крутости насыпи с башней, вход в неё осуществлялся через перекидной мост. В Англии такие замки называют «мотт и бейли» (англ. mott and bailey, от старофр. motte — холм и англ. bailey — огороженный двор). Замки строились из дерева. Со временем дерево меняют на камень, замки совершенствуются, увеличиваются в размерах и становятся характерным признаком всего британского средневековья и чертой архитектурной культуры Британии в целом. В конце XII в. в Англии существовало уже 80 замков. Важнейший среди них — замок Тауэр в Лондоне, который был резиденцией Вильгельма Завоевателя. Остатки романских замков имеют Рочестер, Ньюкасл, Дувр, Ноттинген, Конисбро, Йоркшир, Ричмонд.

Романские замки Британии
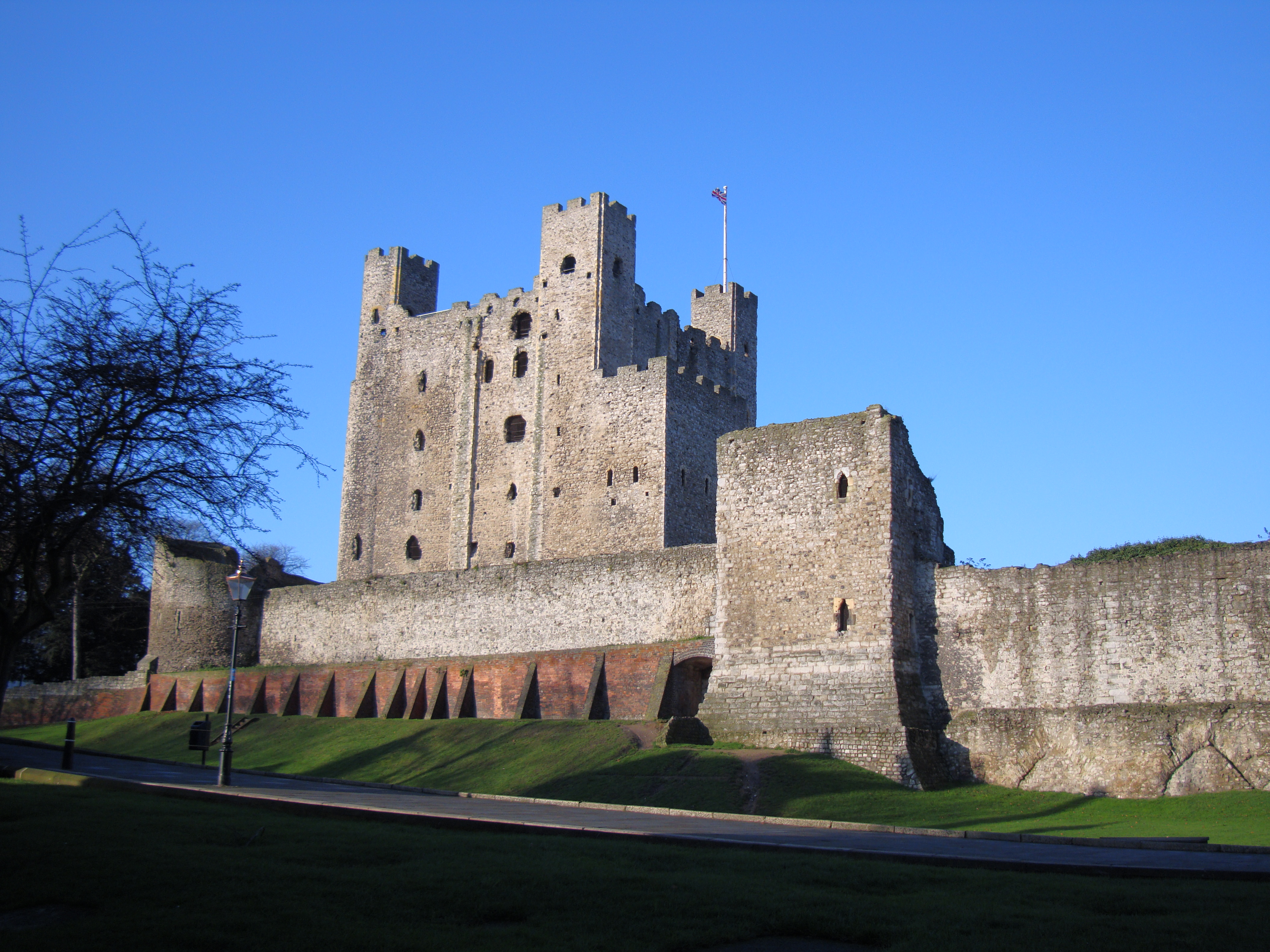
Замок в Рочестере, Кент.
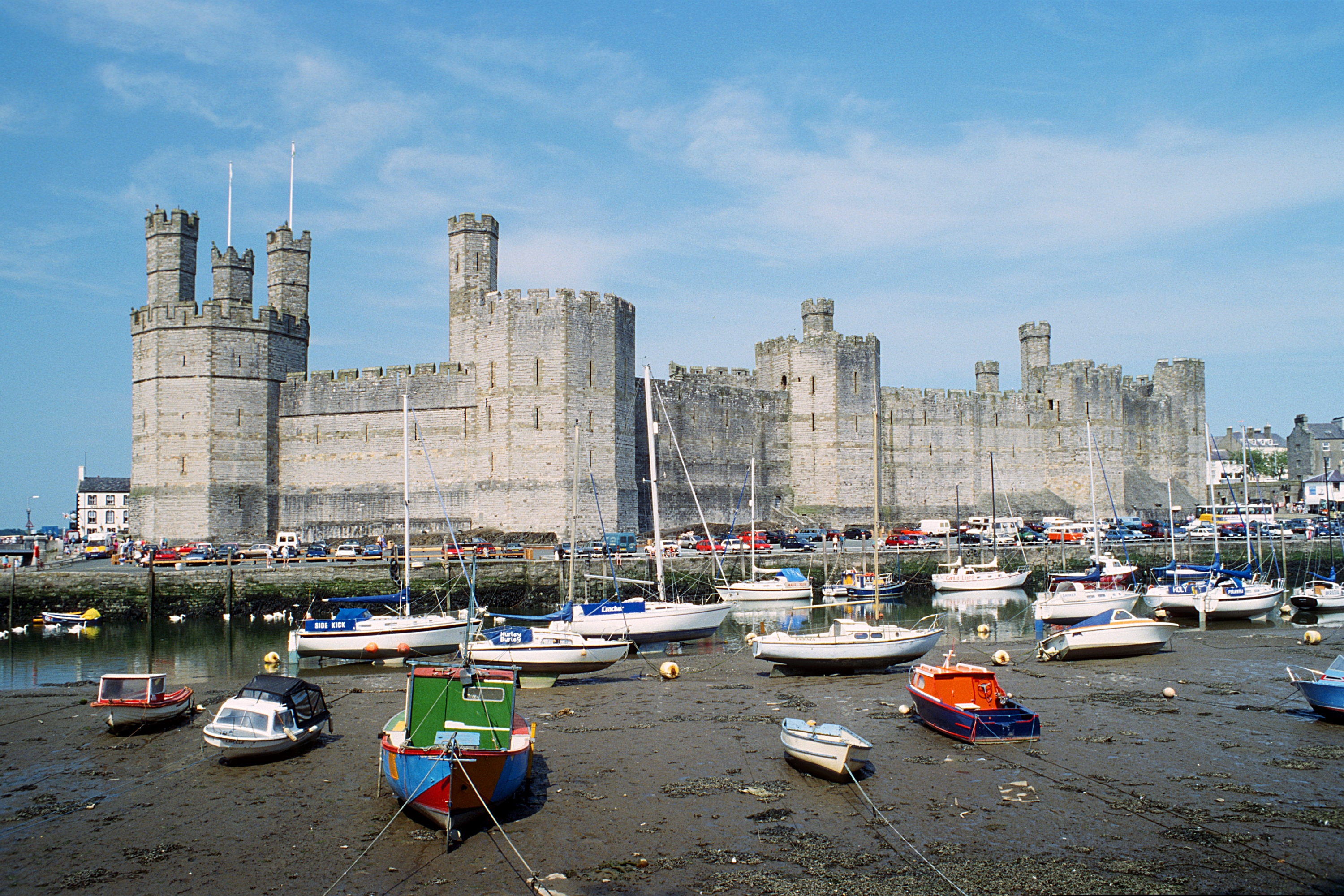
Замок Карнарвон, Уэльс.
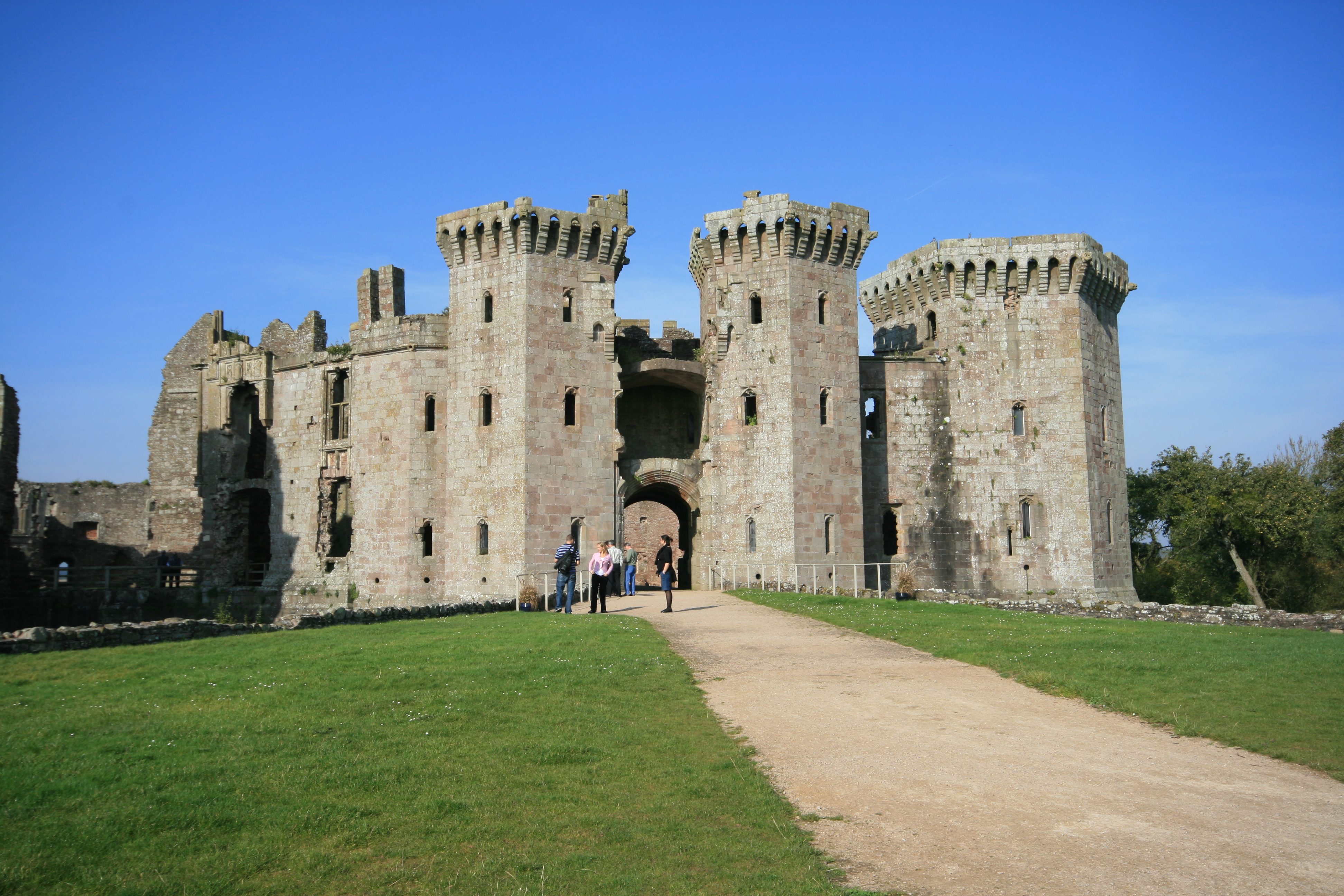
Руины замка Реглан.
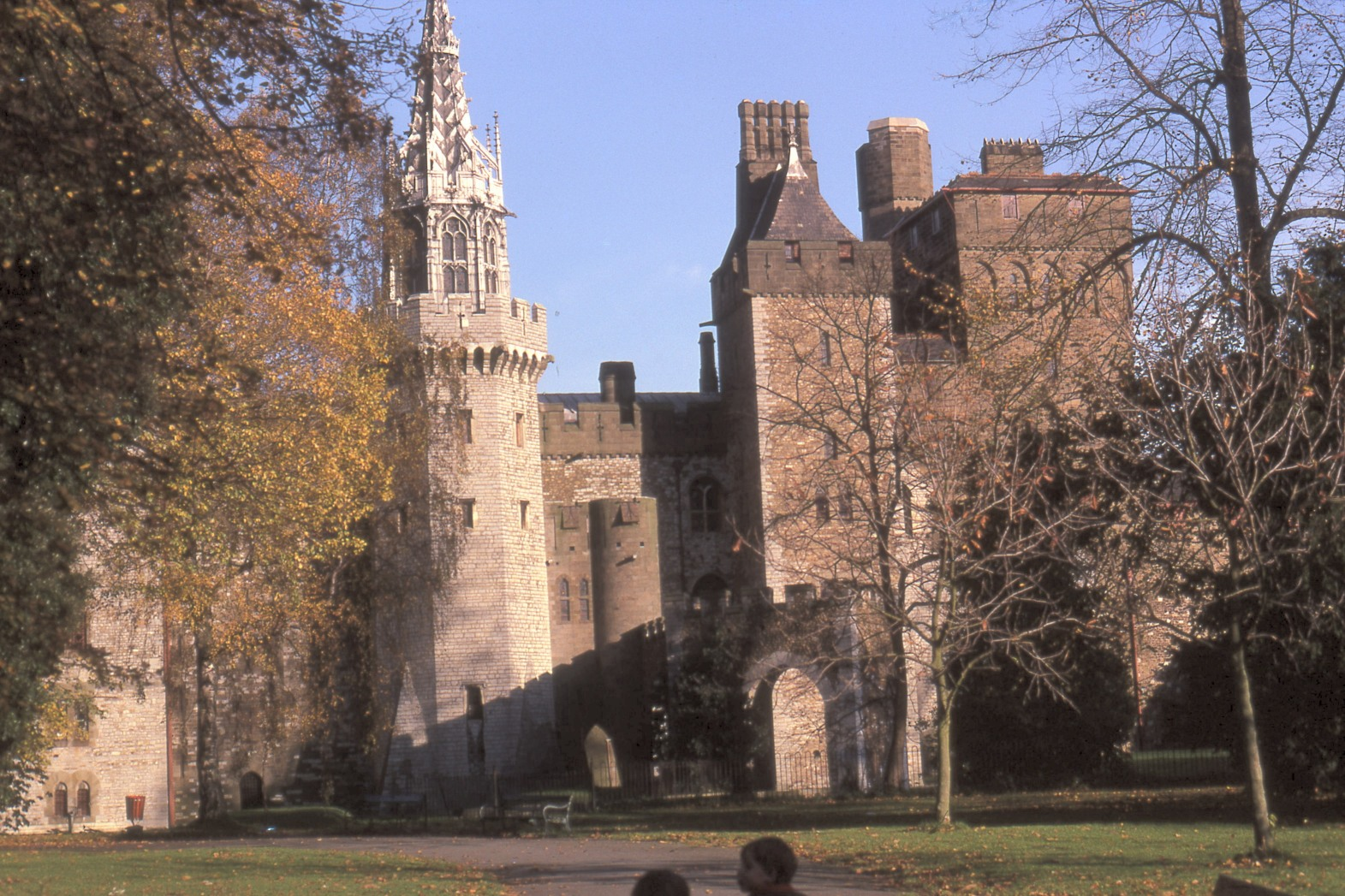
Замок в Кардиффе, столице Уэльса.
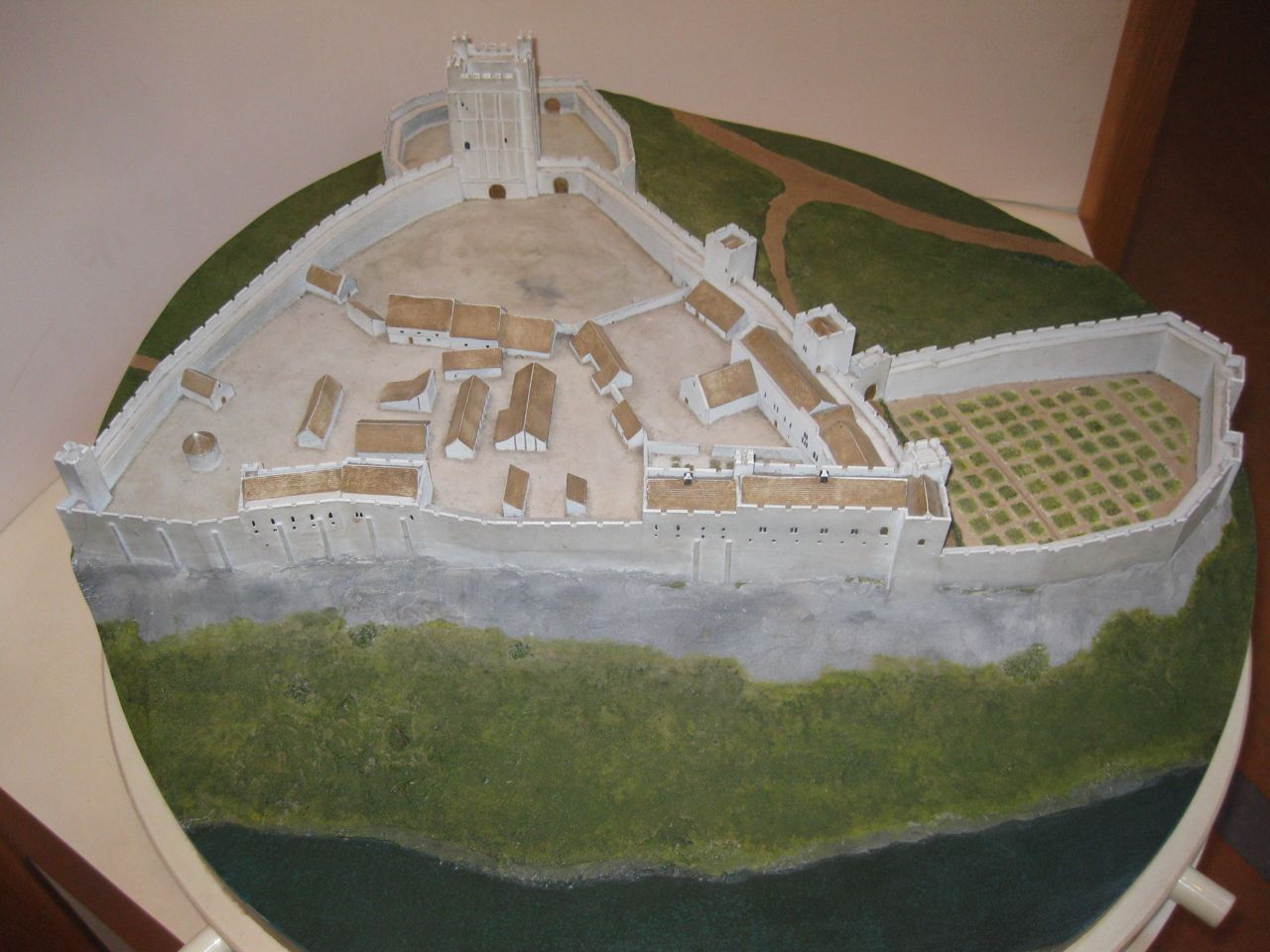
Модель Ричмондского замка

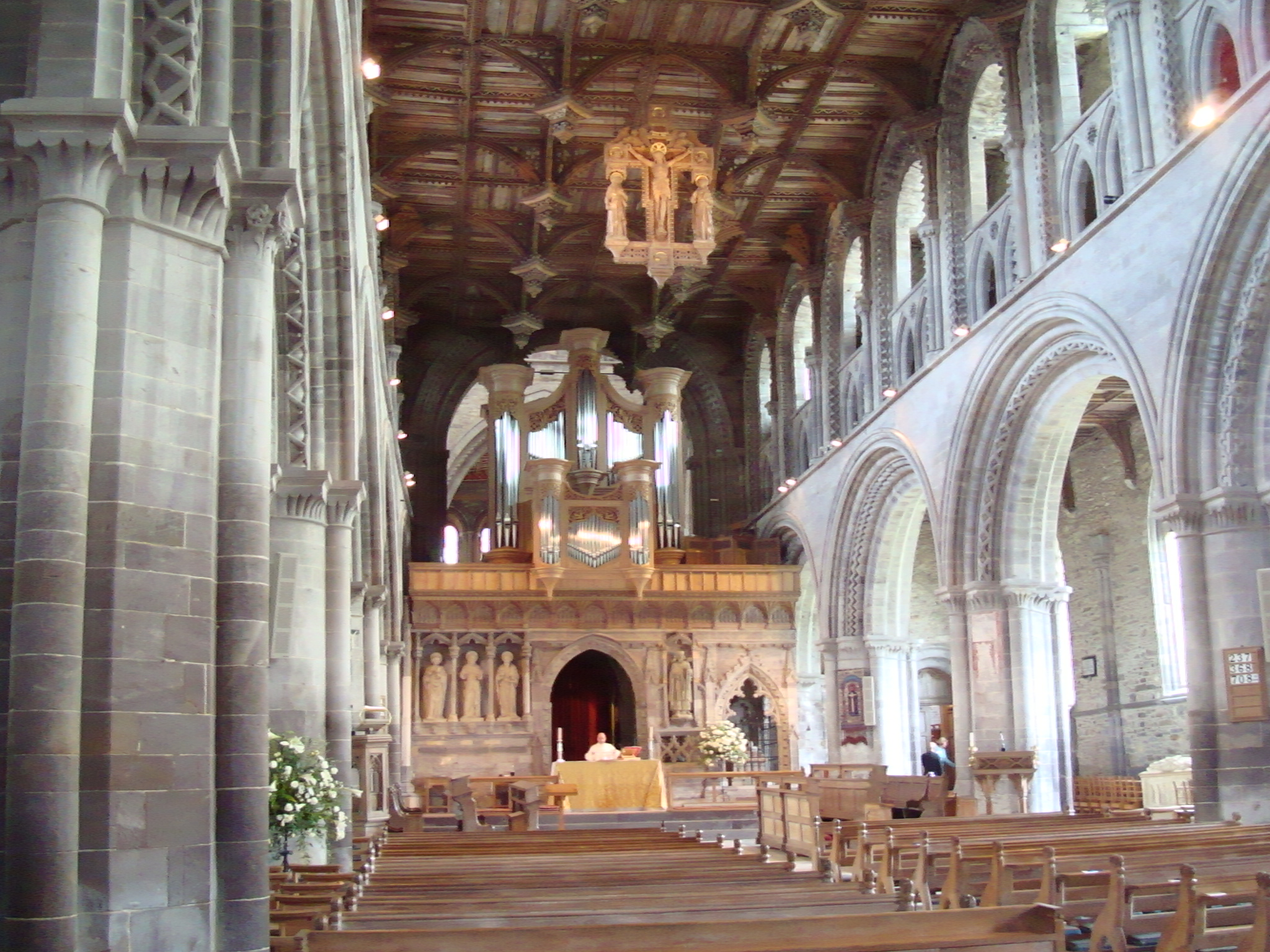
Центральный неф собора Св. Давида (Сент-Дейвидс, Пембрукшир, Уэльс)

В конце XII в. возник как тип английский усадебный дом — деревянный или фахверковый, c амбарами на первом этаже, жильём на втором; лестница на второй этаж ведёт от холла. Как и в большинстве домов данного периода, лестница, вёдшая на второй этаж с отапливаемой камином главной комнатой, была наружной (в Шотландии такие лестницы сохранялись до XVIII в.). Планировка такого рода была привнесена на Альбион норманнами. До наших дней дошло лишь несколько каменных домов XII в.
В застройке поселений доминируют соборы. Границы между английским монастырём и собором быстро стёрлись. В XI—XII вв. норманны-завоеватели выстроили 95 соборов, силой сгоняя местное население на строительные площадки. Британские соборы романской эпохи длинные, с трёхнефной базиликой, с развитым трансептом. В плане они имеют форму латинского креста. У них есть общие черты с сооружениями французской Нормандии. Духовенство в Британии было более многочисленным, чем во Франции. Чтобы разместить священство, увеличивались размеры хора, алтарной части. Часто отсутствует привычная апсида. Вместо неё — прямоугольная часовня или стена без венца часовен и без помещения обхода. Облачная, пасмурная погода, частые дожди обусловили использование больших окон, ярус верхних окон для освещения соборов стал обязательным. Потолки были плоские, деревянные, опирающиеся на толстые, громоздкие стены. Использовались огромные прямоугольные объёмы. Над перекрёстком нефа и трансепта располагалась прямоугольная башня. Декор состоял из геометрических деталей. Готическая французская окно-«роза» не прижилось, западные фасады часто украшались огромным готическим окном, что было более практично и менее сложно в построении. Крыши плоские, нечасто встречаются крыши-шатры. По периметру верхушек башен — зубцы или башенки-пинакли, что роднит архитектуру замков и соборов.
В конце XII в. Британия погрузилась в междоусобные войны на 20 лет, что задержало распространение готики.

Церковная и городская архитектура британской романики
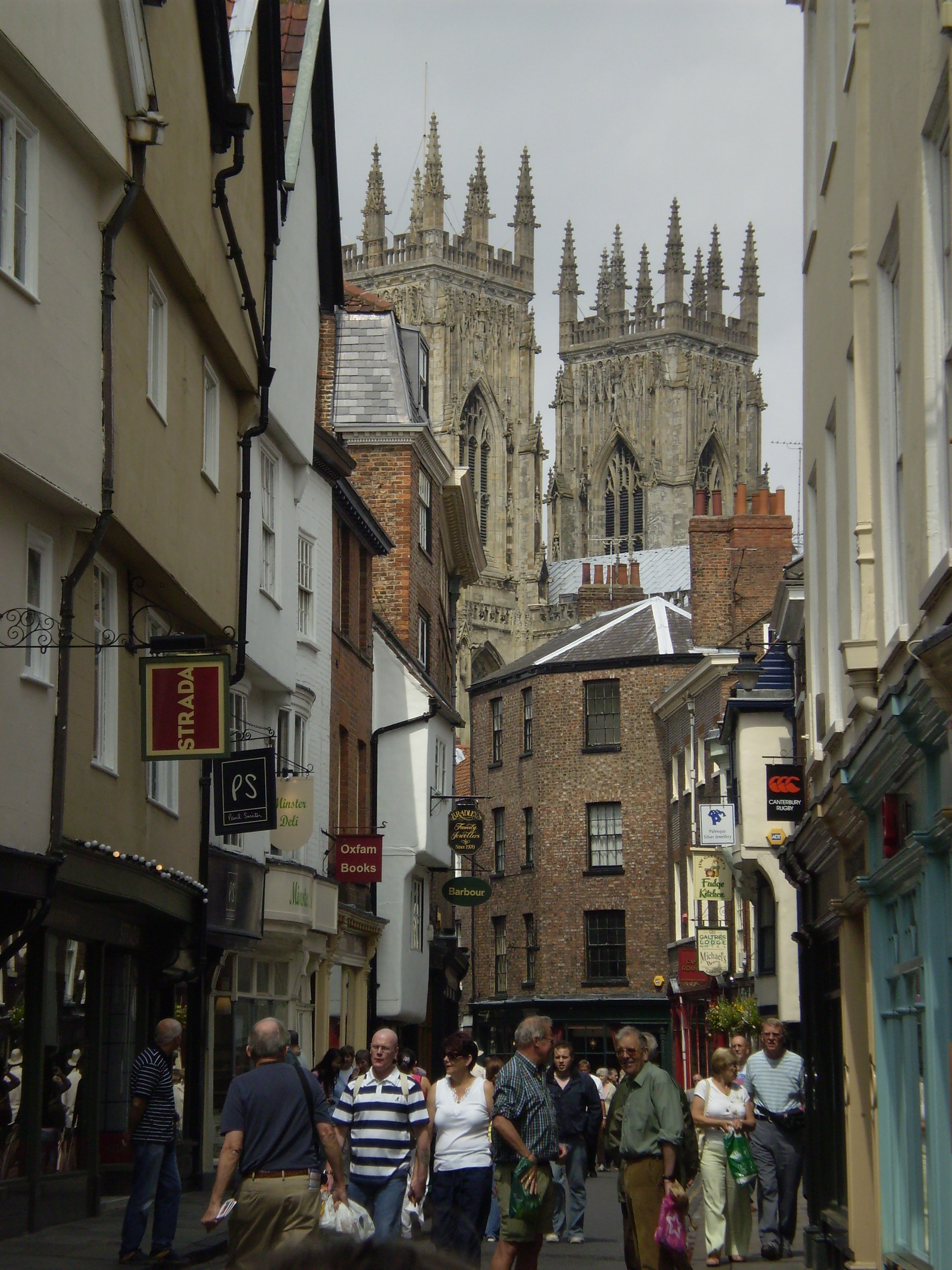
Плотная городская застройка Йорка
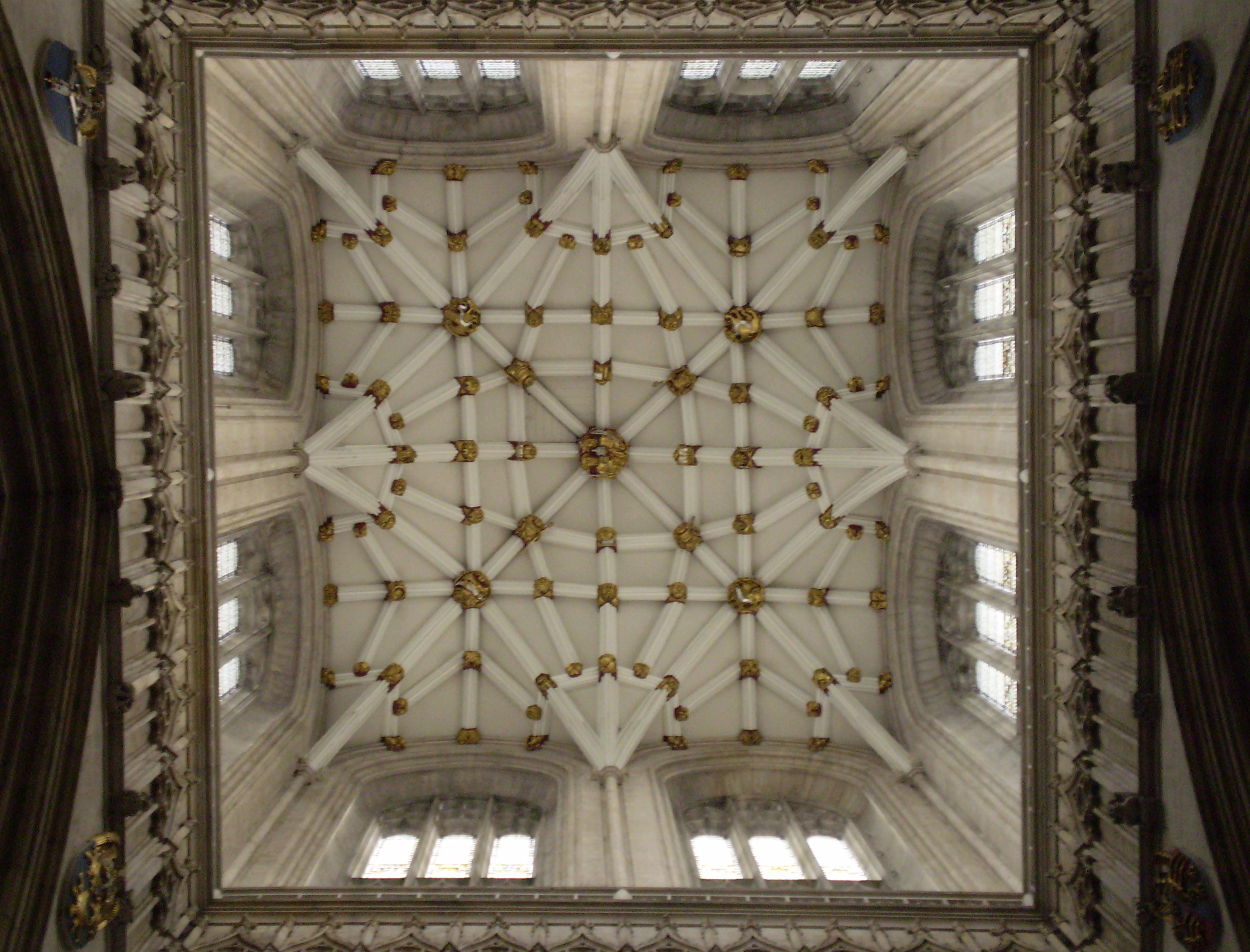
Йоркский собор, интерьер
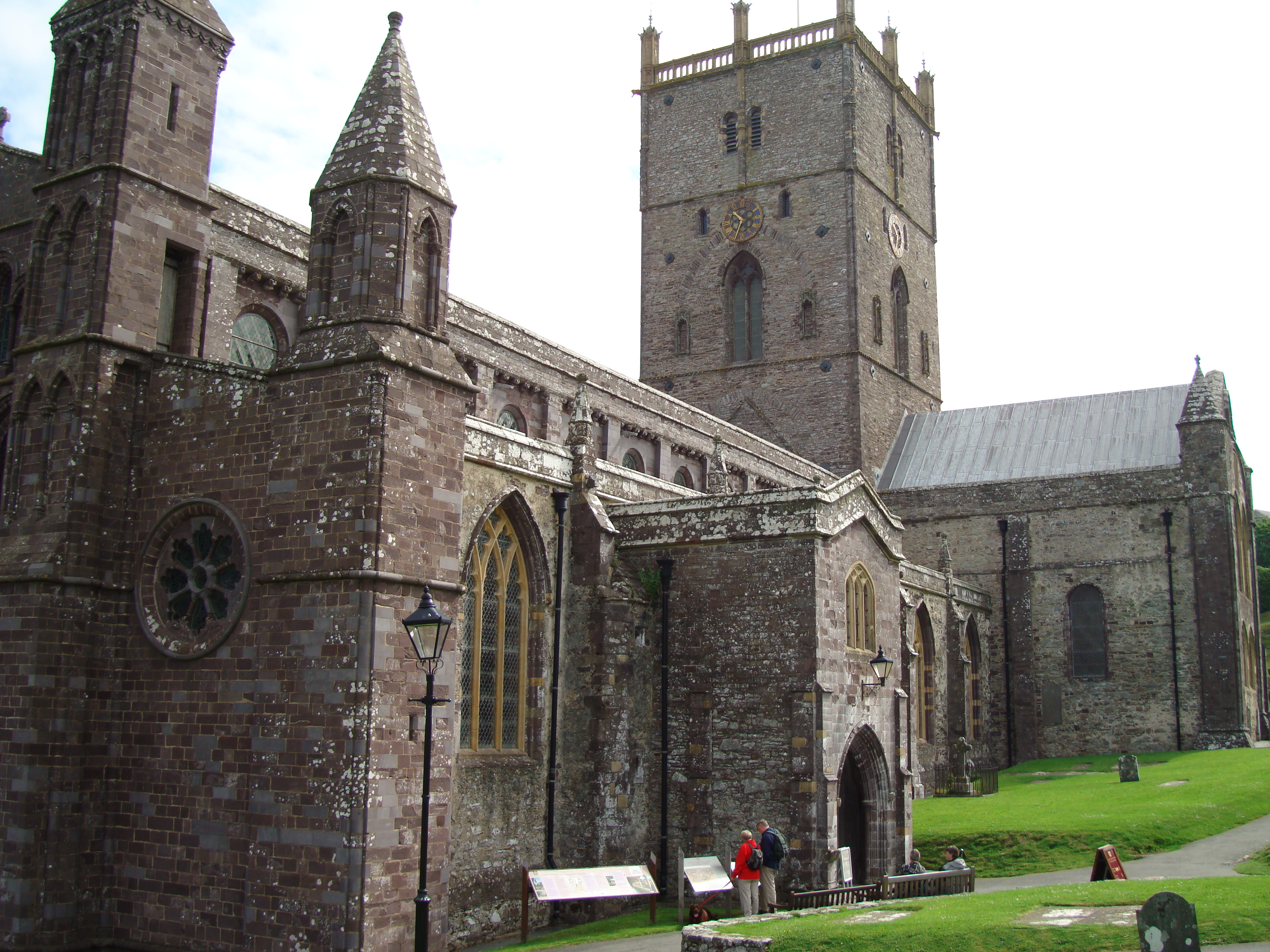
Собор Св. Давида в Сент-Дейвидсе, вид с востока
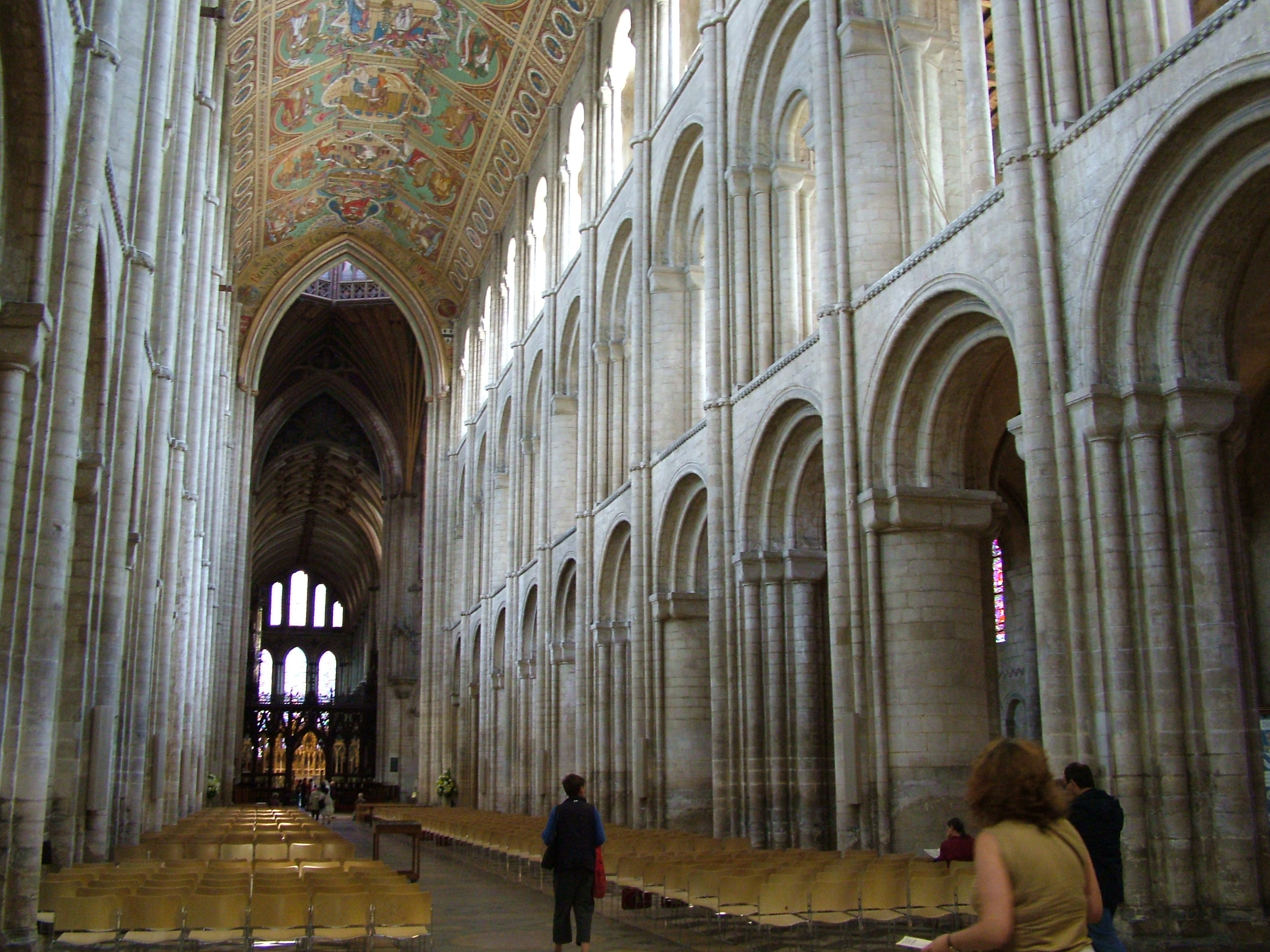
Кафедральный собор в Или, главный неф
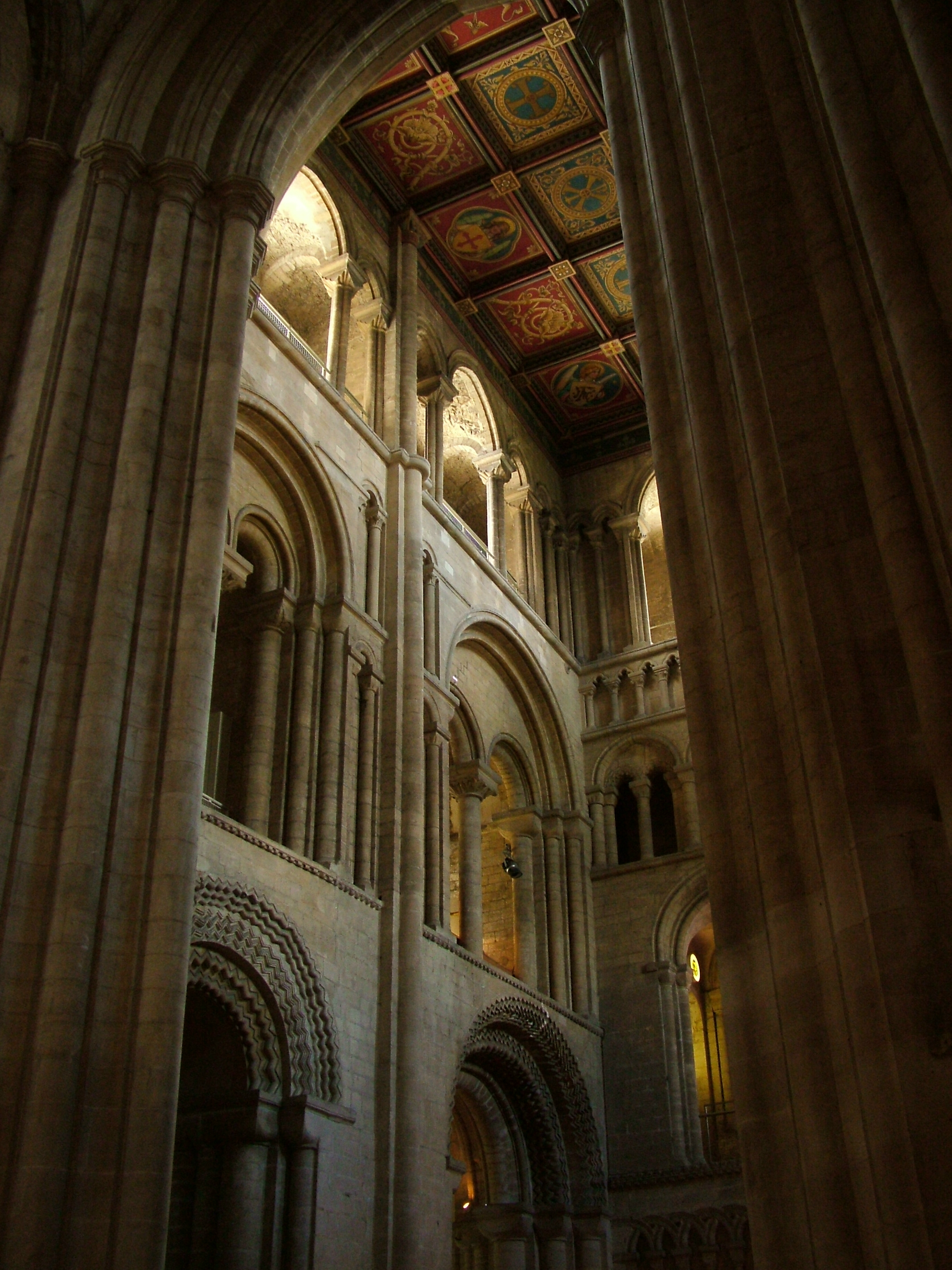
Собор в Или
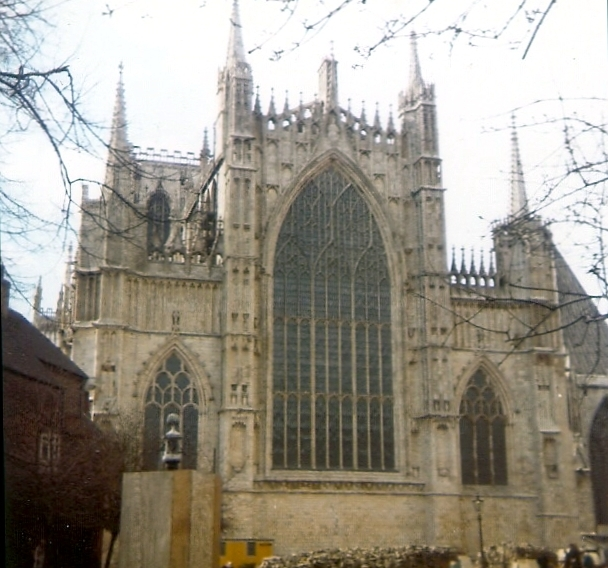
Собор в Йорке, восточный фасад (у православных храмов в этом месте апсида)
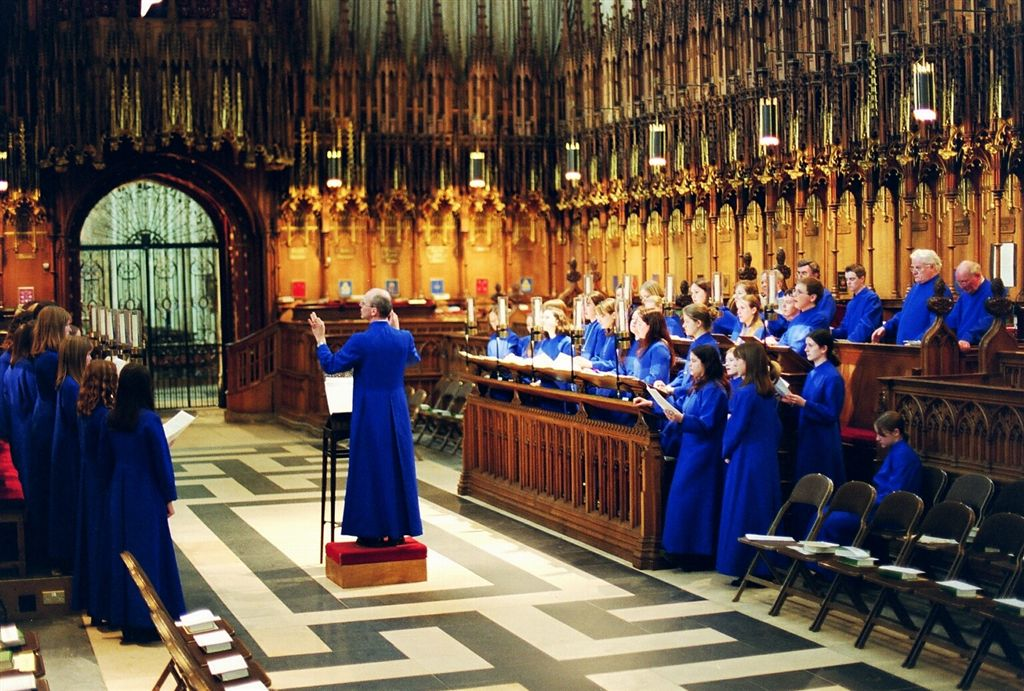
Англиканское пение, собор в Йорке
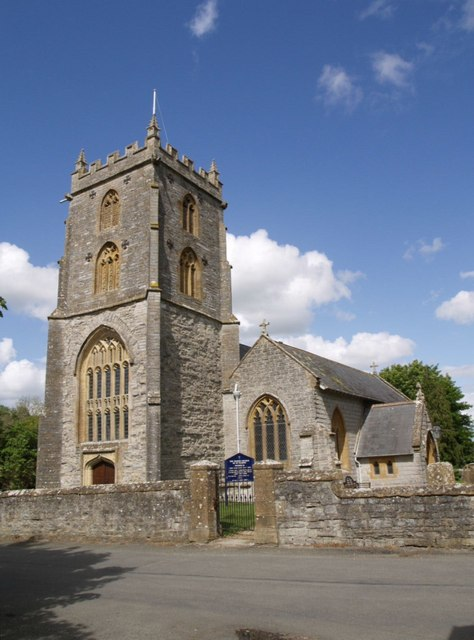
Церковь Файвхед, XIII век, Сомерсет

## Средневековое сельское жилище в Англии

Реконструкция валлийской деревни XIV в., музей-заповедник Косместон, Уэльс

О развитии домов в средневековой Англии известно довольно мало, однако ещё с 1950-х годов предпринимаются археологическое изучение крестьянских жилищ Британии, в том числе и Англии.
Одним из типов крестьянского жилища был т.н. «длинный дом» (англ. long house, longhouse), наиболее характерный для севера Англии: графств Чешир, Йоркшир, Ланкашир и т.п. Так, в одном из поселений в восточном Йоркшире, где с 1953 года проводились раскопки, на конец 1960-х годов были обнаружены остатки девяти жилищ, датируемых XII-XV вв. и в большинстве являющихся «длинными домами». Они достигали 10-20 м длину и 3,5-6 м в ширину. Очаг в длинных домах располагался в середине помещения, но ближе к переднему фронтону дома. Также существовали двухкамерные длинные дома, разделявшиеся перегородкой. В двух продольных стенах, почти в середине, находились две двери — одна против другой; проход между ними, вымощенный булыжником, разделял жилую часть дома от стойл.
Вероятно, также существовали дома и с холлом. Простейший дом такого типа был высоким и прямоугольным по форме, в центре которого располагался холл, доходящий до крыши и не имевший потолка и потому открытый до балок крыши. Холл служил сосредоточием семейной жизни хозяев, там, в частности, готовили пищу. Крыша дома с холлом укреплялась на трех парах столбов, разделявших холл натрое. За ними располагались спальные места для младших членов семьи. По обеим концам холла присутствовали два небольших помещения, отделённых перегородкой и не имевших окон. Одно служило рабочим в дневное время суток, а ночью там спали хозяева, противоположное было хозяйственным (чаще всего кладовая и молочная). Примером средневекового дома с холлом может послужить дом XIII в., найденный в Кенте, обладал площадью 30×14 футов, под его крышей всё ещё располагались как жилые помещения, так и стойла. Дом был построен из бревенчатого каркаса, заполненного плетнём и обмазанного глиной. Как видно, отдельные хозяйственные постройки всё ещё не были распространены повсеместно, и известные с англосаксонских времён и схожие дома с гумном в XIII-XV вв. бытовали наряду с домами с холлами. С другой же стороны, дома с холлом очень рано начали развиваться в сторону усложнения. Наиболее типичным по планировке средневековым английским сельским домом было жилище с высоким, до крыши, холлом посередине, к которому с боков примыкали два двухэтажных крыла: на нижнем этаже с одной стороны холла находилась спальня, с другой — хозяйственное помещение. Над ними настилался потолок, служивший полом для помещений на втором этаже, куда поднимались по приставной лестнице. Первоначально второй этаж был очень низким, похожим на антресоль, но впоследствии отделявшая его перегородка «опустилась» до уровня конька и в ней над дверью спальни стали делать дощатую дверь в верхнюю комнату. Вначале второй этаж служил амбаром и кладовой, хотя зачастую стояла одна-две кровати. Окна на втором этаже отсутствовали, и в документах XIV-XVI вв. он назывался чердаком (англ. loft). Со временем количество помещений в домах стало увеличиваться, и дом стал принимать Н- или Г-образную форму, несмотря на то, что основным помещением всё ещё остаётся холл.

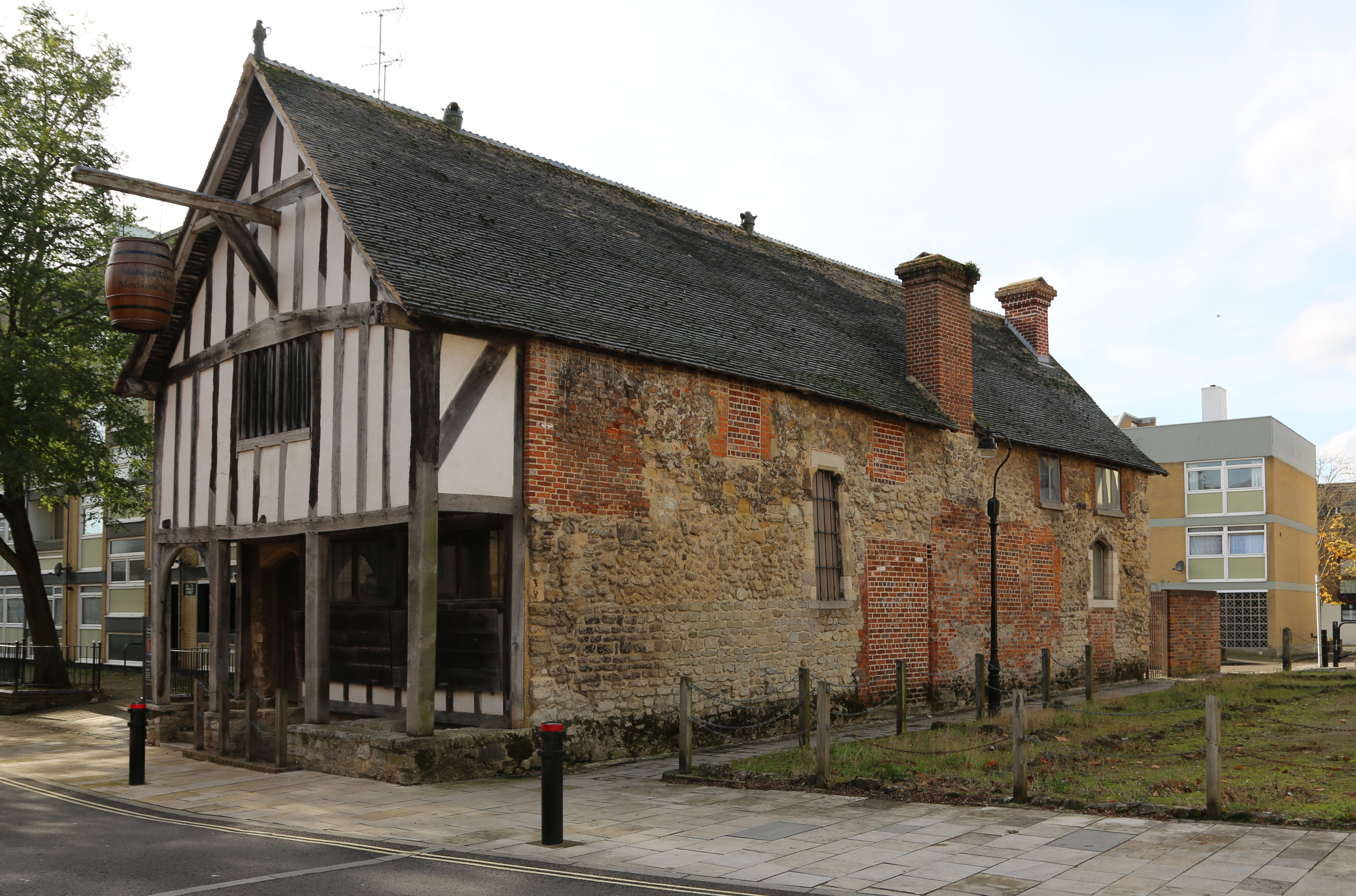
Купеческий дом, конец XIII в. (Саутгемптон, Гэмпшир)

Дифференциация материалов по характеру местности продолжилась: в лесистых областях дома были преимущественно деревянными, в то время как в горных местностях, бедных лесом, основным строительным материалом был камень. Особенно много каменных построек в известняковом поясе, простирающемся от Дорсета до Йоркшира, где слой почвы, покрывающий обнажённые скальные породы, довольно тонкий. Во многих графствах, таких как Кент, Суссекс и Гемпшир, каменные здания строились из кремневой гальки. В Кембриджшире дома строились из необожжённых известняковых плит больших размеров, а в Девоне и Корнуолле — из гранитных блоков. По всей Англии бытовали и дома, построенные методом сухой кладки (особенно в горных районах). Примером подобного сооружение является описание жилища от 1117 г.: в двухэтажном каменном доме сухой кладки на первом этаже располагались хозяйственные помещения — кладовые, амбары, а на втором этаже, куда вела каменная наружная лестница — жилые помещения. До нашего времени эти дома дошли в перестроенном виде: внешняя лестница демонтирована, на втором этаже располагаются спальни, а главная жилая комната — на первом. Первоначальный облик дома подобного типа дольше всего сохраняли в горных местностях, где на первом этаже располагались стойла, из-за чего двери были очень широкими.
Из-за недолговечности и доступности материалов дома могли довольно часто перестраиваться.
В Британии длительное время сохранялась древняя столбовая конструкция крыши. В Центральной и Восточной Англии тяжесть крыши покоилась на нескольких парах центральных столбов, как и в «длинных домах» Северной Европы. В северной Англии была распространена конструкция под названием крак (англ. cruck). Он представлял собой несколько пар больших естественно изогнутых столбов, расположенных возле стен. Чаще всего столбы изготавливались расщеплением одного ствола на две половины, чтобы сгиб у пары был одинаковый. Нижние концы вначале обжигали и закапывали в землю, позднее их стали укреплять на каменном основании. Несколько пар краков связывали брусьями, идущими параллельно коньку крыши, на них и накладывали покрытие крыши. Крак был распространён на севере и западе Британии. Крыши первоначально были четырёхскатные, вальмовые, впоследствии стали использоваться двухскатные крыши. Крыши на юге и на востоке были очень крутые (что, по-видимому, вызвано обилием осадков), и крылись преимущественно соломой и тростником. На севере Англии крыши были более покатыми, закругленными у конька. В Юго-Восточной Англии солома клалась на крышу следующим образом: на обрешетину плотным вертикальным слоем накладывались ветки, покрывавшиеся толстыми кусками дёрна таким образом, что один его слой заходил за другой. Связанную в пучки солому подсовывали под край слоя дерна. Сверху солому укрепляли прутьями, а у конька и карниза крыши — слоями глины. На севере Англии солому стелили несколько иначе: на тонкий слой дерна солома накладывалась в натруску и разравнивалась граблями. Она укреплялась горизонтальными и вертикальными веревками, приколачивавшимися к дёрну деревянными гвоздями, а к концам верёвок привязывали камни.

## Английская готика

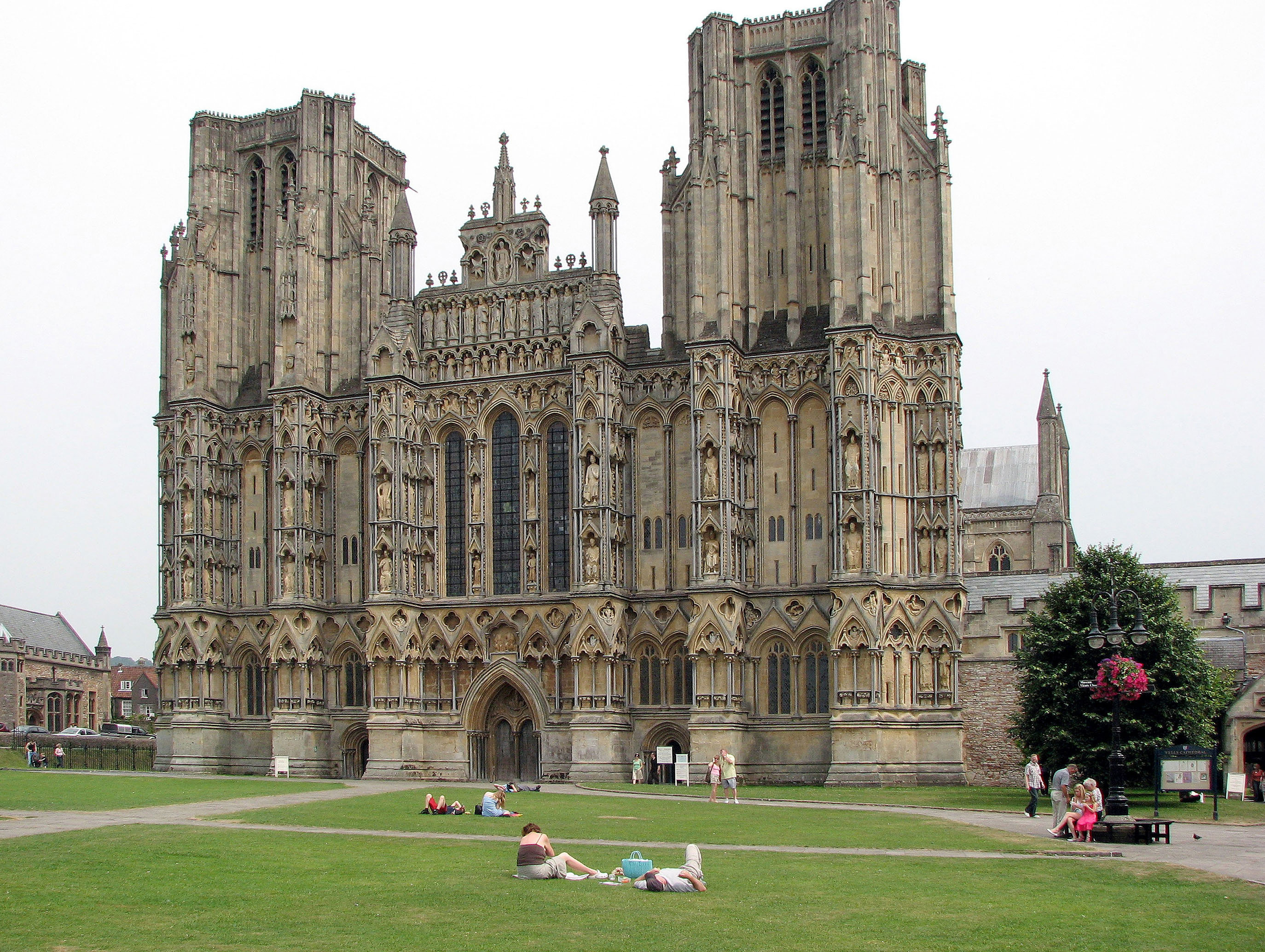
Кафедральный собор Сомерсета

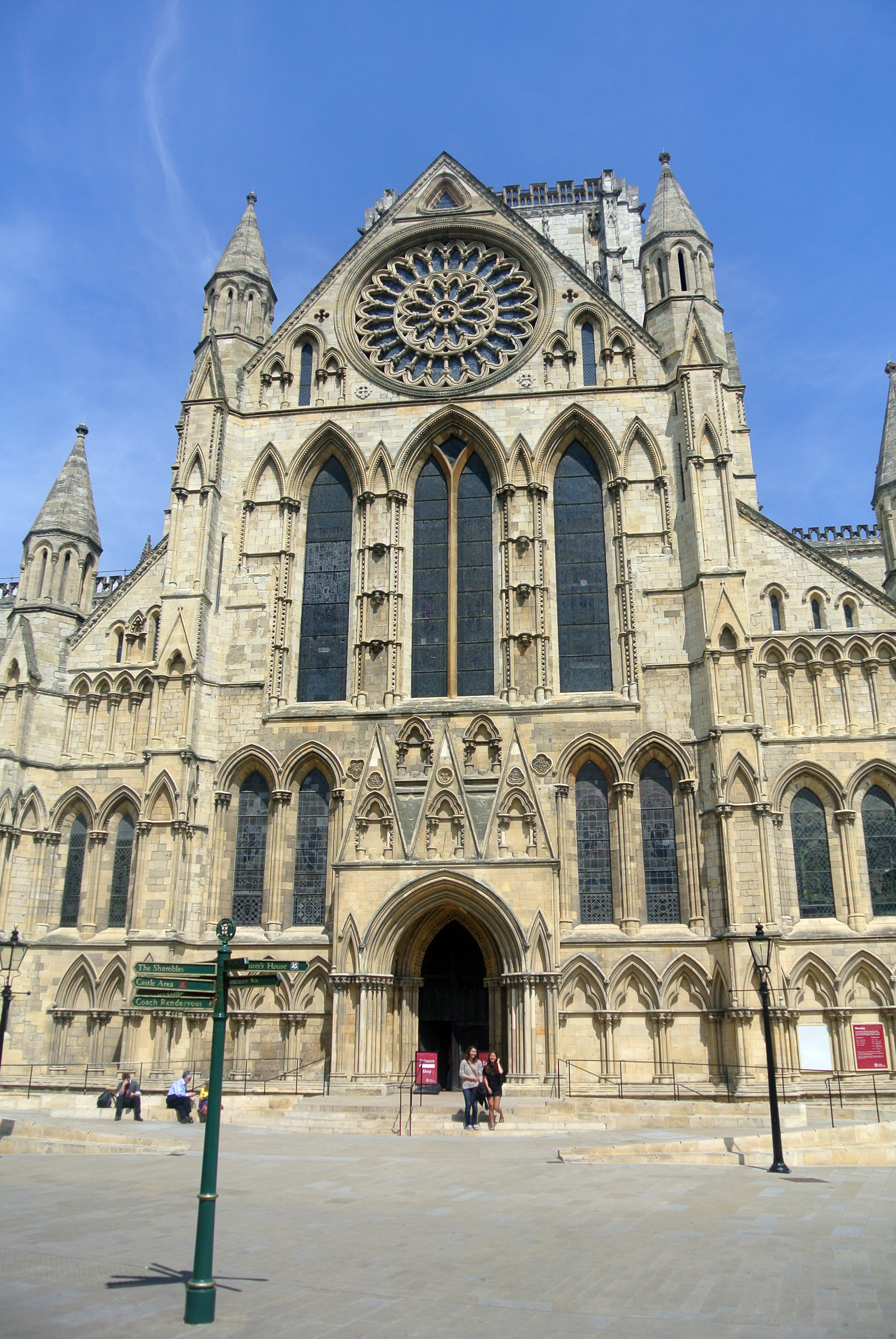
Восточный фасад Йоркского собора

Готика Англии возникла достаточно рано — в конце XII в. и просуществовала до XVI в. Слабое развитие городов привело к тому, что готический собор стал не городским храмом, а монастырским, окружённым полями и лугами. Отсюда, очевидно, его «распластанность» по горизонтали, растянутость в ширину, наличие нескольких пристроек. Доминанта собора — огромная башня, ярусная, прямоугольная, с плоской крышей.
Главный готический собор Англии — Кентерберийский, резиденция архиепископа Кентерберийского, национальная святыня. Собор Вестминстерского аббатства в Лондоне — место коронации и погребения английских королей со времён Вильгельма Завоевателя, впоследствии усыпальница великих людей Англии — близок к образцам французской готики по построению.
Начиная со времени Столетней войны (1337—1453) строительство в Англии сокращается. Из гражданской архитектуры этого периода существует Вестминстерский королевский дворец (XIV в.) с его Вестминстер-холлом площадью 1500 м².
Фортификационная архитектура Британии развивалась медленно и не играла важную роль из-за островного расположения королевства, защищённого морем и ещё слабо развитыми европейскими флотами.
В отличие от французской, английская готика не связана тесно с конструкцией, она сохраняла прямоугольные, удлинённые объёмы. Фон заполняли декоративными элементами, которые на фасадах образовывали настоящие экраны-декорации. За ними трудно было распознать построение интерьера. Декор (форма окон, рисунки оконных перегородок и т. п.) используется повсеместно и первым бросается в глаза. Эволюцию английской готики связывают с изменениями именно декора. Отсюда и названия периодов:
- раннеанглийская готика (конец XII — середина XIII вв.);
- геометрически-криволинейная (середина XIII — середина XIV вв.);
- перпендикулярная (середина XIV—XVI вв.).

Сохранились свидетельства о приглашении французских мастеров в Британию. Хоры собора в Кентербери выстроил французский архитектор Вильгельм из Сана. Но пример не имел последствий и его не копировали. Огромный собор в городе Дарем строили по плану собора Св. Троицы города Кане в Нормандии, Франция. Даремский собор меньше всего пострадал от поздних перестроек, он имеет «британские» черты — мощные прямоугольные объёмы, прямоугольную башню, более насыщенный декором западный фасад, чем в соборе в Кане. Высота нефов британских соборов меньше французских образцов, поэтому не было развитой системы аркбутанов и контрфорсов, хотя они встречаются.
Нервюры сводов со временем усложняются. Англичане начинают соревноваться в изобретении всё новых рисунков и орнаментов потолков. Небольшие сооружения до сих пор удивляют слишком большими готическими окнами и чересчур усложнёнными рисунками потолков. Им настолько часто отдавали предпочтение, что они пережили настоящий расцвет в сооружениях часовен, балдахинов, потолков над захоронениями. Переусложнённые готические потолки — характерный признак старейших английских университетов (Оксфорд, Кембридж), где их создание приветствовали ещё в XVII веке, игнорируя европейские стили и европейский опыт.
Храмовое строительство в стране понемногу сокращалось (большими были ещё романские соборы). Набирают мощности торгово-промышленные корпорации, которые заказывают «банкетные залы», цеховые дома, к соборам пристраивают роскошные цеховые часовни. Так распространяются зальные постройки с большими окнами. Потолки сформированы ювелирно созданными нервюрами звёздчатых, сотовых, веерообразных форм различных вариантов.

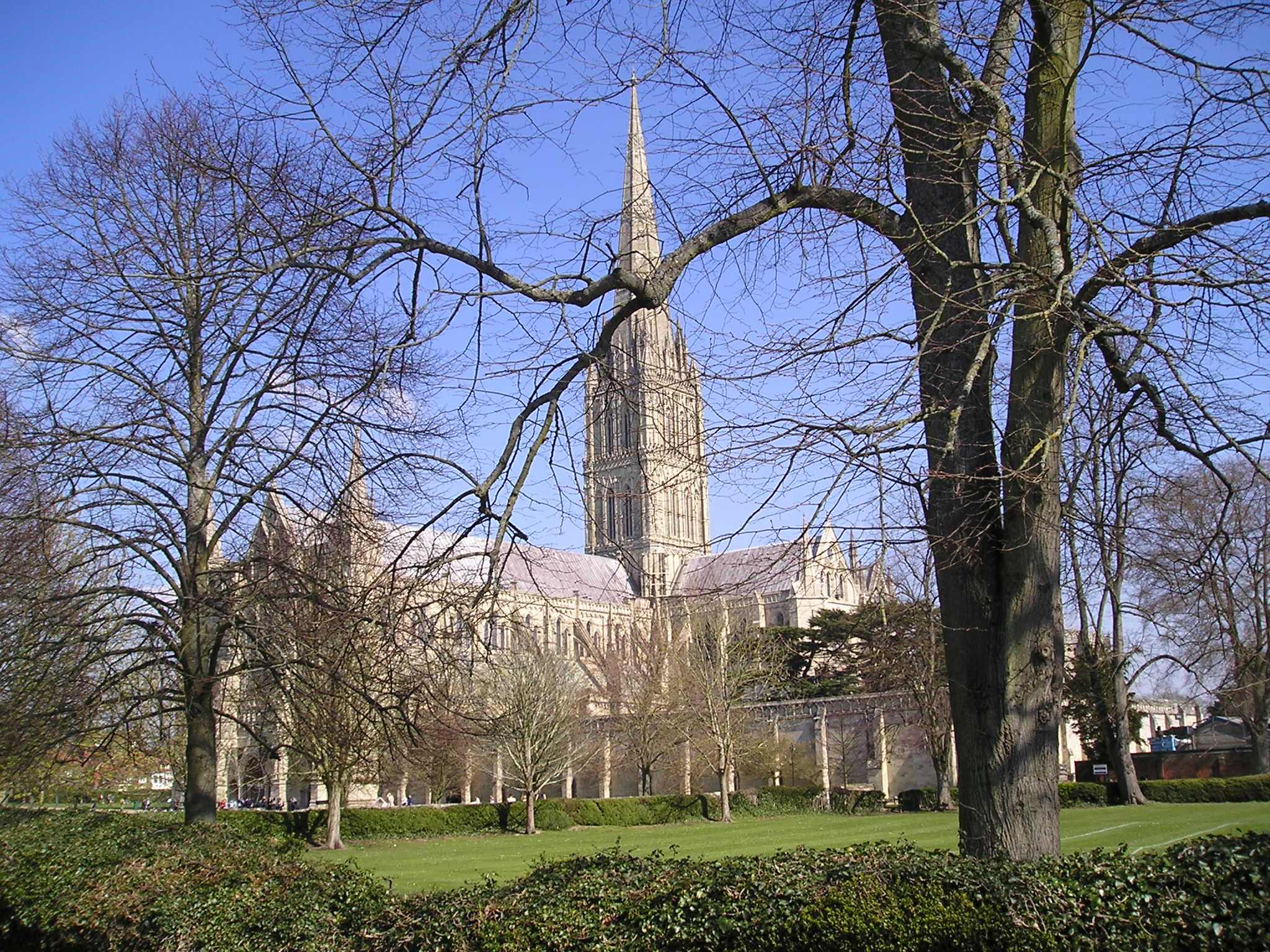
Собор в Солсбери

Характерным и совершенным образцом английской готики стал собор в Солсбери, выстроенный в 1220—1270 годах. Он имеет план латинского креста, распластанного по земле, это трёхнефная базилика. Пятинефные базилики в Британии не строили. Длина собора в Солсбери — более 140 метров. Апсида отсутствует, вместо неё прямоугольная часовня Богородицы. Трансепт не один, а два. Собор имеет несколько вспомогательных пристроек — дворик (клуатр), часовни, ризница, капитул (зал собраний). Все пристройки — различные по формам и высоте. Композицию воедино собирает огромная башня, шатровую крышу которой путают со шпилем. Башня вместе с крышей-шатром достигает высоты 135 метров и является самой большой соборной башней в Англии.

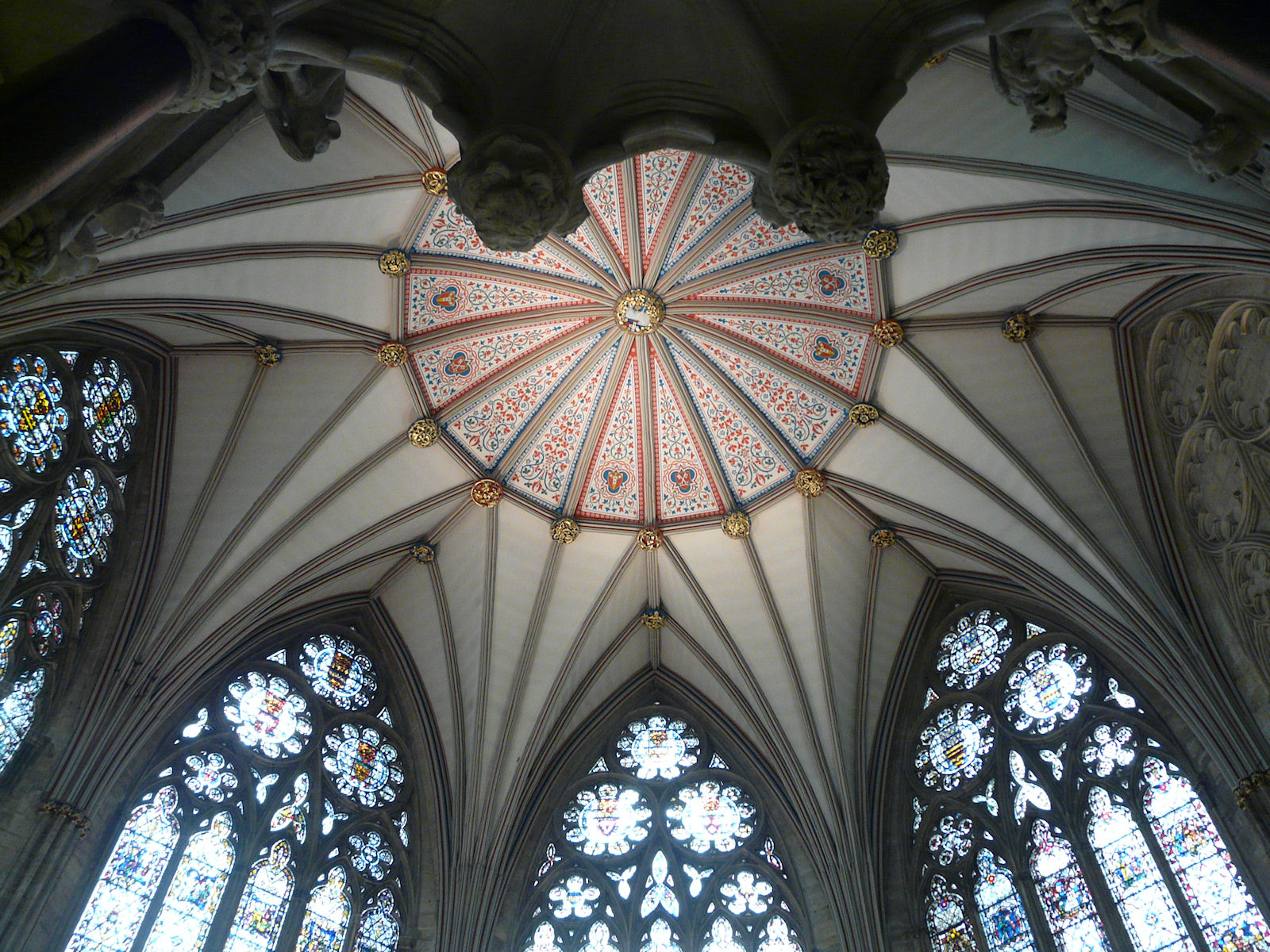
Собор в Йорке, звёздчатые своды
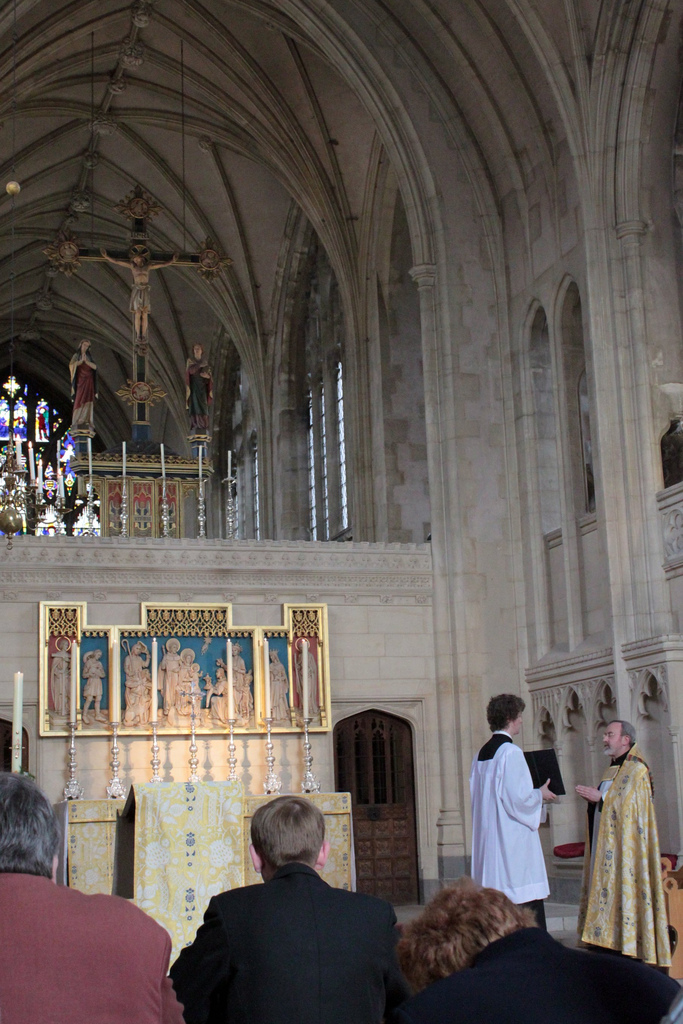
Часовня Воскресения, Оксфорд
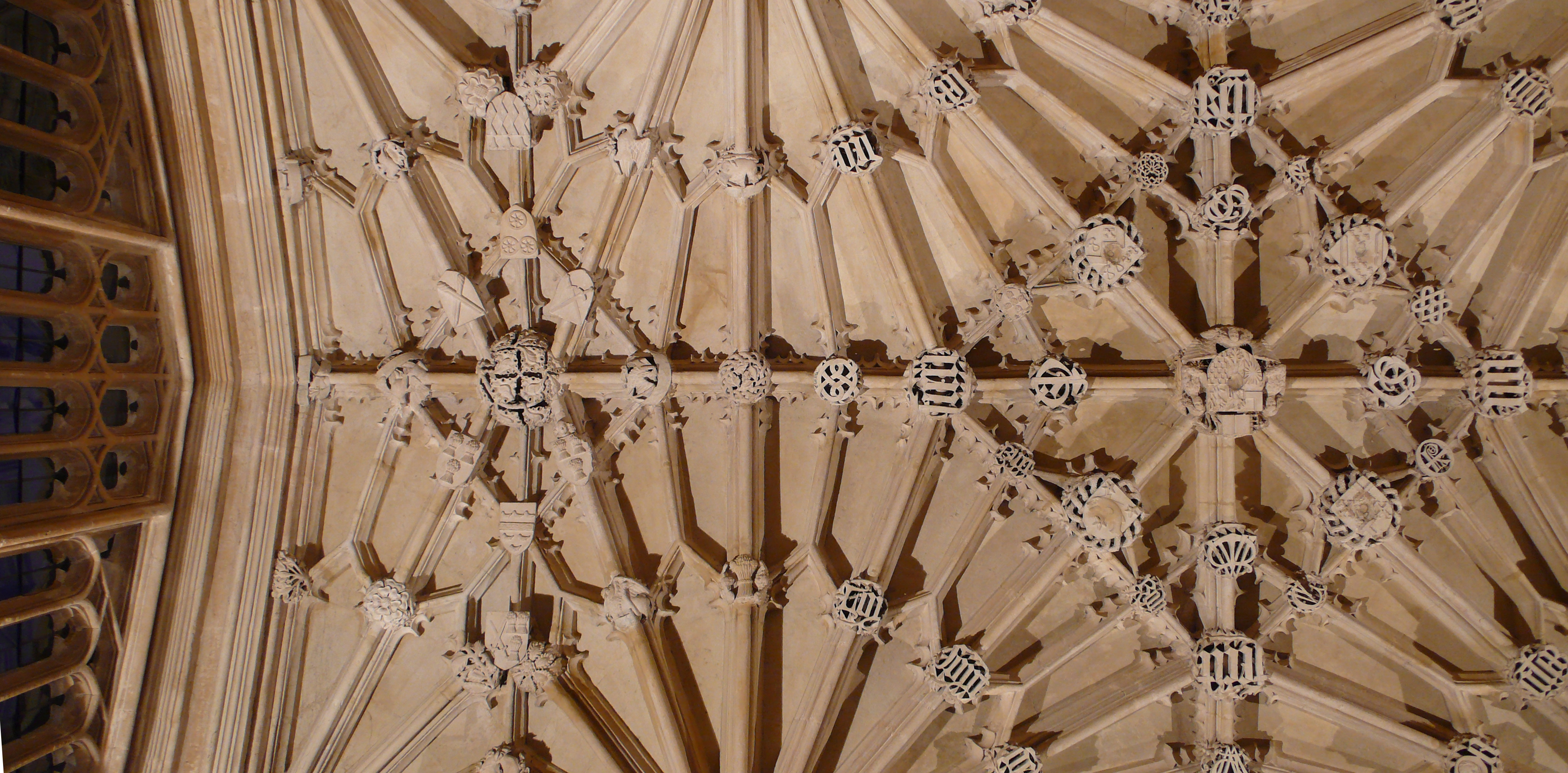
Своды в Богословской школе, Оксфорд
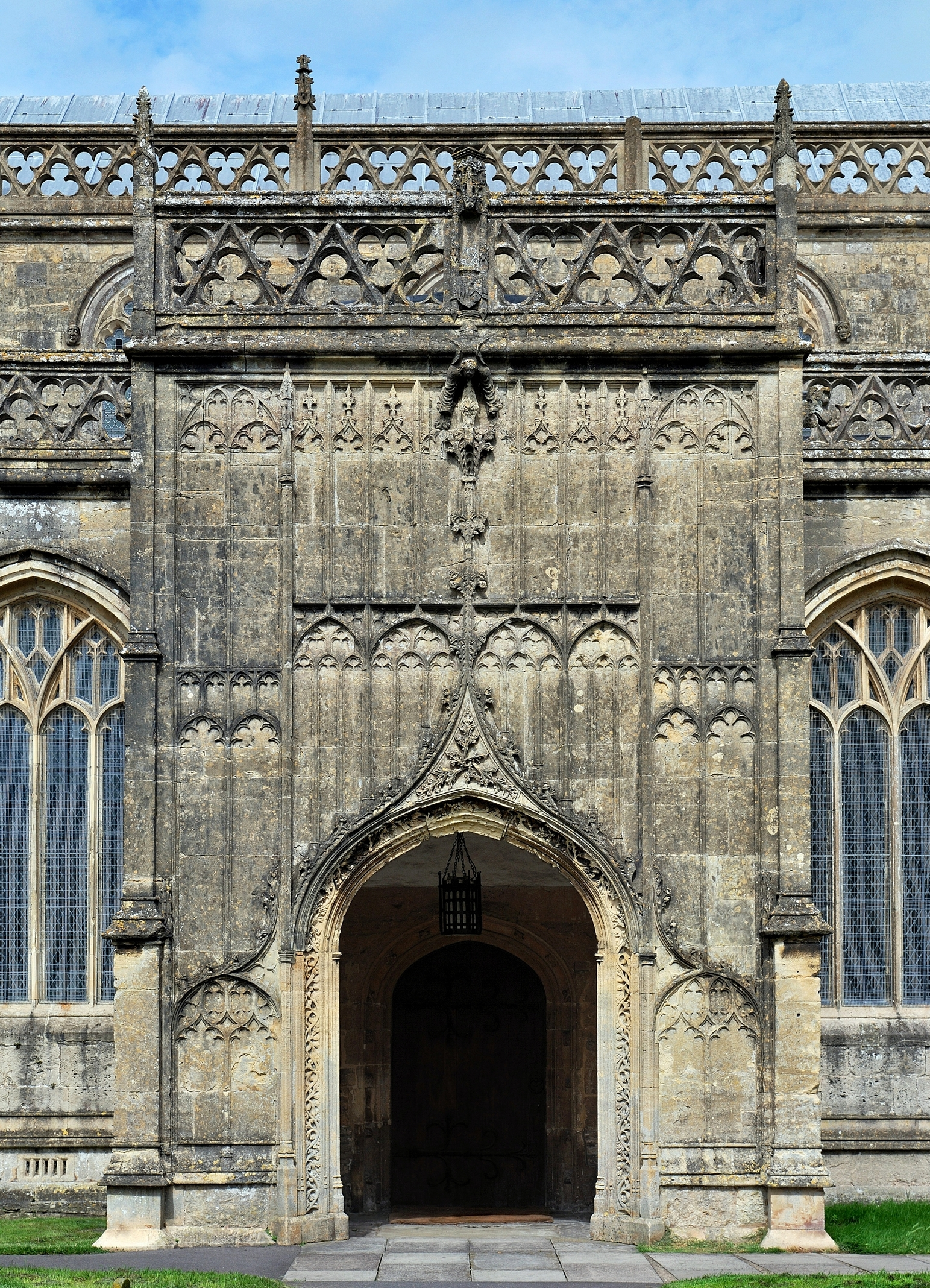
Церковь Св. Марии, Яттон, плоский декор южного портала
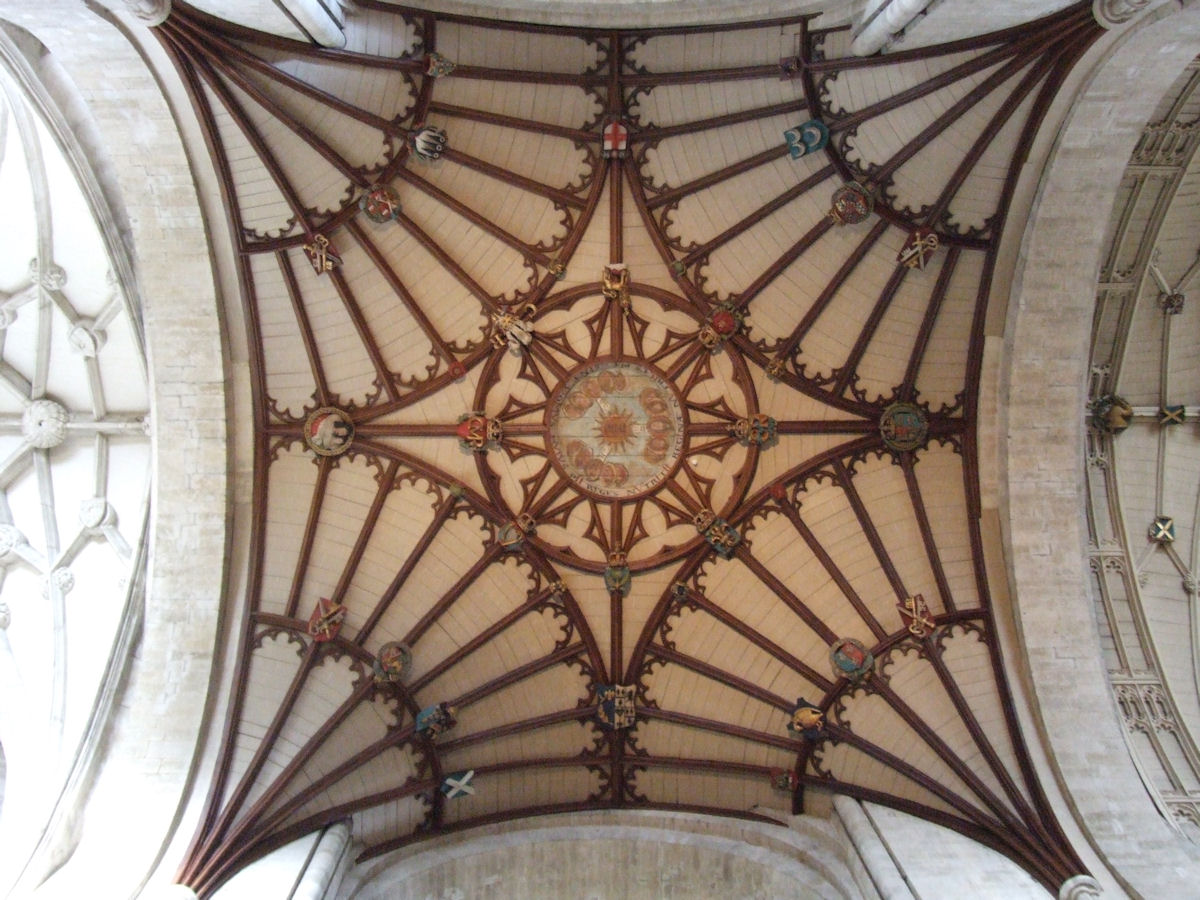
Своды собора в Винчестере
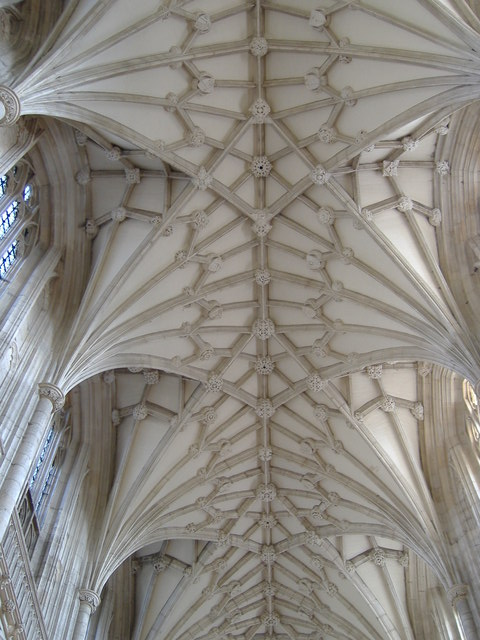
Собор в Винчестере, своды главного нефа

## Позднее Средневековье
XIV столетие во многом стало переломным для Англии. Впервые был вытеснен французский язык, в том числе в тогдашнем английском парламенте. Начата религиозная реформа; богослов, профессор Оксфордского университета Джон Уиклиф способствовал переводу Библии с латинского на английский. При этом в Британии придерживаются европейских установок образования, и латынь остаётся языком богословов, преподавателей университетов, грамотных аристократов. Латынь была даже главным языком английского короля (немца по происхождению, избранного на престол), который не знал английского.
В стране начинается рост экономики, основанной на сельском хозяйстве, получении и переработке сырья, которое экспортируется в Европу. Промышленники не столько отделяются от землевладельцев, сколько сами стремятся и стать землевладельцами. Города Англии столетиями напоминают села, а овцы и хлопок становятся символами английского богатства.
В XIV-XV веках были характерно глинобитное строительство из глины, смешанной с соломой (англ. col). Кроме того, уже в XIV веке был изобретён способ освобождения холла от центральных столбов, занимавших много места. Основой для крыши конструкции служили два ряда столбов, соединённых попарно поперечными балками. Каждая пара столбов, в Нидерландах и Фландрии называемая «гебинт» (нидерл. gebint), соединялась двумя параллельными балками, на которых были укреплены небольшие вертикальные столбики, связывавшиеся со стропилами при помощи деревянных или железных болтов. На стропила прибивались продольные тонкие балки, на которые и укладывалось покрытие крыши. Однако в Англии данная конструкция была усовершенствована: столбы ставились возле стены, в середине анкерной балки ставились невысокие вертикальные столбики (англ. king-post), поддерживающие балку конька крыши. Данный способ использовался на юге и востоке Британии.
В XV столетии в архитектуре английских домов появляется четырёхчастное окно. В этом же столетии в домах с холлом на втором этаже появляются слуховые окна под коньком, в меньших домах по размеру окна проделываются прямо в крышах (стропила при этом распиливали пополам и верхнюю часть несколько приподнимали вверх).

## Тюдоровская архитектура XVI в.
В начале XVI в. церковное строительство сильно сократилось и уступило место строительству светскому. Образцом поздней английской готики стала часовня короля Генриха VII в Вестминстерском аббатстве, созданная в 1502—1512 гг. Великобритания вступила в эпоху Возрождения с опозданием, и идеи эпохи гуманизма имели ограниченный характер; в то время как в Италии была эпоха Высокого Возрождения, в Англии в это время протекал период поздней готики.Английские вельможи тоже приглашают итальянцев-мастеров в Англию. Но это были не архитекторы, а декораторы. Они и создали декор в вельможных домах (а не сами сооружения) во дворце Хэмптон-Корт (Мидлсеск, 1515 г.), во дворце Нонсач (Суррей, с 1538 г. разрушено). Английский тип сооружений (высокие крыши, несколько дымоходов, большие окна и большие эркеры на фасадах) оказался достаточно консервативным и не поддался ордерной архитектуре итальянцев. Изгнание католиков-итальянцев во второй половине XVI века значительно затормозило нововведения в зодчестве. Вторичные черты ордерной архитектуры теперь заимствовали из протестантских Голландии и Германии, где они тоже не были распространены. Только в сооружениях, где рискнули отойти от английских традиций, возникает нечто действительно целостное (Лонглит Хаус (Уилтшир, 1567—1575), симметричный план дворца Уоллатон-холл (Ноттимгемпшир, 1580—1588), дворец Монтекют Хаус (Montacute House, Сомерсетшир, 1580—1599). Но это скорее модные исключения.

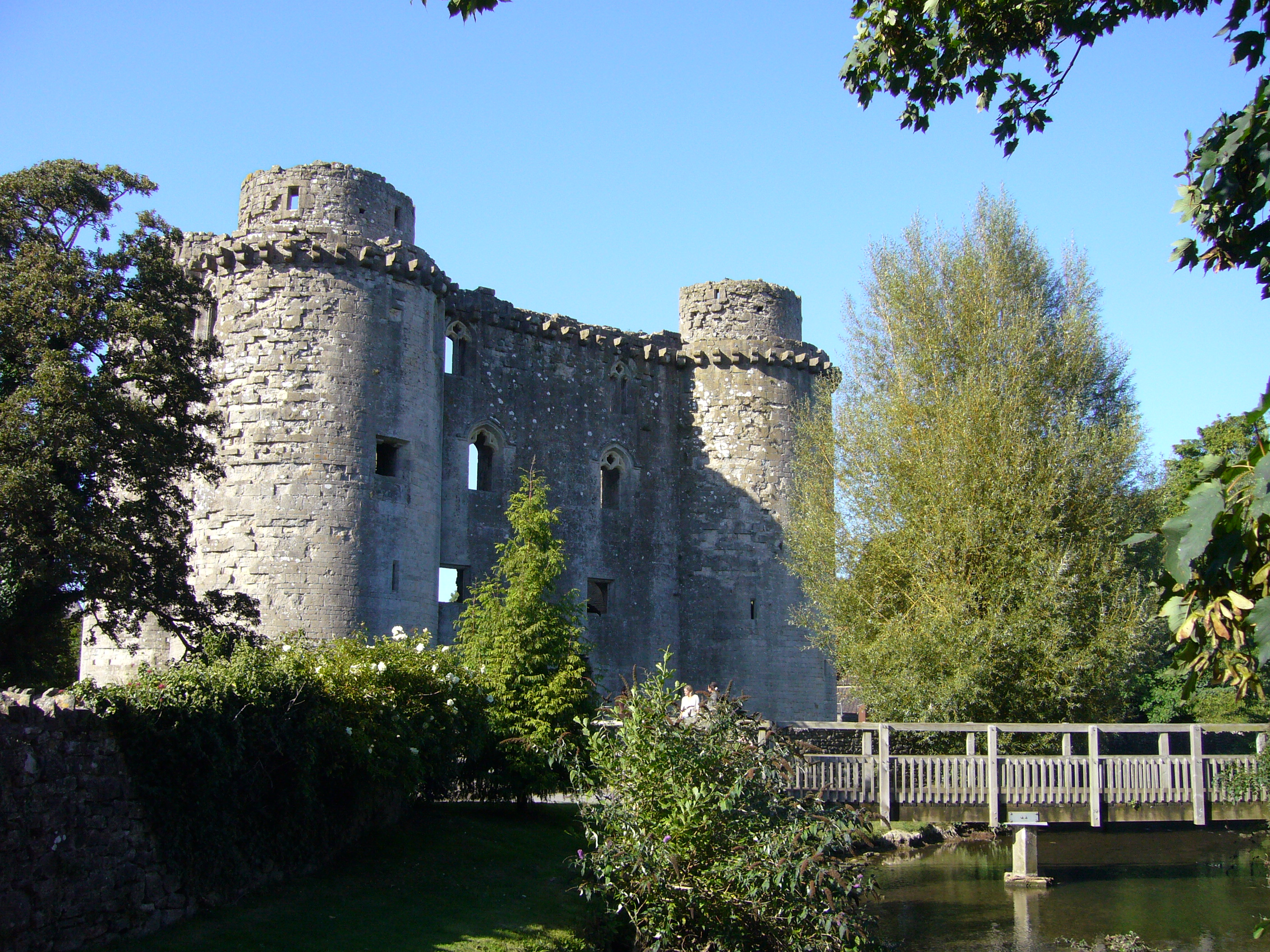
Замок Нанни, руины
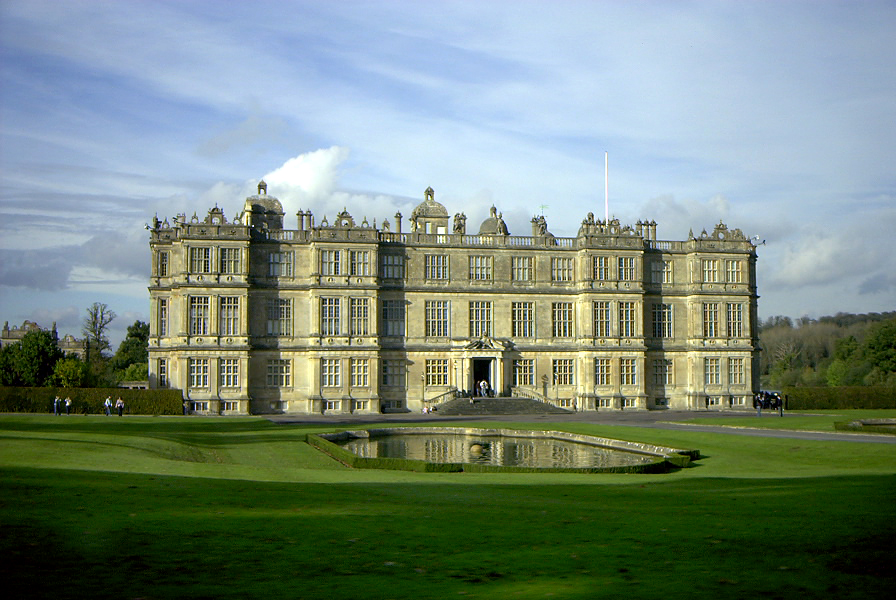
Замок Лонглит Хаус
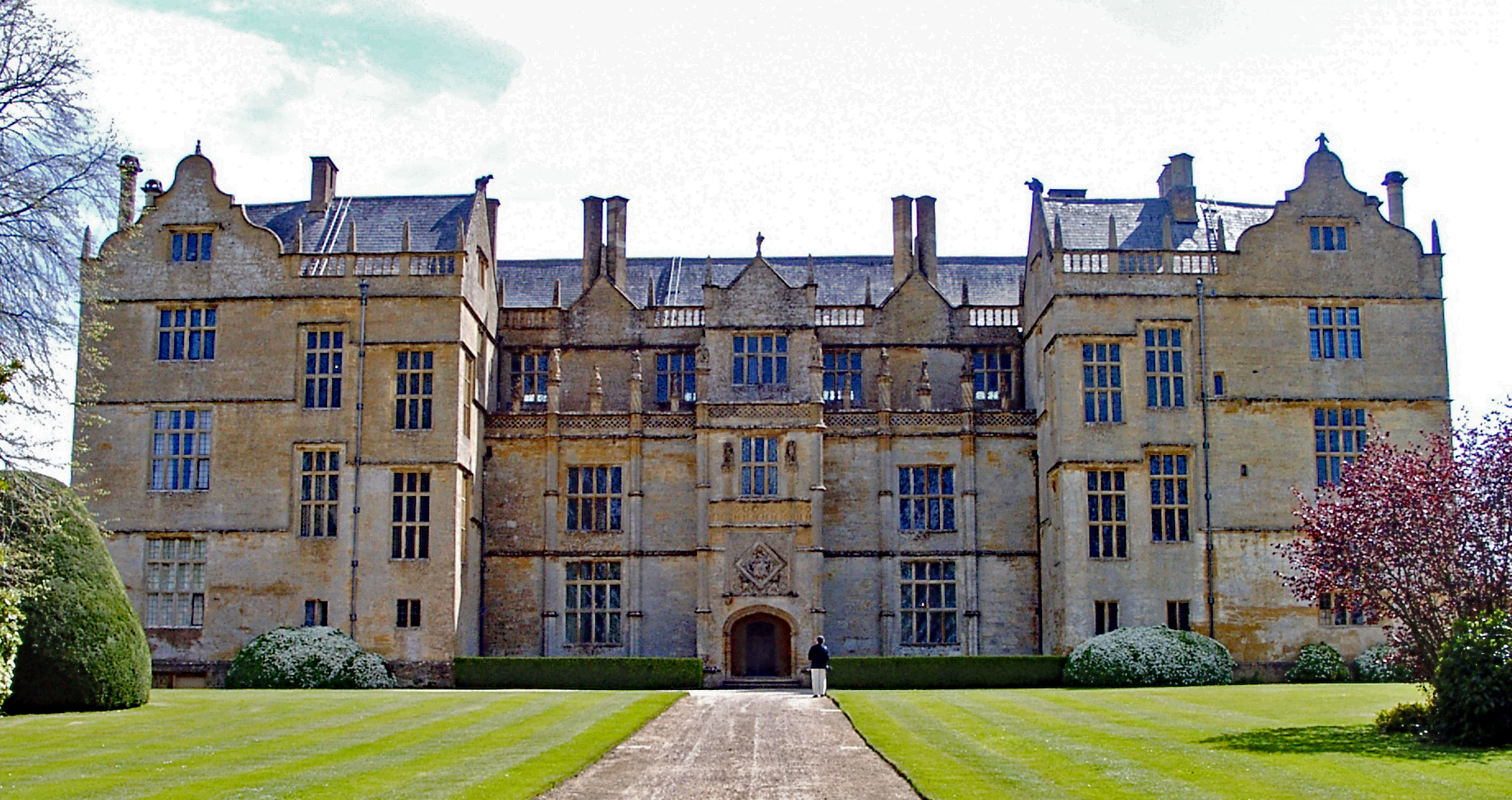
Замок Монтекют Хаус (Montacute House[англ.])
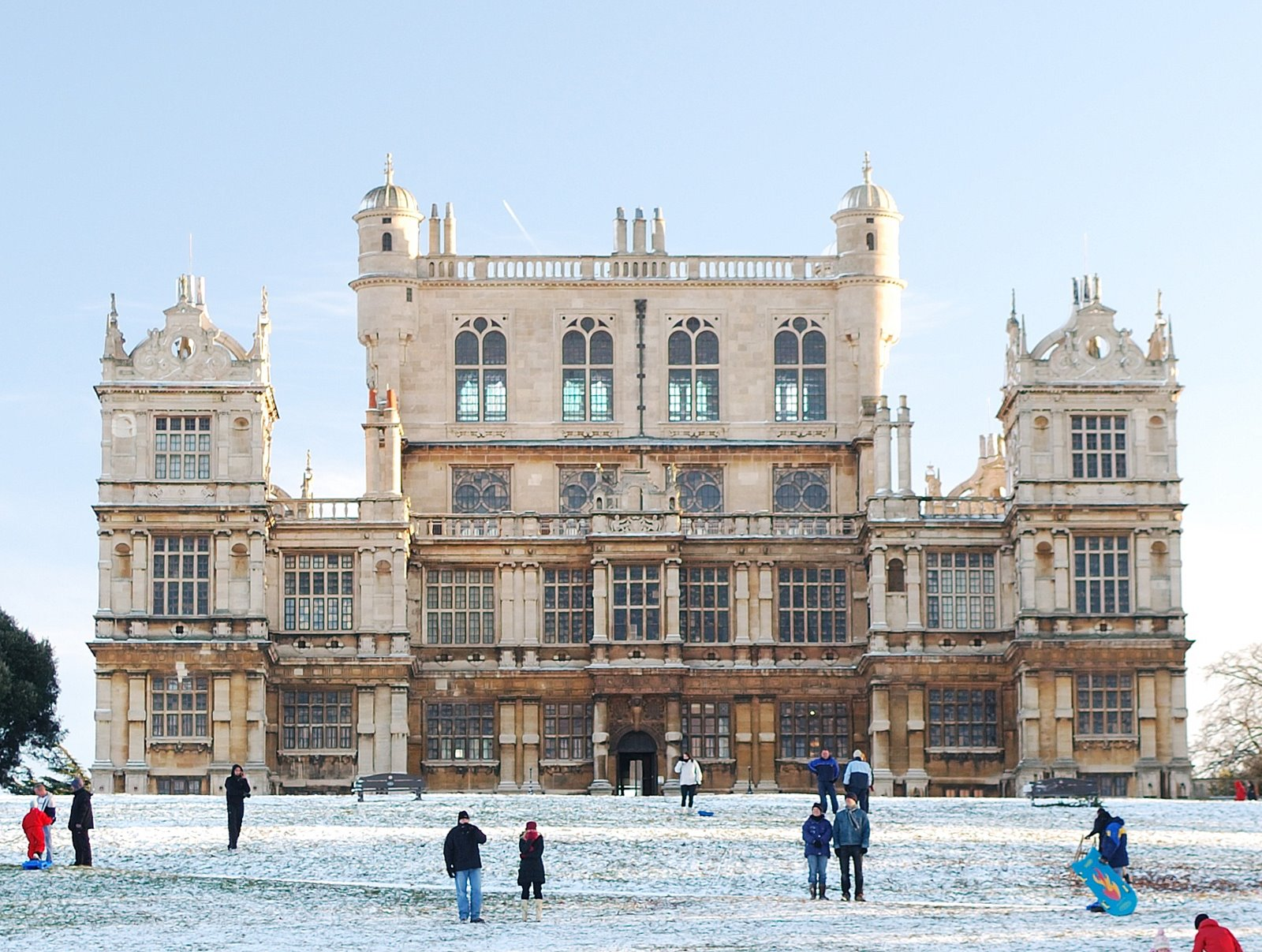
Уоллатон-холл после перестроек

## Сельские дома в Англии в XVI-XIX вв.

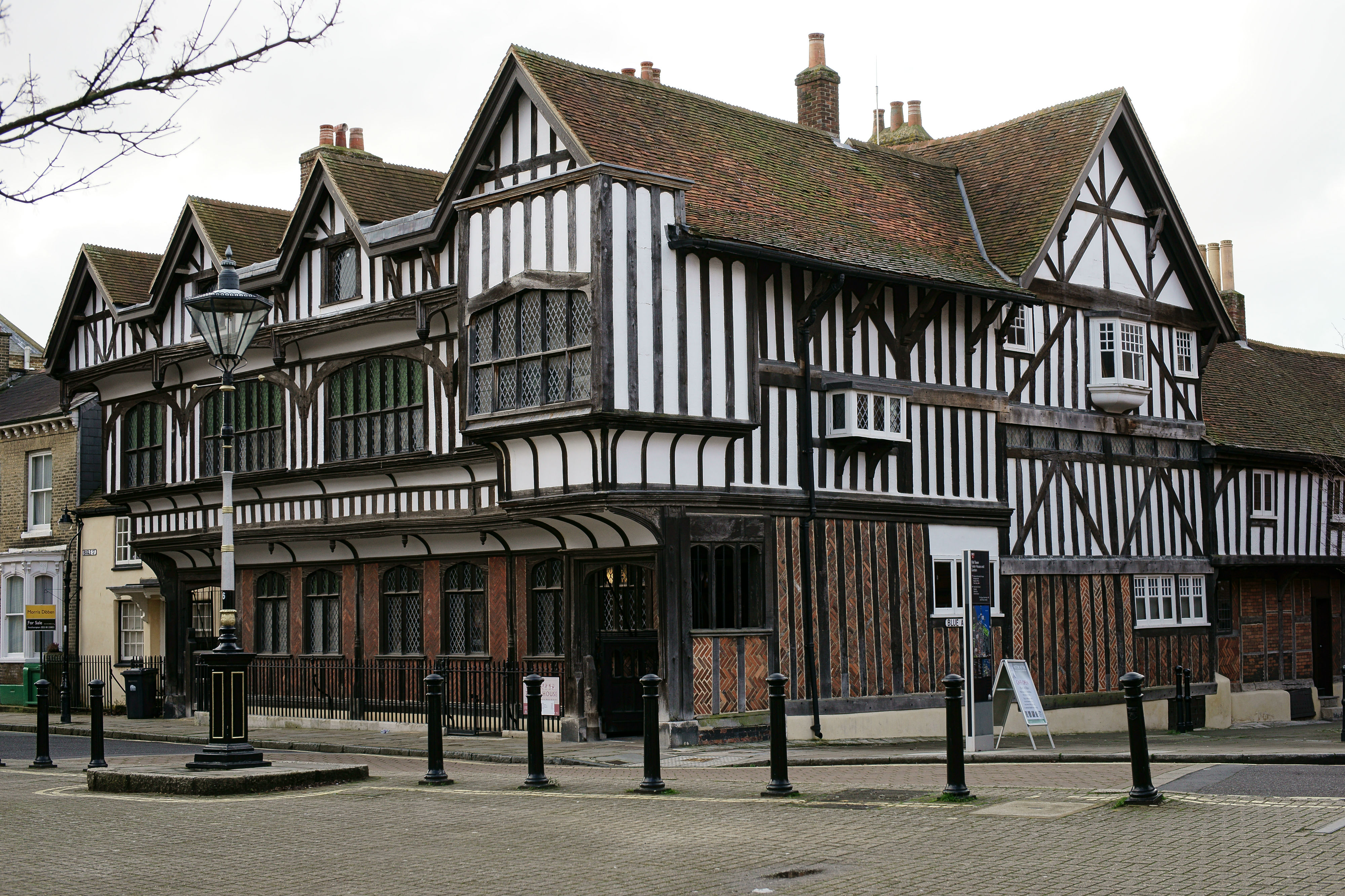
Фахверковый особняк XV в. в Саутгемптоне (Гэмпшир)

В строительстве для простолюдинов всё ещё преобладало дерево. Массовая вырубка деревьев побудила обратиться к фахверку, в котором деревянной является только конструкция, а промежутки заполнены камнями, кирпичами, плетением из ветвей, и все это замазывалось глиной. Настоящий расцвет фахверкового строительства в Англии пришёлся на XVI-начало XVII в. Фахверковые постройки преобладали в застройке юга и северо-запада Англии. Их научились штукатурить и белить. Проследить переход от полностью деревянных построек к каркасно-фахверковым можно проследить на домах в ныне не существующем йоркширском селении Уоррем-Перси (Wharram Percy): самые ранние дома, датируемые XII веком, бревенчатые, в XIII веке заменяются каркасными домами, у которых промежутки между балками заполняются плетнём, а в XV веке плетневое заполнение промежутков было заменено глинобитным. Всего археологи насчитали девять последовательных изменений домов в этой деревне. В местностях, бедными лесом, продолжали преобладать каменные дома.
Дома с холлом продолжали развиваться, увеличивалось дробление на отдельные хозяйственные и жилые помещения.
В период 1570—1620 гг. окрепли капиталистические отношения в Британии. Капиталистические отношения распространились в сельской местности, крестьян стали сгонять с земель ради расширения пастбищ для овец новых землевладельцев. Безземельных превращают в арендаторов-рабочих, батраков-наёмников или нищих. Арендаторам строят дешёвые фахверковые хижины. Так возникает коттедж, дом для одной семьи, компактный, относительно дешёвый, отделённый от других. Большое социальное расслоение сказалось и на традиционной английской архитектуре: уже в XVII веке было большое многообразие домов, различавшихся размером и планировкой: от однокамерных домов, где всё помещение делилось на части лишь стеной камина; до многокомнатных и двухэтажных. Планировка селений хаотичная, отдельная на случай пожаров. Существовал даже соответствующий закон, запрещавший плотную сельскую застройку.
Сёла не могли принять всех безземельных. Люди невольно потянулись в города, увеличивая количество бедноты, ремесленников, обслуги, наёмников. Только население Лондона в этот период увеличилось в десять раз. Недостаток средств побуждает строить фахверки и в городах. Закона о запрете плотной застройки там не было. Улицы узкие, застройка хаотичная, пожары только расчищают город для новых бедняцких районов. Хаотическую, средневековую застройку Лондон сохранит и в XXI веке, несмотря на ряд проектов и их фрагментарное воплощение, новые широкие улицы, новые площади, метро, новые идеи.
В эпоху Реформации и гонений на протестантов на континенте в Британию прибыла очередная волна эмигрантов из Нидерландов. Эмигранты возродили строительство из красного кирпича (импорт кирпича из Фландрии начался в 1625 г.). Первоначально кирпич использовался для возведения фундаментов, труб и в качестве заполнителя фахверкового деревянного каркаса, но впоследствии дома стали полностью строить из него. Распространилось использование каминов с дымоходами, трубы каминов из соображений пожарной безопасности старались соединить с каменными трубами; в других комнатах, меньших по размеру, в других случаях ставили жаровни и дым выходил через отверстие в крыше. Английский тип жилья в целом дополнился и превратился в компактное двухэтажное помещение. Первый этаж занимали кладовые, кухня, вестибюли, холл, лестница наверх. Жилым был второй этаж. Позднее этот тип жилья распространился и в городах. Характерная деталь помещений — галерея для прогулок. Так, усадебный дом видного парламентария XVI века Томаса Лэйка (Thomas Lake) имел две галереи — закрытую и открытую на втором этаже. Однако такую планировку английский дом с холлом в XVI-XVII веках получил постепенно. Вначале (при сохранении традиционной планировки с холлом посередине, жилыми и хозяйственными помещениями по бокам) чердак постепенно перестраивается под спальни (что отражается и в документах), затем потолок надстраивают и над холлом. Так сформировался полноценный развитый второй этаж. Уже в конце XVII века дома с холлом до крыши становятся редкостью, и к XVIII веку потолок полноценный второй этаж становится отличительной чертой большинства английских сельских домов. В домах зажиточных фермеров присутствовало по две-три гостиных на первом этаже и по несколько спален на втором. Увеличивались и хозяйственные помещения, за счёт чего увеличивалась площадь и самого дома, принимавшего Г-образную или Т-образную форму. В течение XVII века холл перестаёт быть центральным помещением в английском доме, хоят там всё ещё готовят пищу, и место отдыха занимает гостиная, а в больших домах появляется отдельная кухня с хлебной печью. К концу XVIII века кухня окончательно выделяется в отдельное помещение и заменяет холл. Само название переносится на небольшую переднюю, выделившуюся из обширного помещения холла перед входом, а сам холл в документах чаще называют кухней (англ. kitchen). На протяжении XVI-XVII веков дома с холлами, изначально распространённые лишь на юге и востоке Англии: в местах, где поселялись англо-саксы, проникли на север и запад Англии, вытеснив таким образом «длинные дома» и образовав смешанные типы домов. Однако слово «холл» для обозначения главного жилого помещения так и не прижилось, вместо этого его называли англ. forehouse, firehouse или просто англ. house. Североанглийские дома более низкие, нежели южноанглийские. Развитый второй этаж так и не устоялся, ещё в XVIII веке можно было встретить дома с холлом до крыши. Слуховые окна на втором этаже были маленькие и проделывались прямо в скате крыши.
Процесс изменения характера сельского дома, в ходе которого фахверк в качестве строительного материала заменялся кирпичом, открытый очаг — камином с дымоходом, большой центральный зал-холл — отдельными специализированными помещениям и т. д., получил название «великая перестройка» (англ. Great Rebuilding). Этот процесс протекал неравномерно, в некоторых регионах (например, в Юго-Восточной Англии) «великая перестройка» началась уже в XVI веке, а в других (например, в Уэльсе) — только в XVIII-м. Распространению кирпичных домов способствовали дешёвая цена материала и пожароопасность фахверковых домов. В целом в городах кирпичные дома распространились с начала XVII-го века, а на селе — с 1660-х годов. Тем не менее, вплоть до конца XVIII века чаще строились фахверковые дома с кирпичным наполнением, нежели полностью кирпичные дома.

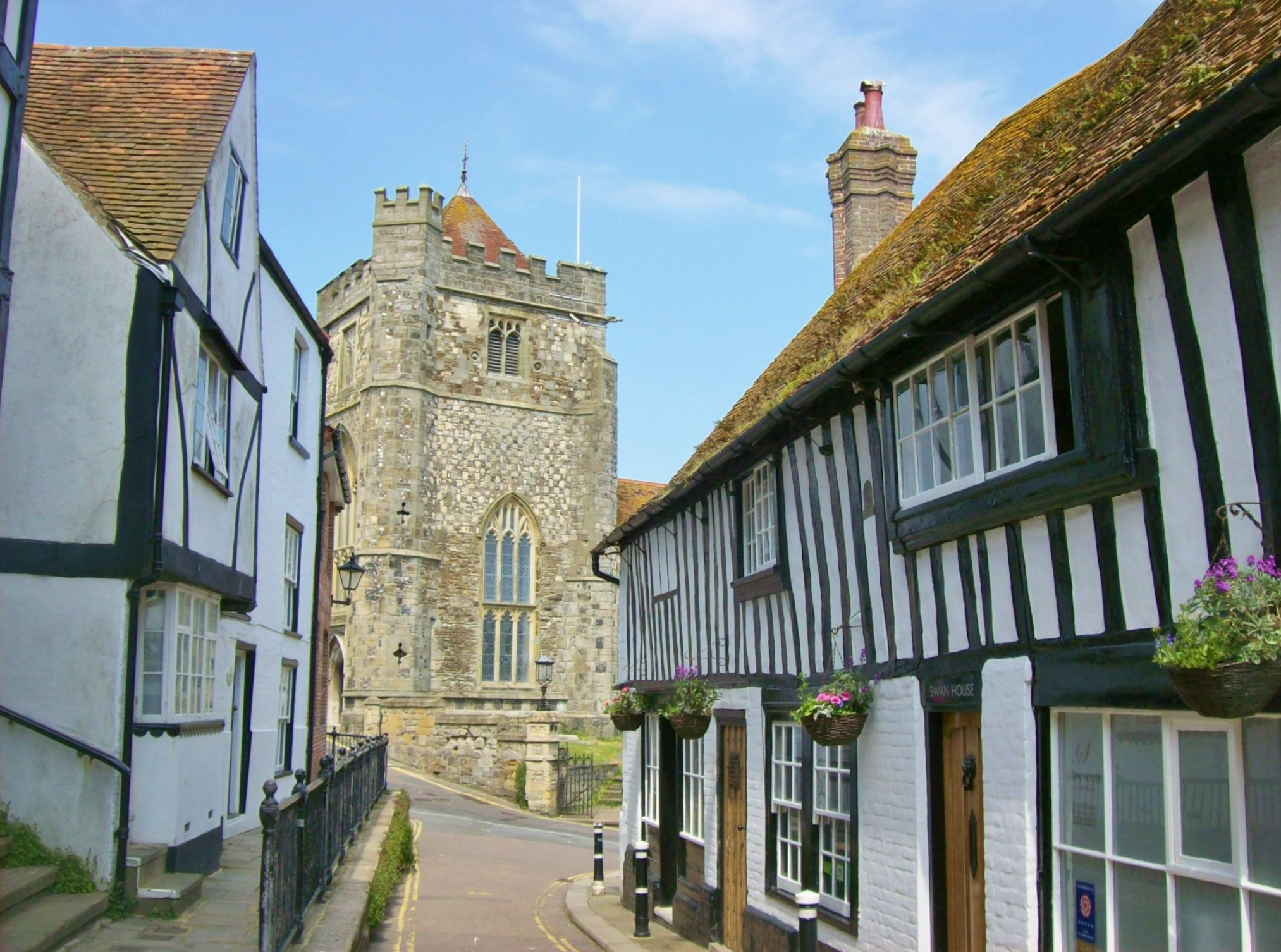
Улица в Гастингсе (Восточный Суссекс), справа — фахверковый дом XVI в., в центре — церковь святого Климента (XIV в.)

В XVIII столетии английские помещики-землевладельцы стали строить «образцовые» деревни, чтобы обеспечить работников своих поместий комфортабельным по тогдашним меркам жильём. Примером может послужить деревня Грейт-Тью.
Начиная с XVII века сухая кладка применяется только при постройке хозяйственных построек, жилые же здания строились с кладкой на известняковом растворе. Нередко стены жилых домов белили, а позднее — штукатурили.
Столбовая конструкция крыши сохранялась и в Новое время. Начиная с XVII века, пара краков для большей прочности соединялась анкерной балкой (англ. tie beam), концы которой были продолжены за cruck и затем соединялись с их основанием вертикальными балками. Таким образом образовались стены, не связанные с крышей. Соломенные крыши с XVII века вытесняются черепичными, ставшие общераспространёнными к концу XVIII века. Тростниковые крыши опускались ниже окон второго этажа дома.
Для домов юга и востока Англии XVII-XVIII вв. главной отличительной, характерной особенностью является дымоход с двумя каминами, прислонёнными друг к другу и стоящими перпендикулярно к продольной стене. Один камин отапливает гостиную. На севере Англии, преимущественно в горных областях, камин располагался у фронтонной стены, всегда бывшей каменной (даже если сам дом был фахверковым).
Многие дома Раннего Нового времени дошли до нашего времени в первозданном виде, другие были перестроены на современный лад. Также под их влиянием, часто с участием городских архитекторов, строятся коттеджи, которые, однако, мало напоминают старинные. В целом преемственность традиций домостроения, уходящая своими корнями в эту эпоху, наблюдается и сегодня. Даже современные британские частные дома как правило двухэтажные, спальни располагаются на втором этаже.
Следы старого жилища дольше остаются в хозяйственных постройках. До сих пор на юге и востоке Англии сохранились обширные, высокие сараи, и по конструкции и по планировке очень напоминающие хозяйственную часть североевропейского дома.

Фахверковые постройки
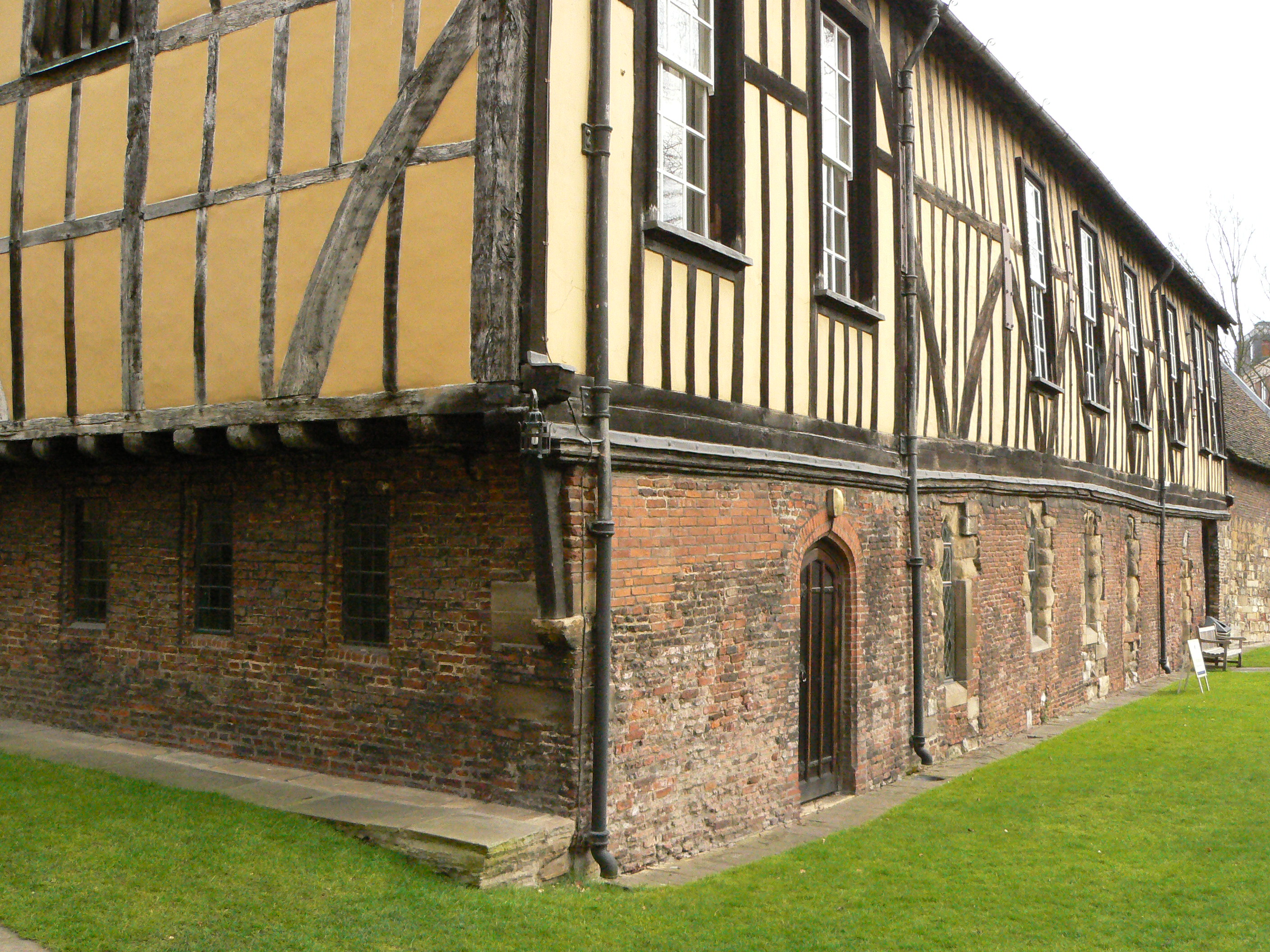
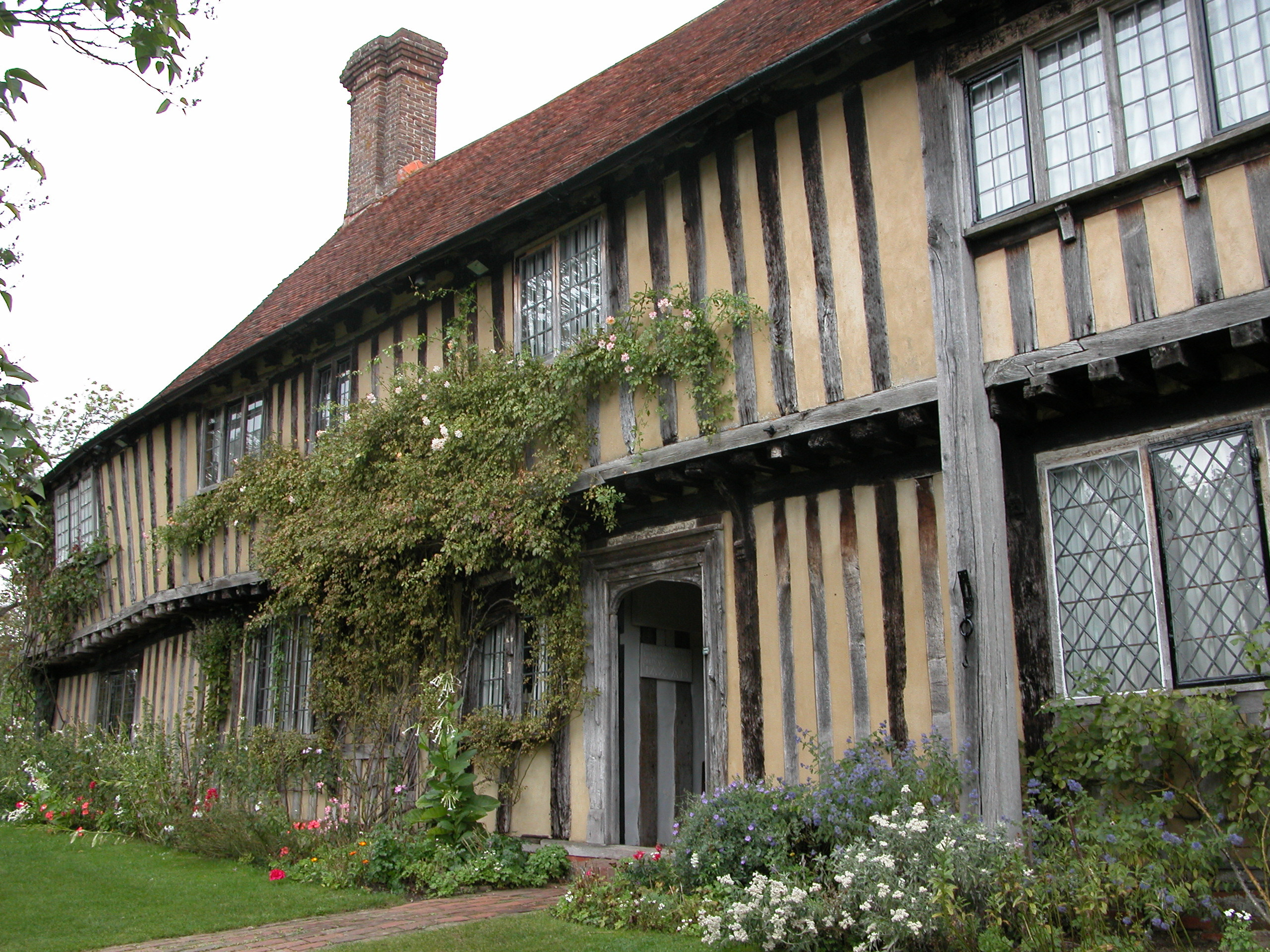
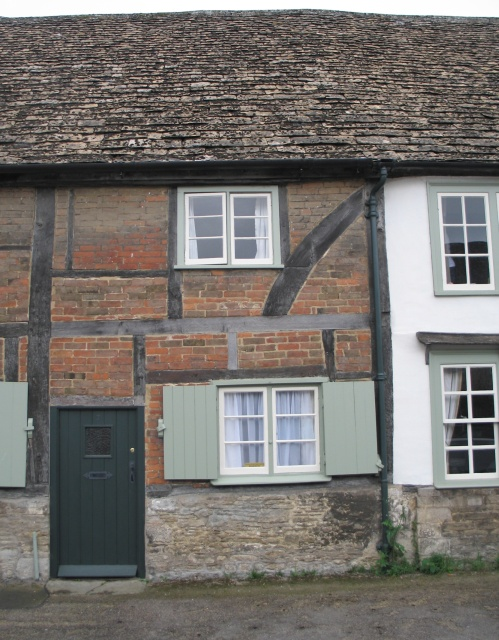
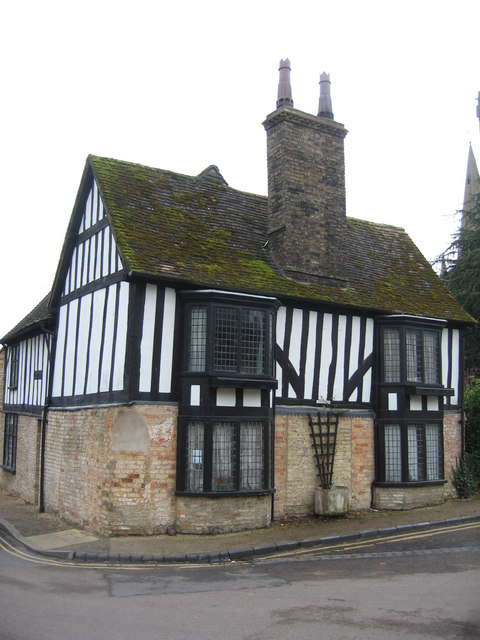
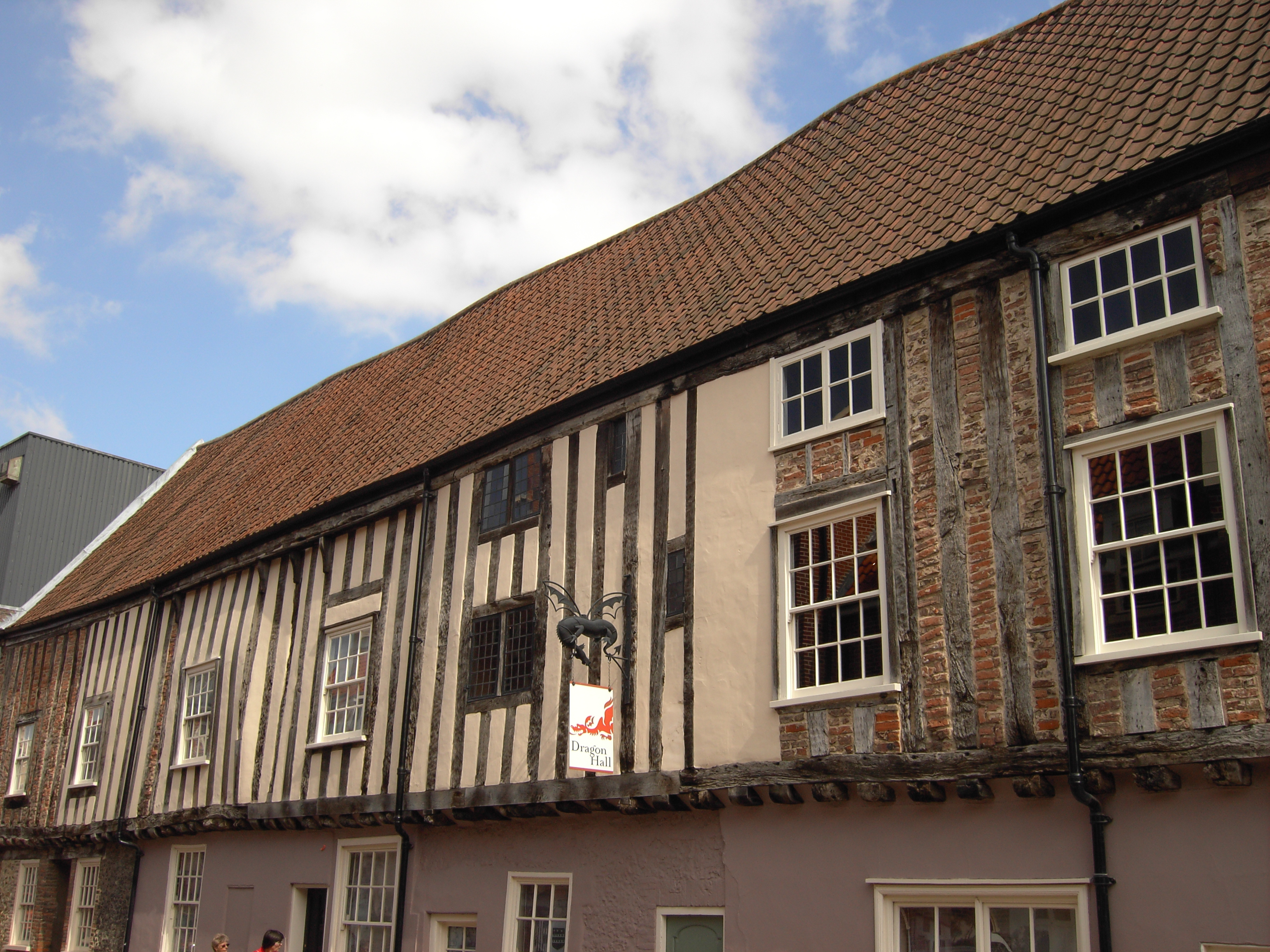
Драгон-Холл, средневековое торговое учреждение, Норфолк.
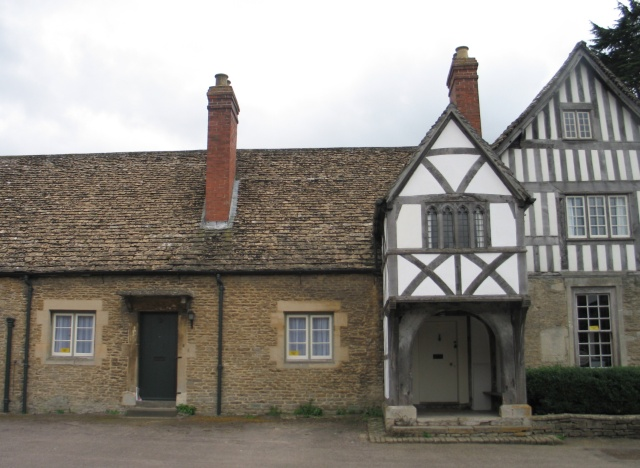
Лекок, фахверк
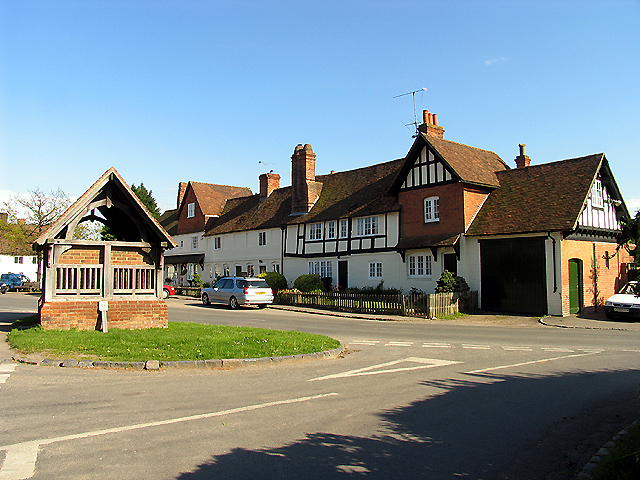
Ятендон, Беркшир
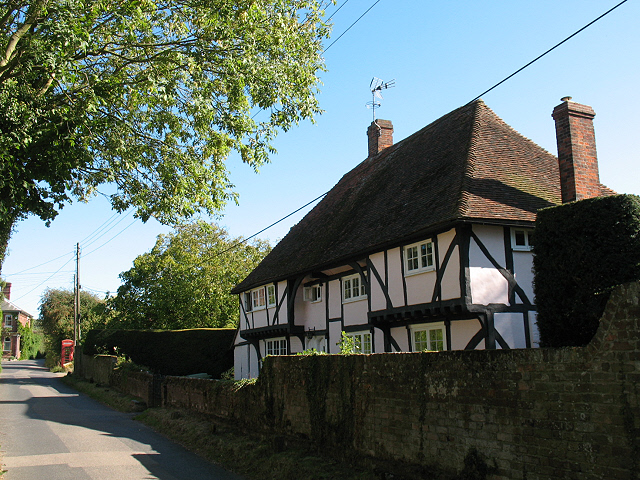
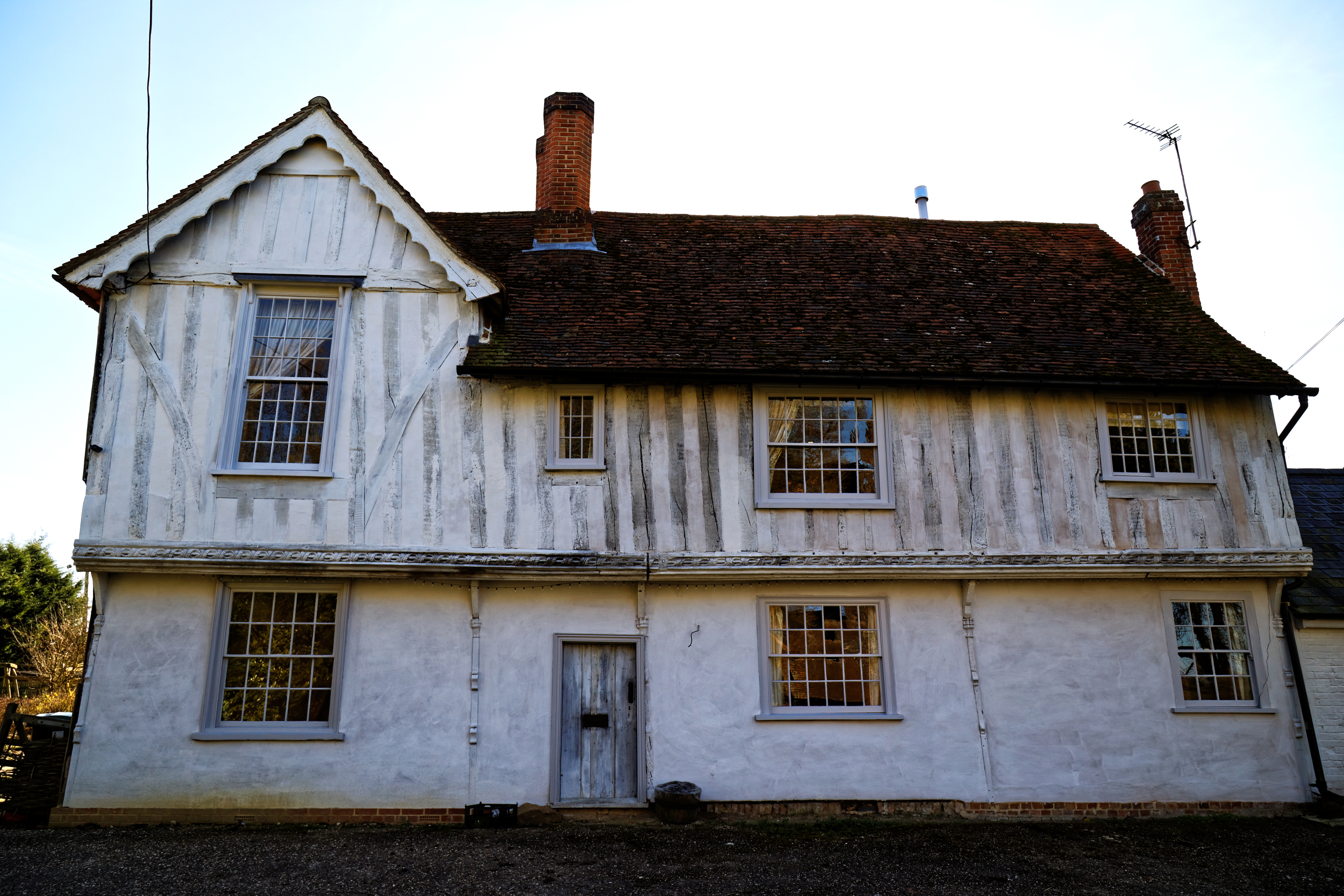
Здание бывшего паба, XV век, Эссекс
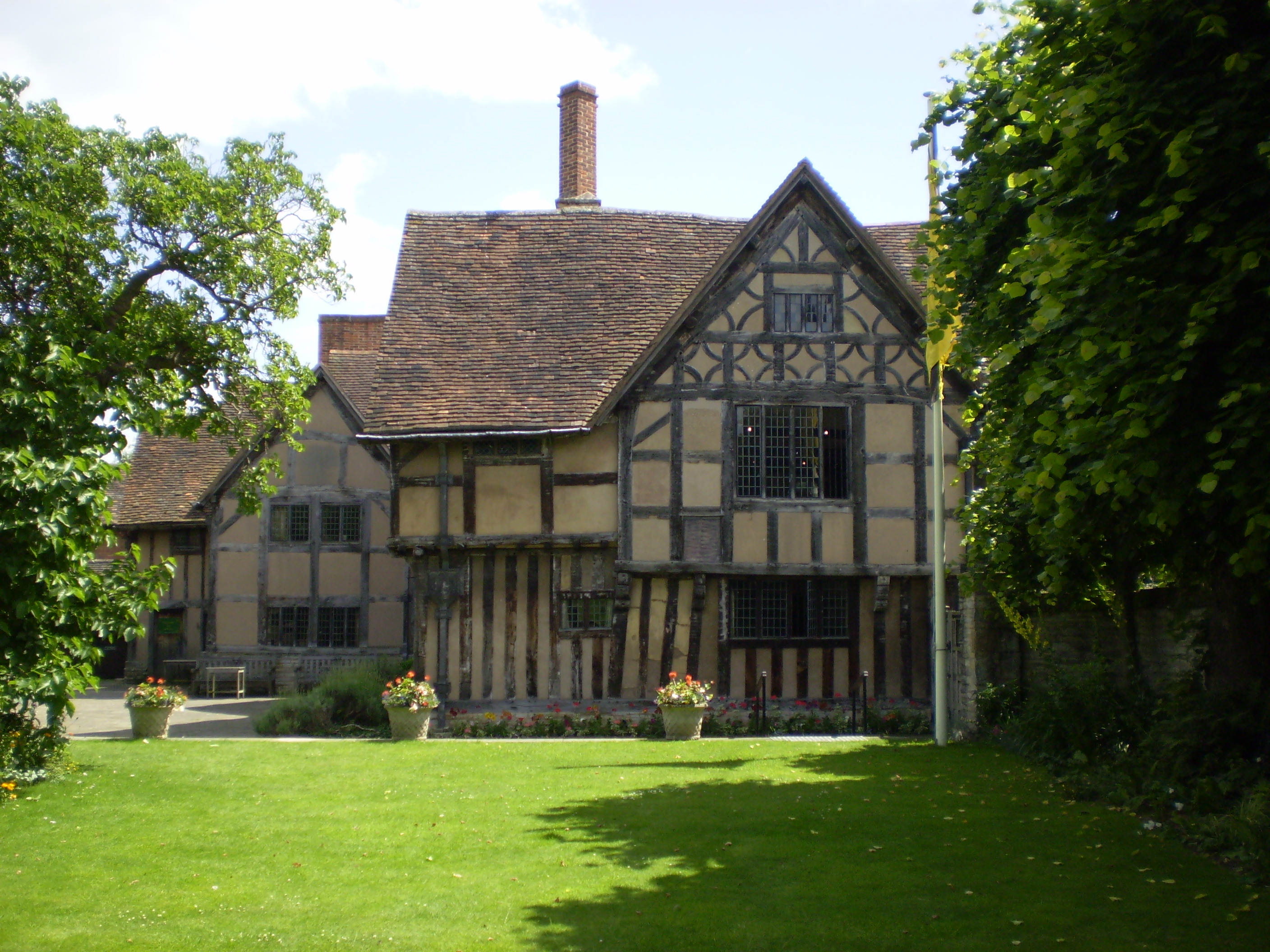
Дом XVII века в Стратфорде-на-Эйвоне, Уорикшир
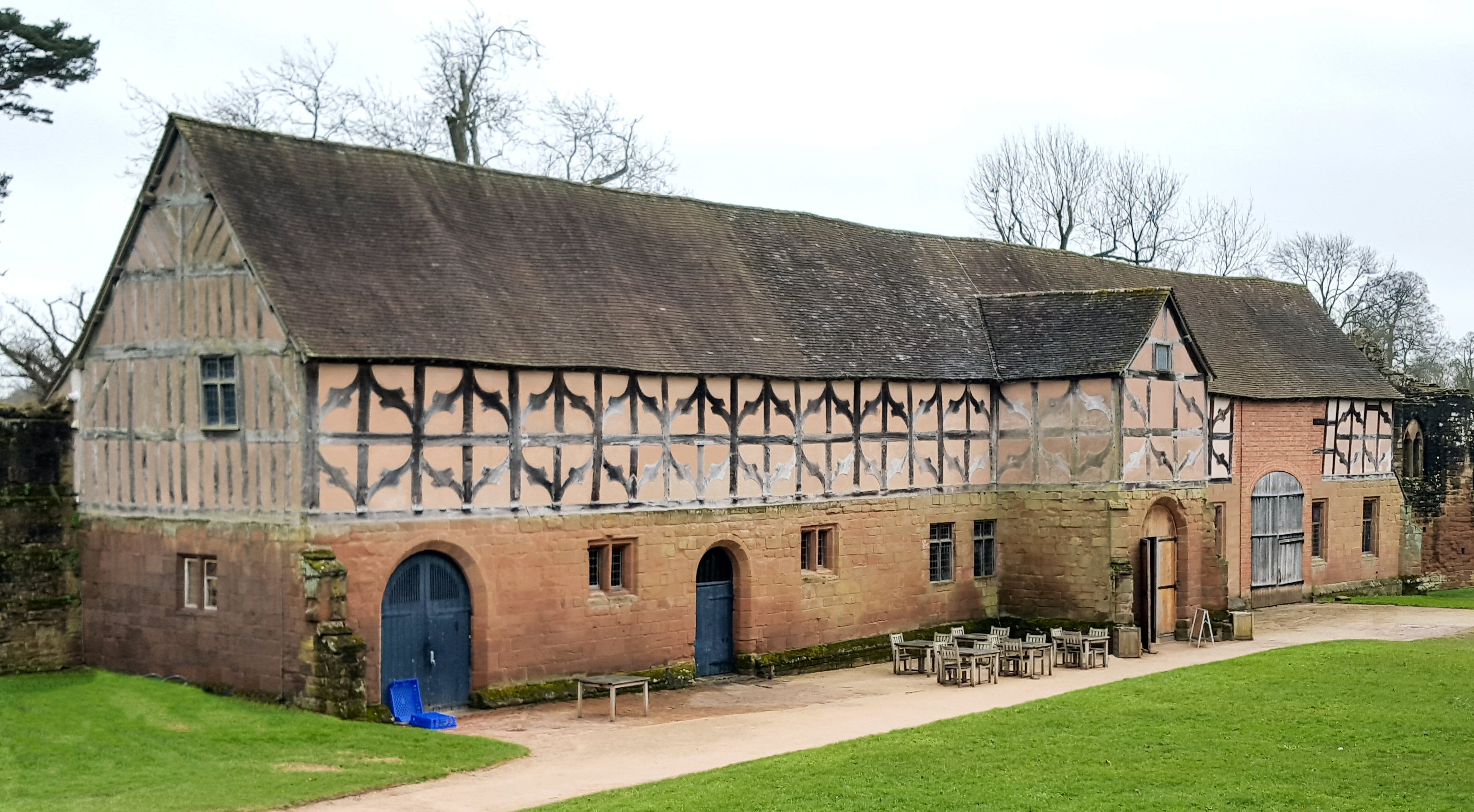
Конюшни замка Кенилворт
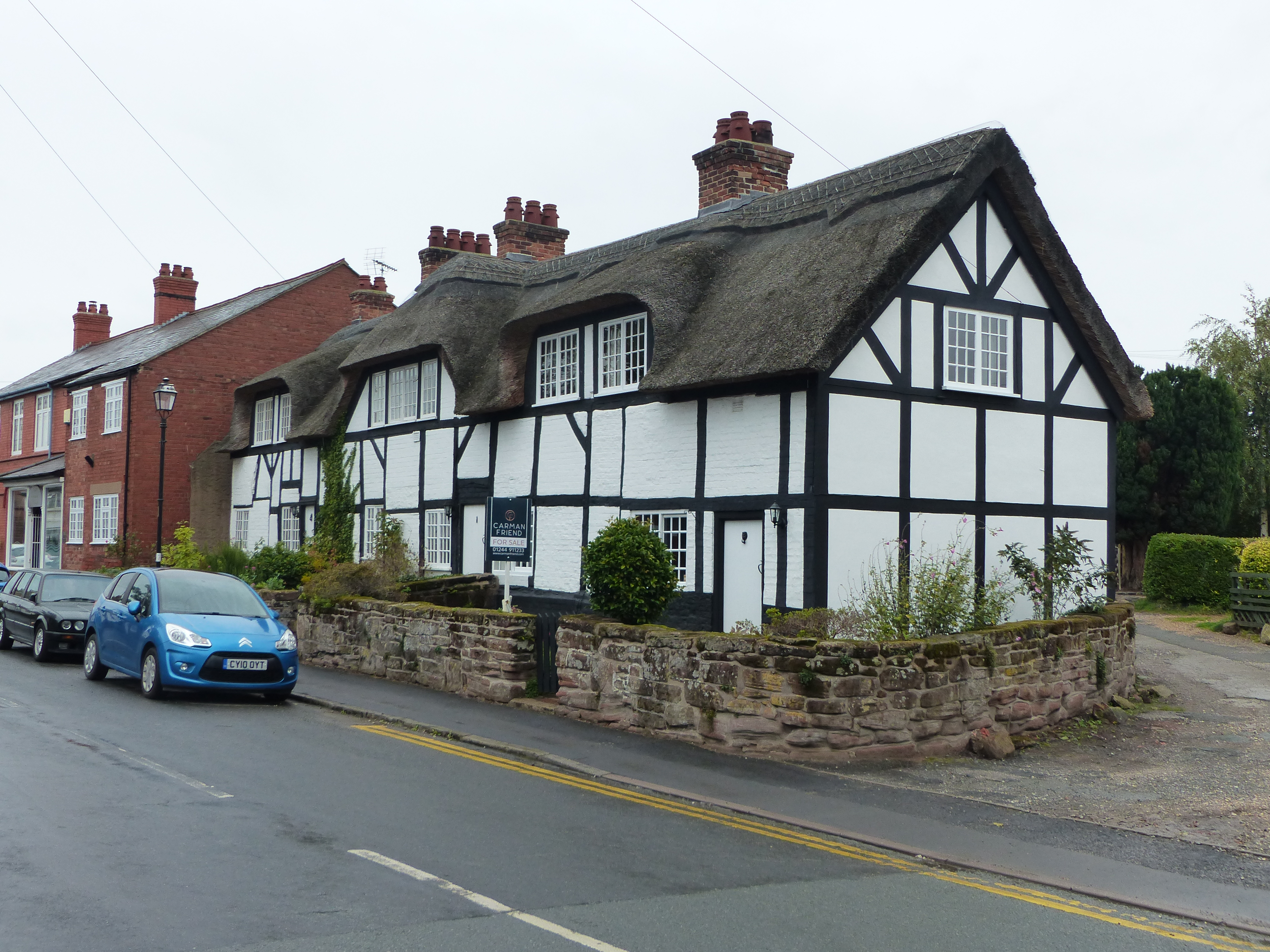
Фахверковый дом в Фарндоне (Farndon[англ.]), Чешир
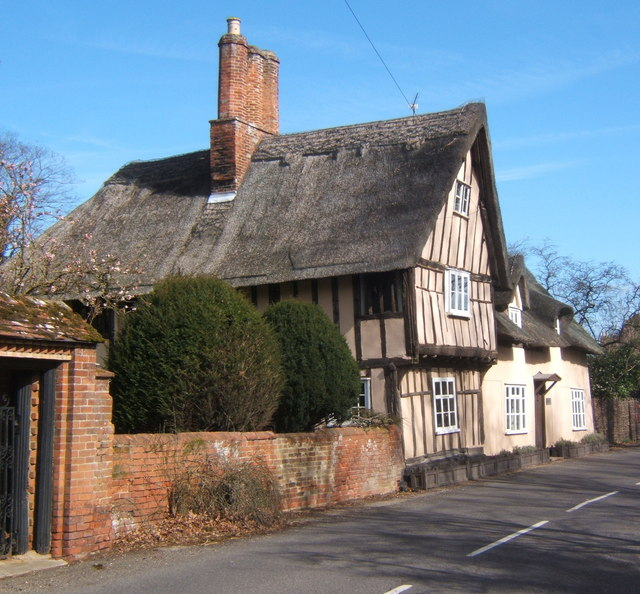
Фахверковый дом, Саффолк
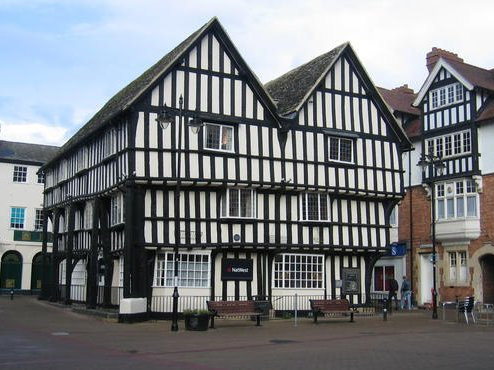
Фахверковое здание в Ившеме (Evesham[англ.]), район Уичейвон, Вустершир
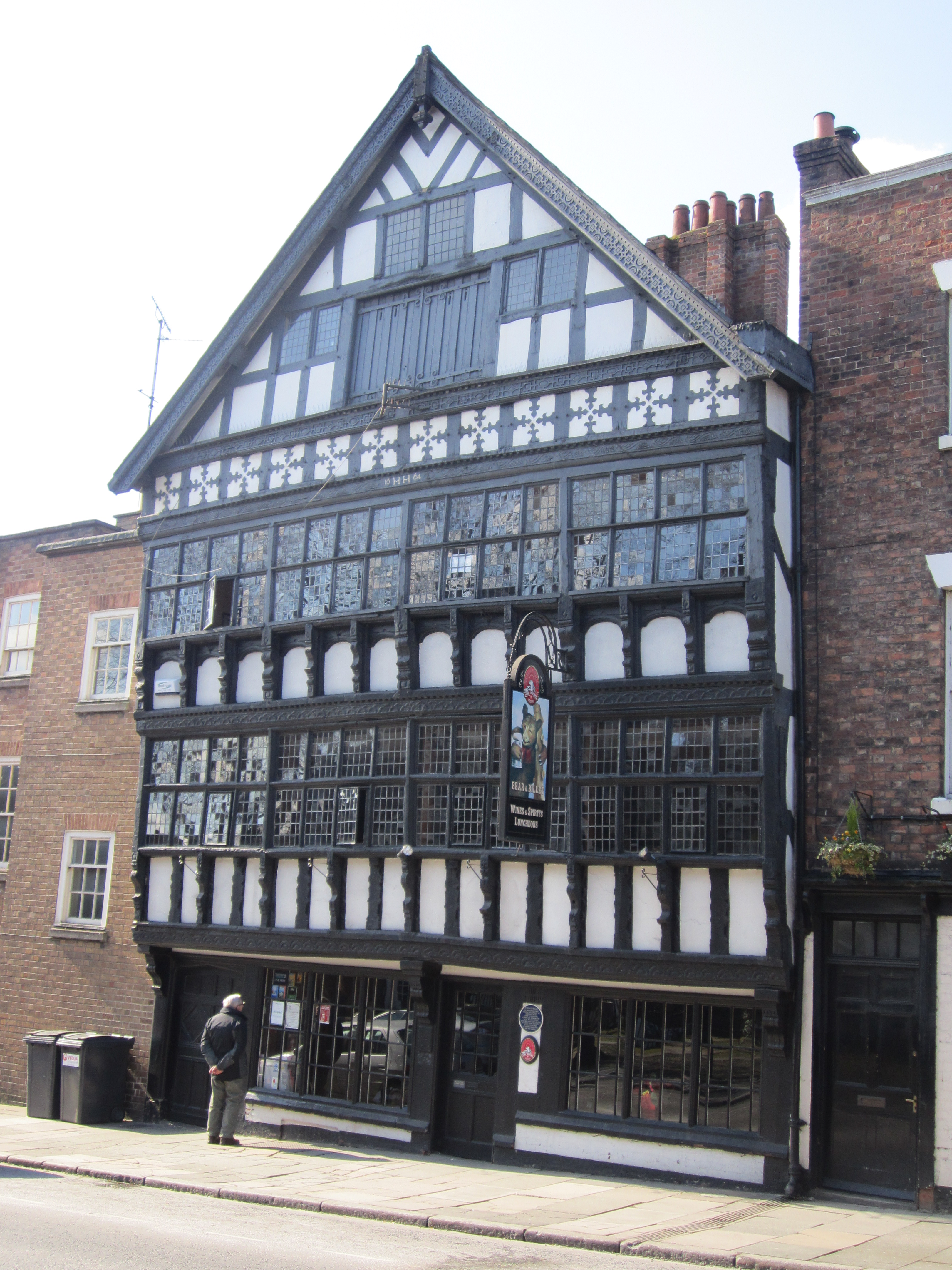
Здание паба «Bear & BIllet» (Честер, Чешир), XVII в.

Каменные и кирпичные постройки
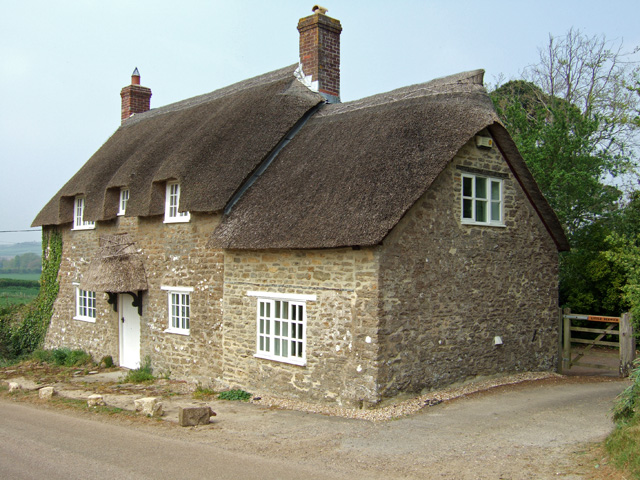
Дом XVIII века постройки, Дорсет
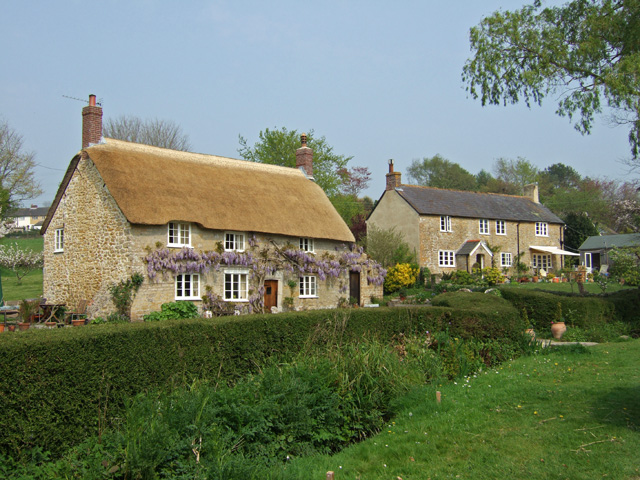
Коттеджи XVII века, Дорсет
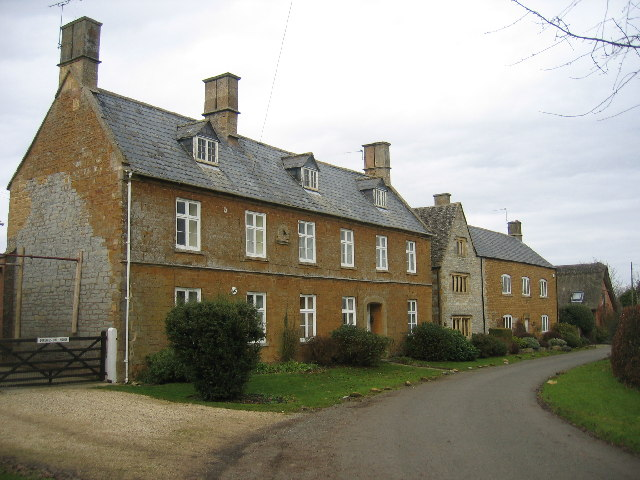
Коттеджи XVII века, Уорикшир
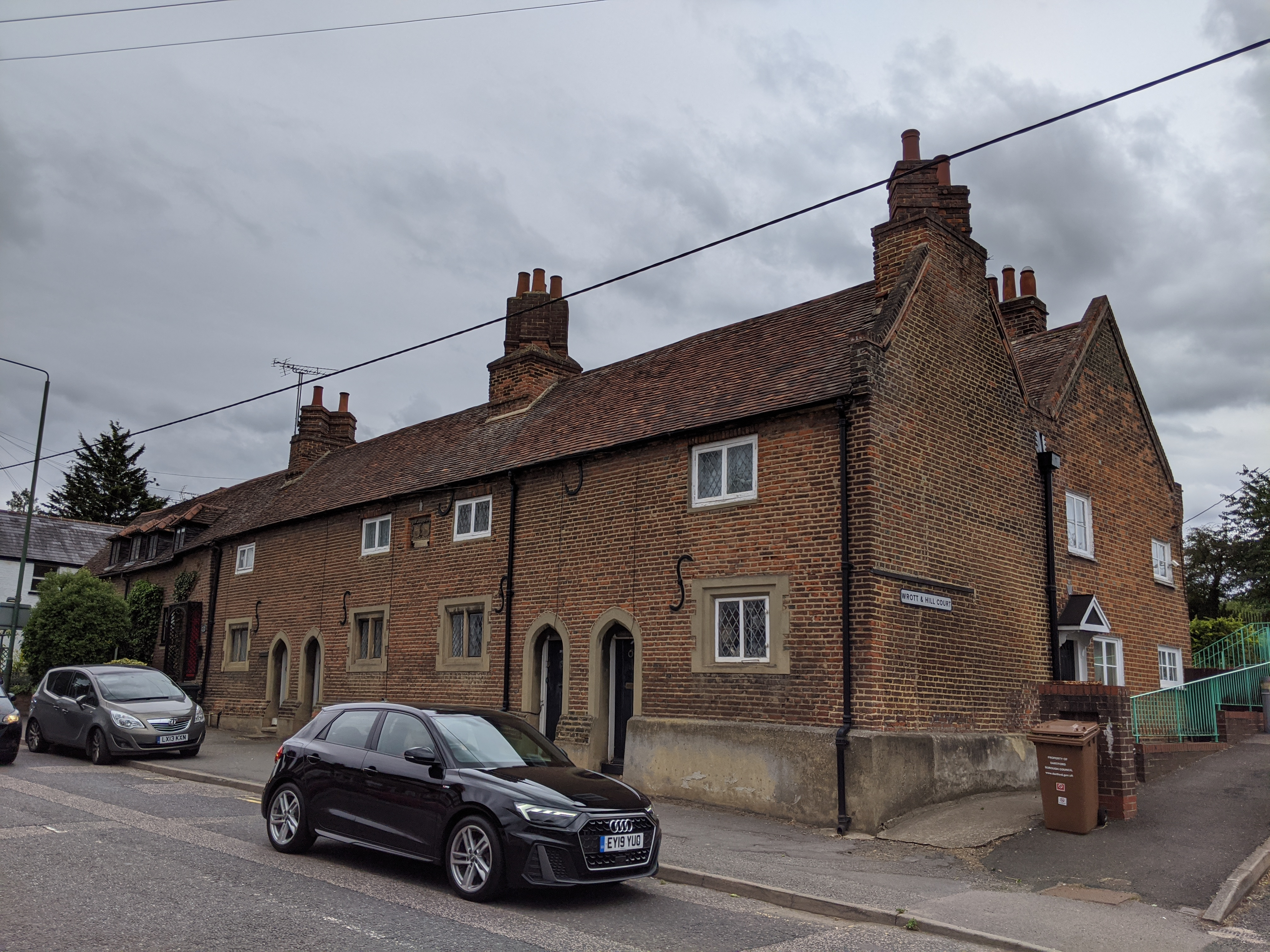
Богадельня XVI века в деревне Саттон-ат-Хоун (Sutton-at-Hone[англ.]), графство Кент
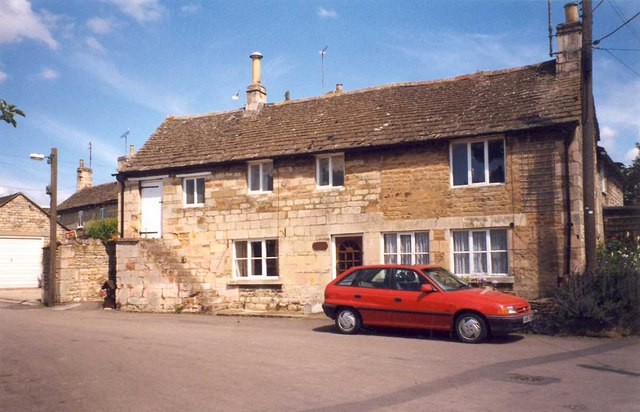
Дом в деревне Кеттон (Ketton[англ.]), Ратленд
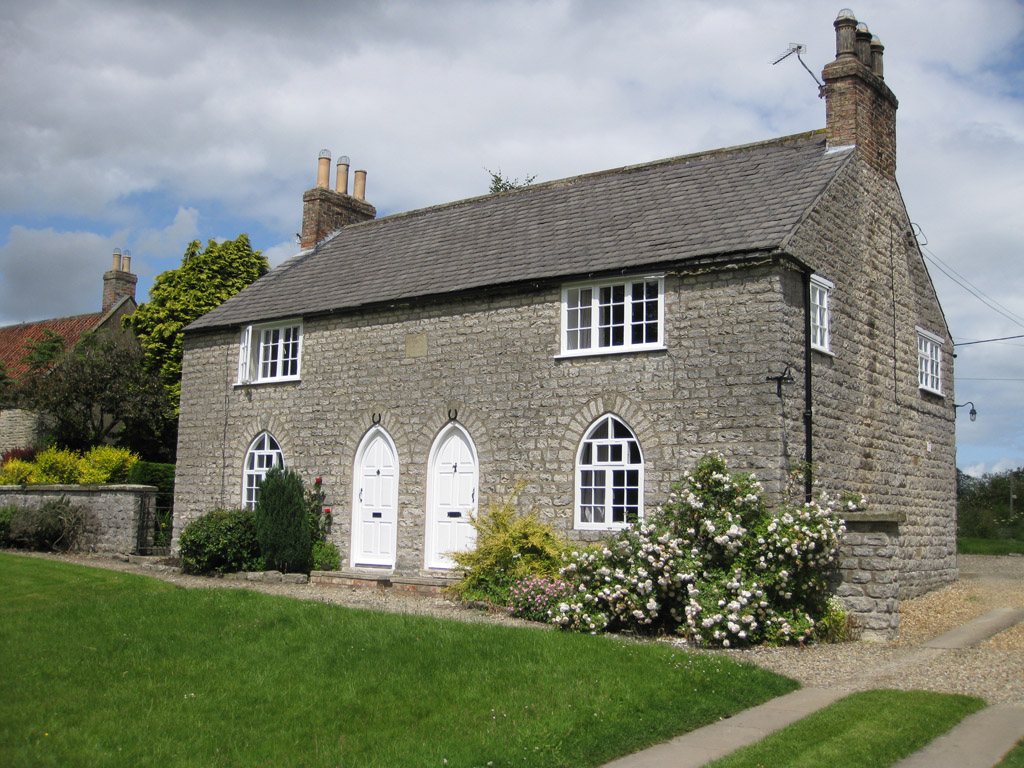
Дом XIX века в деревне Лангтон, Северный Йоркшир
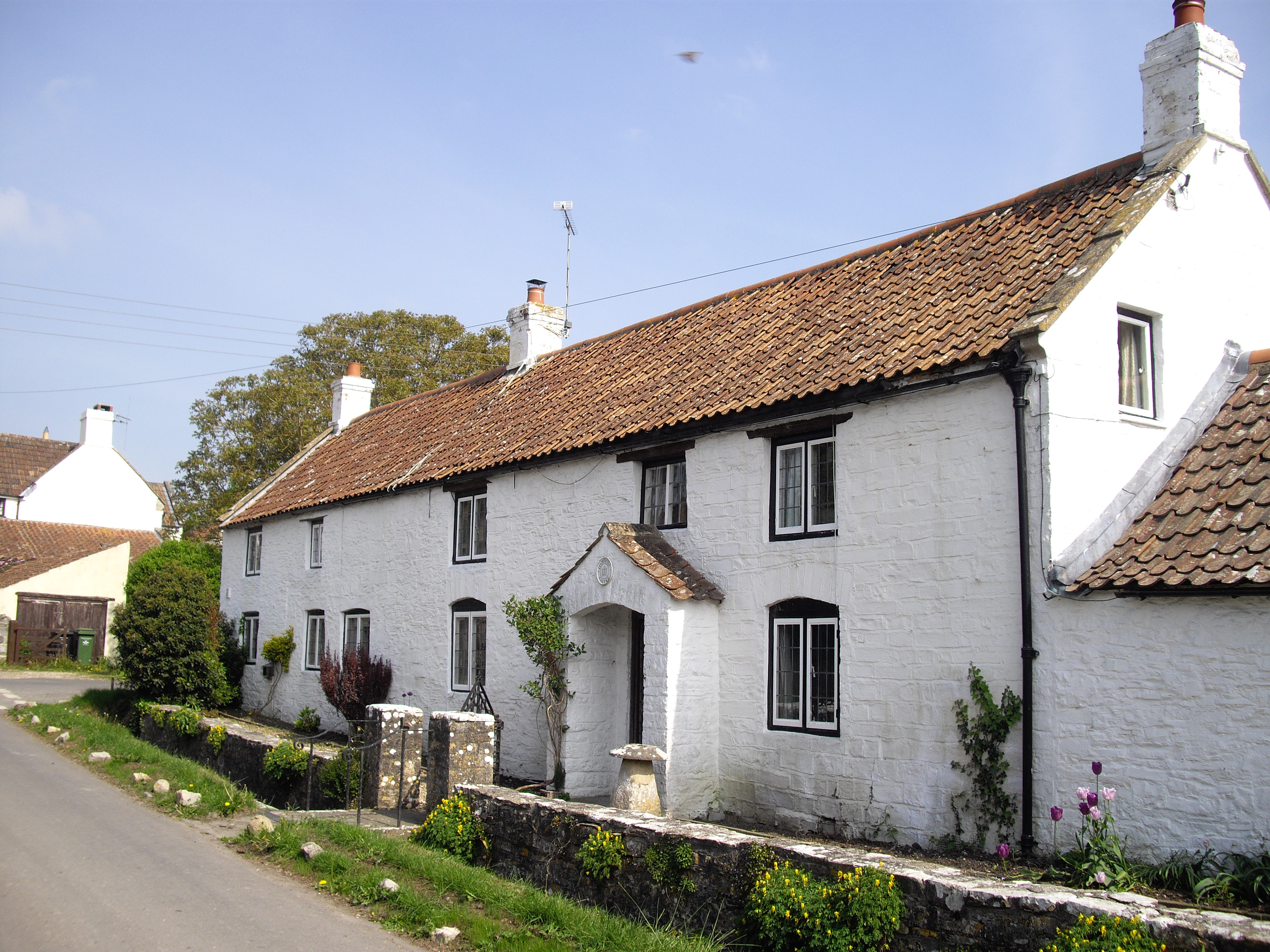
Дом в графстве Сомерсет
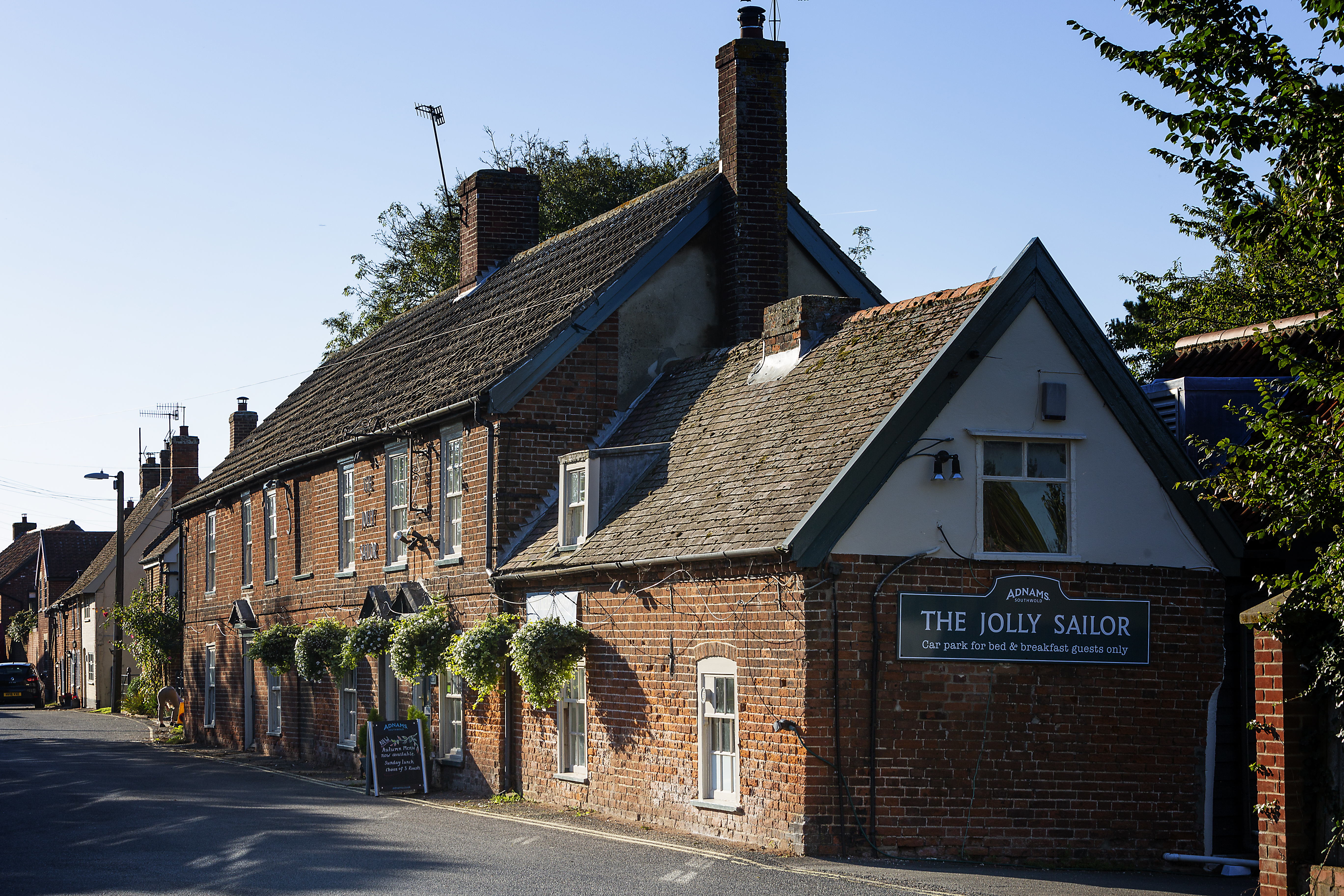
Здание паба «Jolly Sailor» в Орфорде (Саффолк), датируемое XVI веком

## Сельское жилище в Уэльсе, Шотландии и Северной Ирландии в Средние века и Раннее Новое время

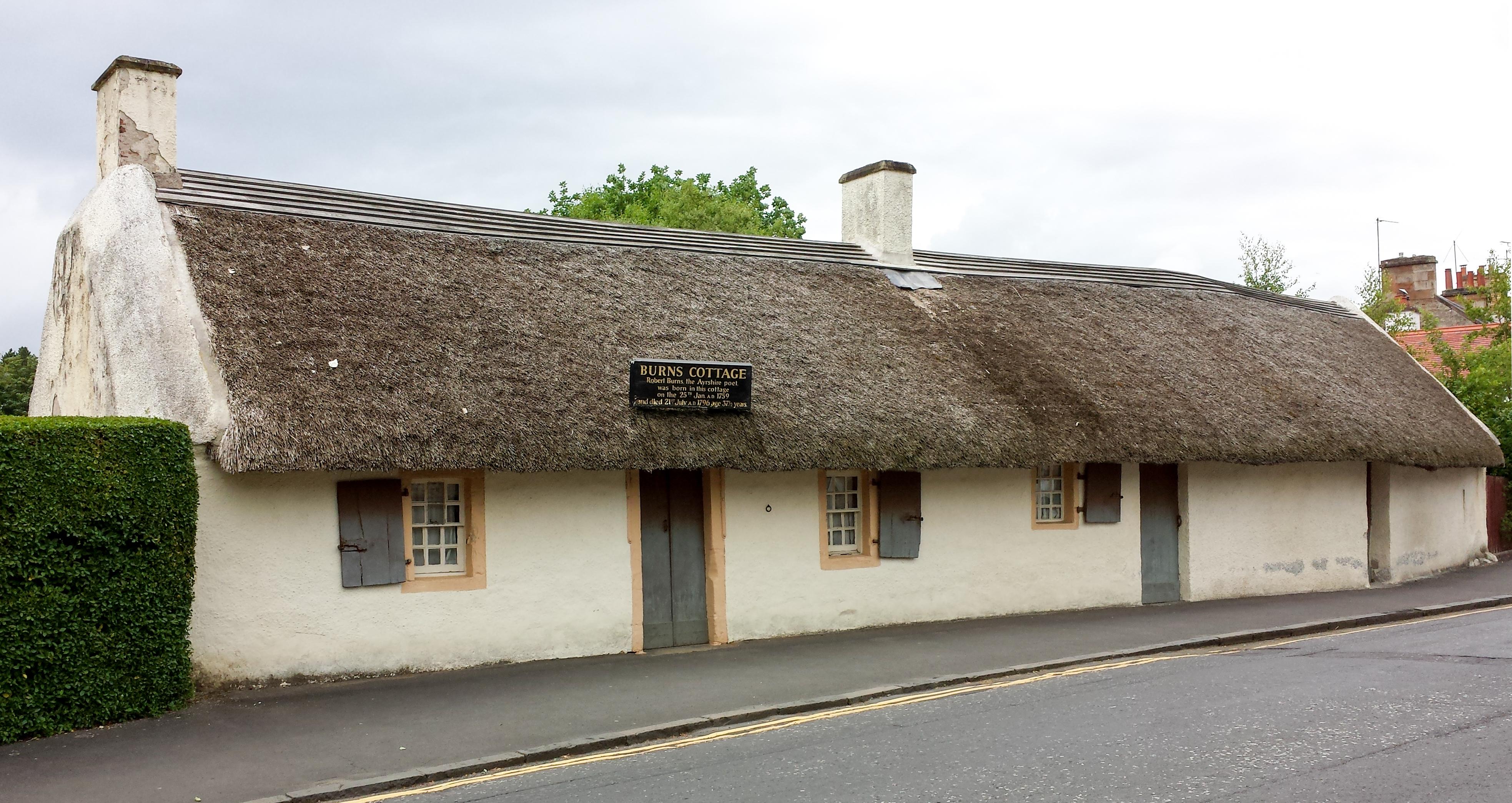
Дом-музей Роберта Бёрнса в деревне Аллоуэй, Южный Эйршир, Шотландия

В отличие от Англии, в  Уэльсе, Шотландии и Северной Ирландии всегда преобладали каменные дома. Строились они в том числе и методом сухой кладки, в частности, построенные таким методом стены сохранились на Оркнеях, Гебридах и севере Уэльса. В Ирландии, судя по археологическим и литературным источникам, за редким исключением преобладали каркасные здания, промежутки которых заполнялись плетнём. Лишь с массовой вырубкой лесов в XVI веке ирландцы перешли на другие строительные материалы: глину и торф. Кирпичные здания в Ирландии появились лишь в XVIII веке. Однако «длинные дома» так и не были вытеснены домами с холлами, и старые традиционные формы жилища сохранялись до XIX века.
Самые древние формы на территории Великобритании бытовали в шотландском Хайленде, Оркнеях и Гебридах. Первоначально дом был однокамерным, где под одной крышей проживали и люди, и скот. Как правило, дома были прямоугольной формы, на Гебридах и в Ирландии такие дома были овальной формы, также встречались прямоугольные дома с закруглёнными концами. Планировка была устроена следующим образом: в передней части дома (у фронтонной стены, выходящей на улицу) была расположена жилая комната — кухня, на другом конце дома — стойла для скота. Открытый очаг располагался в центре между хозяйственной и жилой частями. В середине двух продольных стен напротив друг друга располагались две двери. Пол в жилой части был выше, и был лучше утрамбован.
Впоследствии, путём огораживания стойл от жилой части и создания отдельных входов в хозяйственную и жилую часть, появились многокамерные дома. Теперь жилая часть состояла из двух-трёх комнат. Вначале в качестве перегородок служила массивная деревянная мебель — буфеты, кровати-шкафы (англ. box-beds) и т.д. Также помещения внутри дома огораживались лёгкими деревянными рамами, на которых были натянуты холст или плетень. Примером подобного жилища может послужить типичный дом в Ольстере XVIII в. (также был распространён в графстве Коннахт Республики Ирландия), длиной в 12—15 м и шириной 5—6 м. Дом разделялся на кухню и спальню камином, в качестве перегородки служил шкаф. В кухню, возле камина, вели две двери — одна напротив другой.
В целом, в XVIII—XIX вв. в Ирландии существовало два варианта дома, характеризовавшихся расположением очага. В домах с очагом в центре две входные двери вели на кухню, очаг располагался справа от них, у низкой перегородки, отделяющей спальню. По другую сторону кухни отделена другая комната, обычно тоже спальня. В старых домах она ещё сохраняет следы бывшего стойла. Перегородка, отделяющая помещение, невысокая и тонкая.
Впоследствии камины стали строить на фронтонах. Часто в ирландских и валлийских домах на противоположном конце устраивался ложный дымоход. Вторая комната, служившая гостиной, не отделялась перегородкой, а пристраивалась за камином у фронтонной стены. С другой стороны кухни отгораживали комнату-спальню. По существу такой дом имеет тот же план, что и предыдущий, однако перегородка, отделяющая помещения, капитальная, почти всегда каменная, даже если весь дом каркасный, фахверковый.
Те же два варианта дома бытовали в XVIII—XIX веках и в Шотландии. Однако шотландские «длинные дома» имели особенность, характерную и для «длинных домов» Англии: вход в дом вёл в поперечный коридор-проходную, отделявший жилую и хозяйственную часть дома (в поздних домах вместо хозчасти присутствовала дополнительная спальня). Валлийские же дома всегда имели прифронтовой камин с противоположным ложным дымоходом, но по планировке не отличались от ирландских.
Впоследствии шотландские и валлийские дома начали расти в высоту: над спальней настилали деревянный потолок, служивший полом для чердака (англ. loft), изначально служившего кладовой. На чердак поднимались по лестнице, в Уэльсе она велась из кухни, а в Шотландии — из узкого поперечного коридора. Ирландские же дома оставались преимущественно одноэтажными.
Как и в северной Англии, в Шотландии и Ирландии крыши были покатые и слегка закругленные. Крыши строились с помощью cruck'ов, позднее распространились стропильные крыши, и помещение чердака стало выше, во фронтоне стали делать мансардные окна, и освещенное помещение чердака использовалось как дополнительная спальня. Но полноценный второй этаж встречался редко.
Способ постройки соломенной крыши, типичный для северной Англии, также был распространён и в восточной Ирландии и, реже, в Шотландии. В отличие от Англии, в Шотландии и Ирландии черепичные крыши так и не получили широкого распространения.

Традиционные дома Уэльса и Шотландии
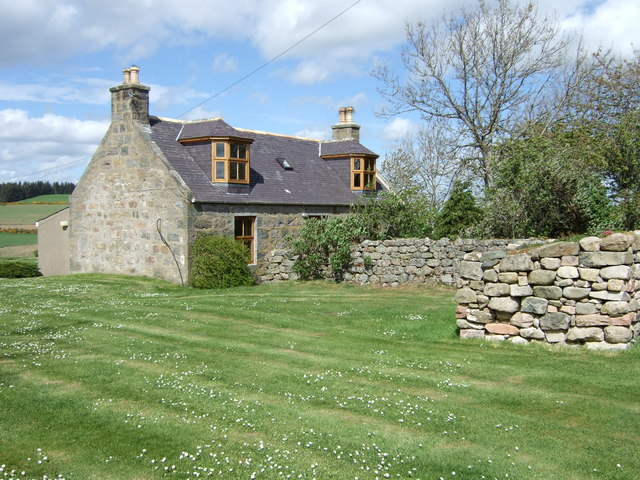
Каменный коттедж в Абердиншире
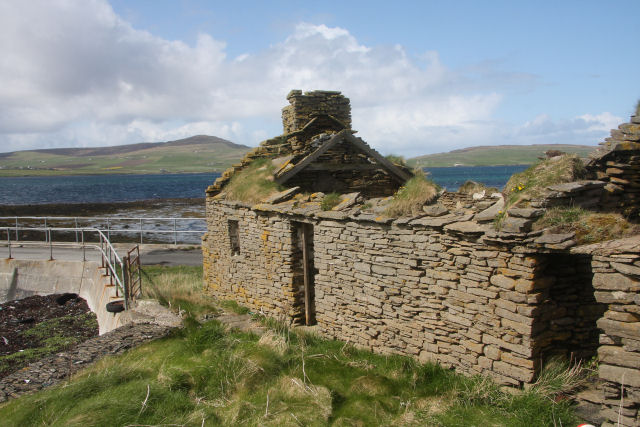
Заброшенный дом на острове Эгилсей, Оркнейские острова
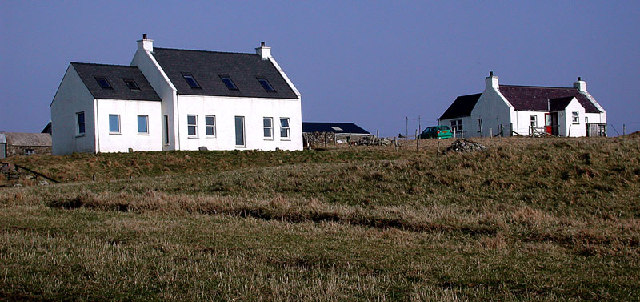
Дома на острове Фейр, Шетландские острова
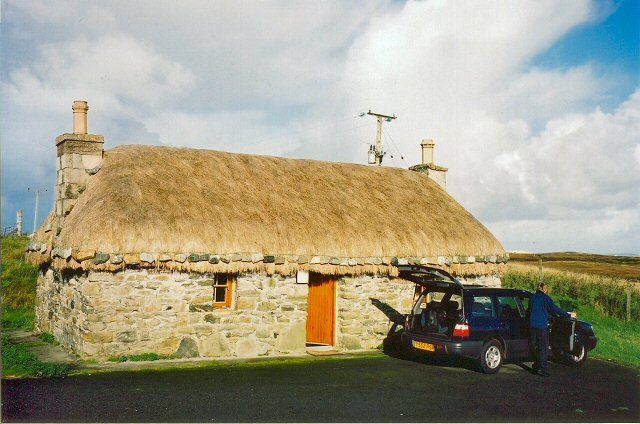
Коттедж на Внешних Гебридах
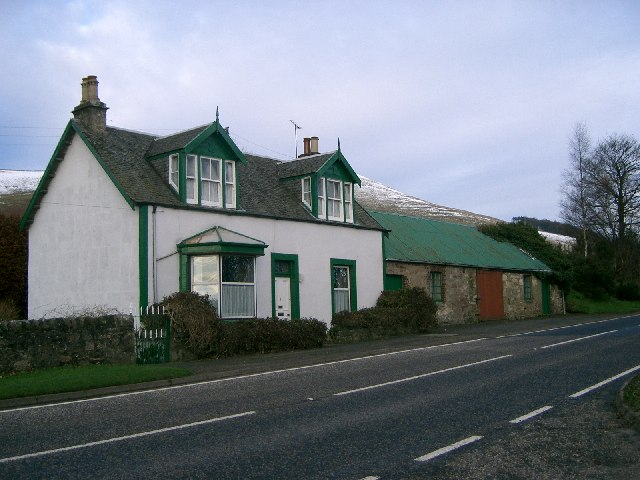
Дом в деревне Макхарт, Клакманнаншир
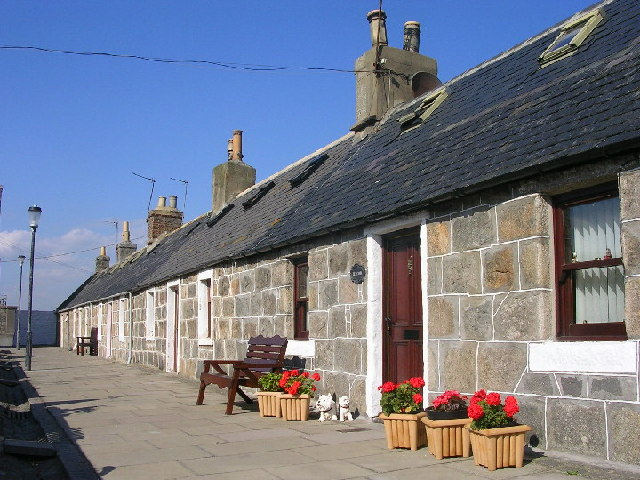
Коттеджи в Абердине
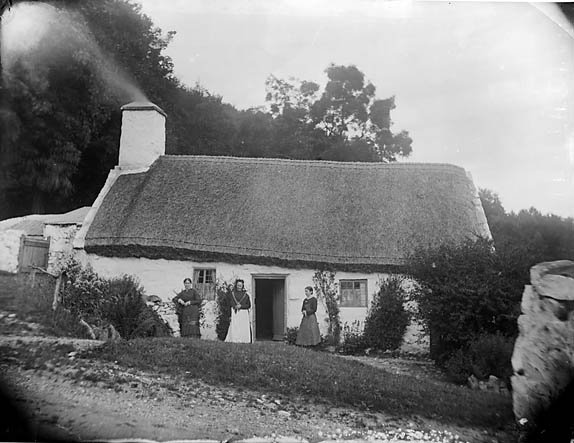
Дом в Уэльсе, ок. 1885 г.
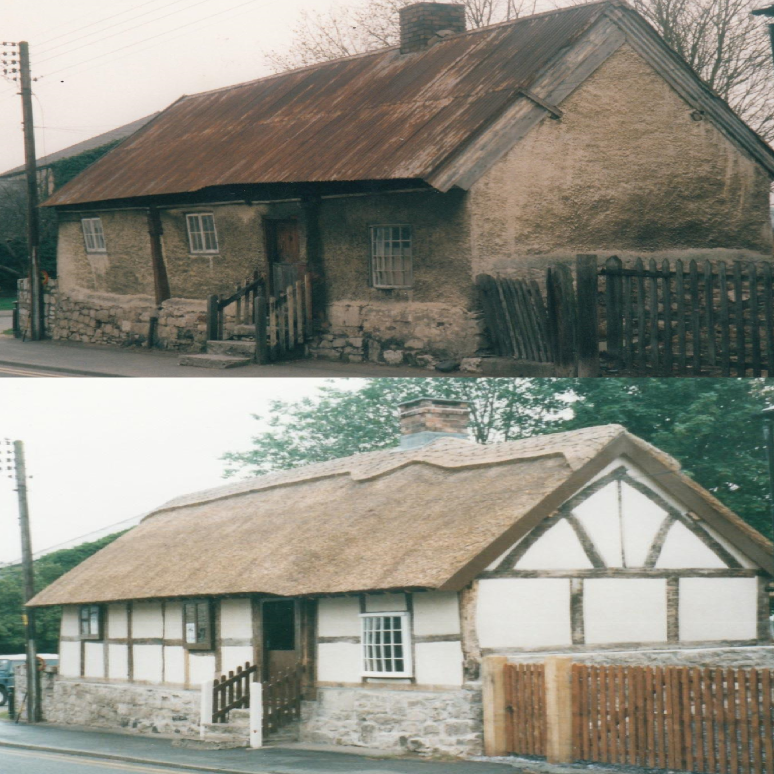
Фахверковый дом в Ритине (Денбишир, Уэльс) до и после реконструкции
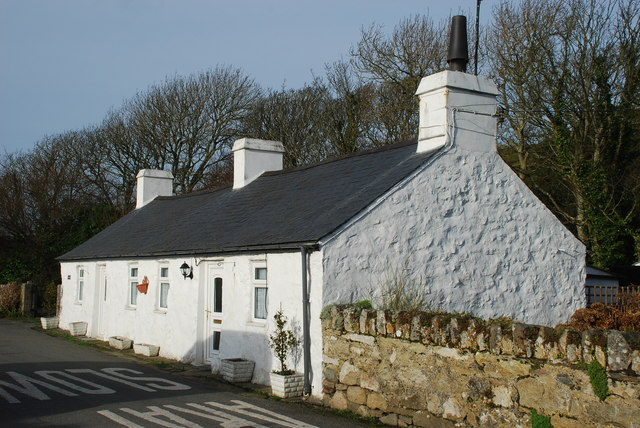
Дом в деревне Ллангиан, графство Гвинед, Уэльс

Традиционные дома Северной Ирландии
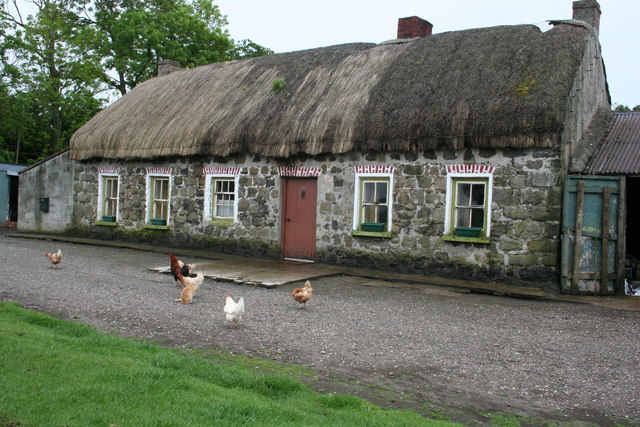
Дом в графстве Лондондерри
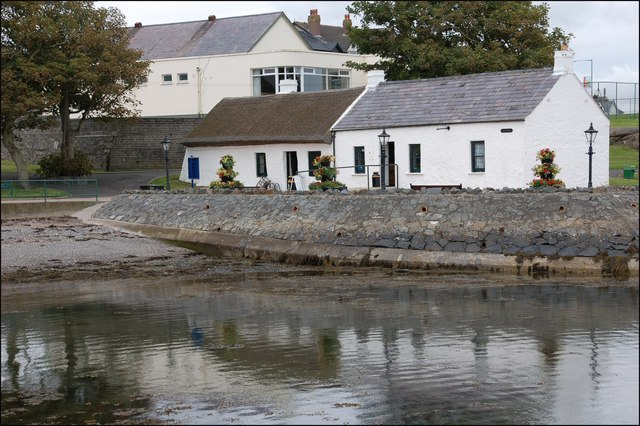
Дома в деревне Грумспорт, графство Даун
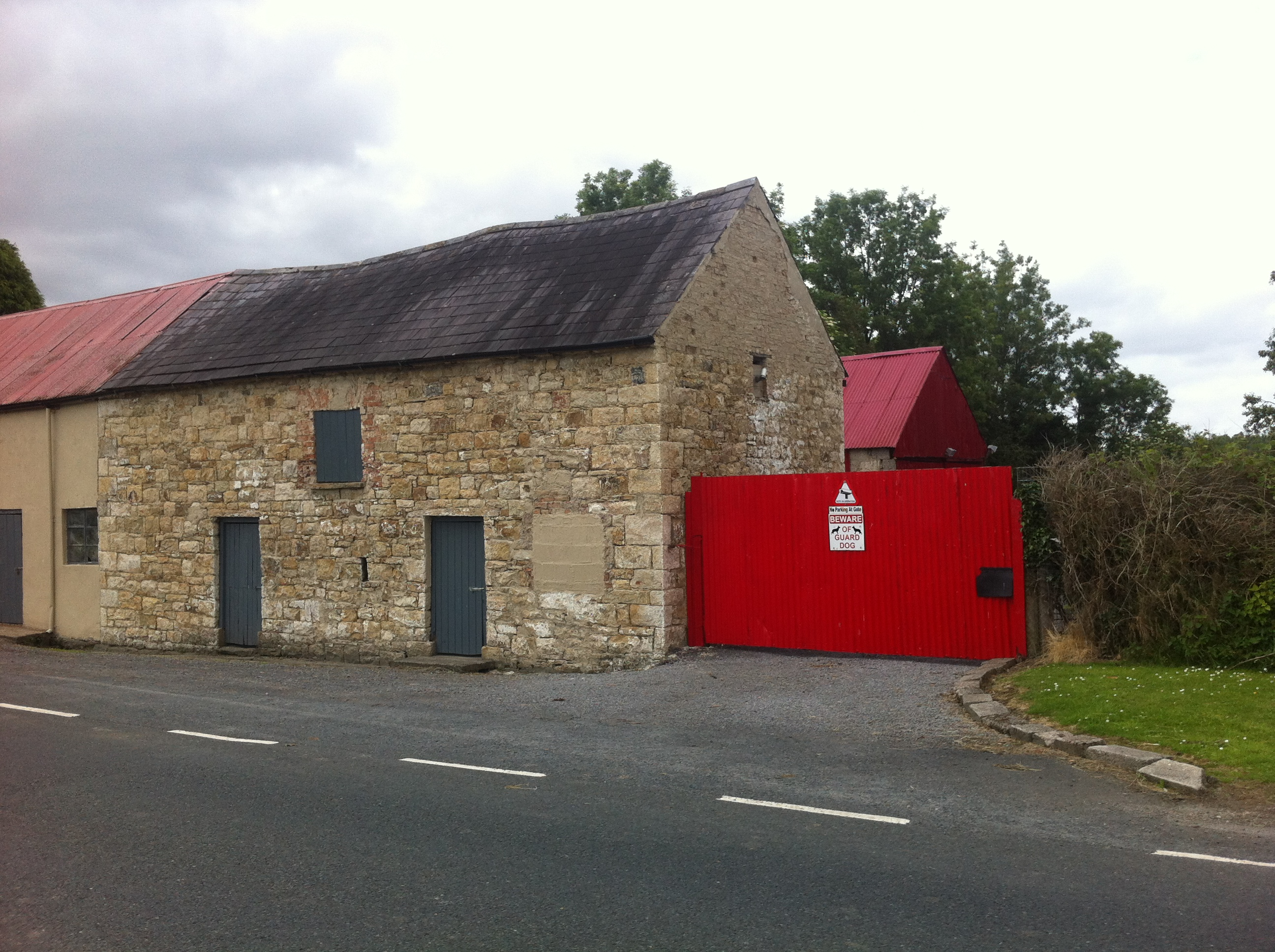
Хозяйственные постройки в графстве Фермана
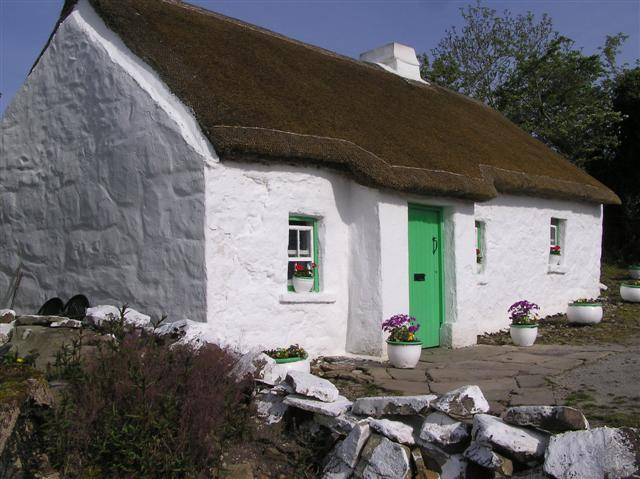
Дом в графстве Фермана
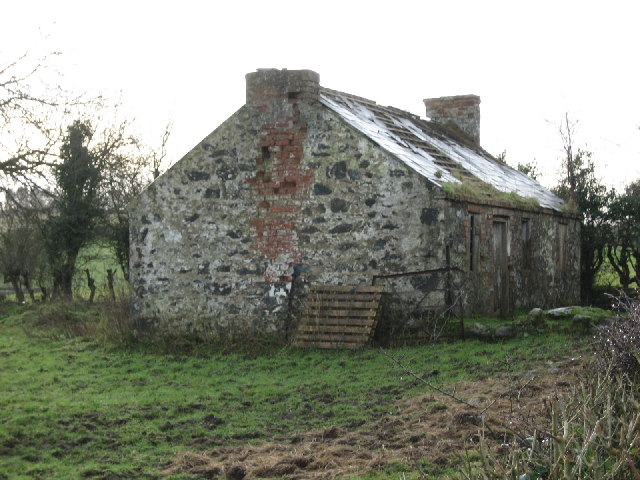
Заброшенный дом в графстве Антрим

## Английское барокко

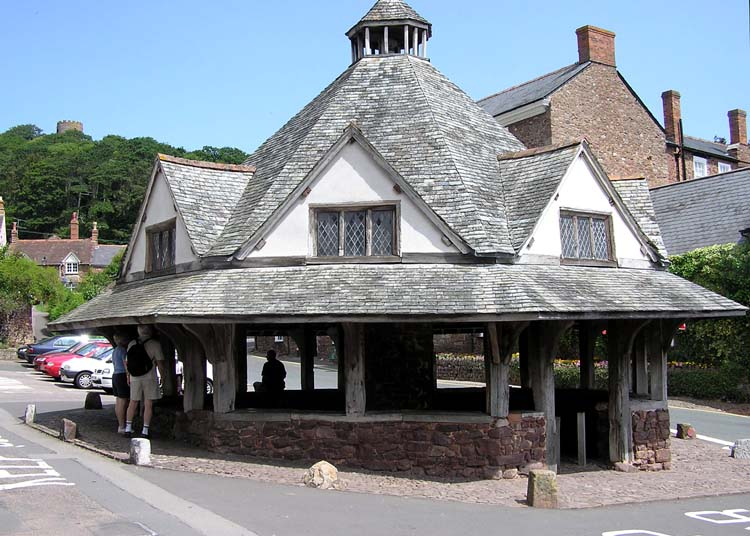
Помещения рынка Денстер для продажи тканей, 1609 год, Сомерсет
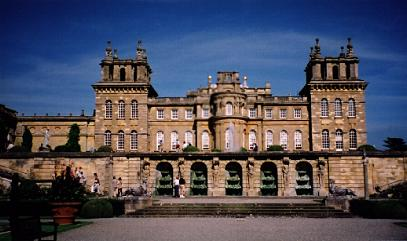
Дворец Бленхейм, западный фасад
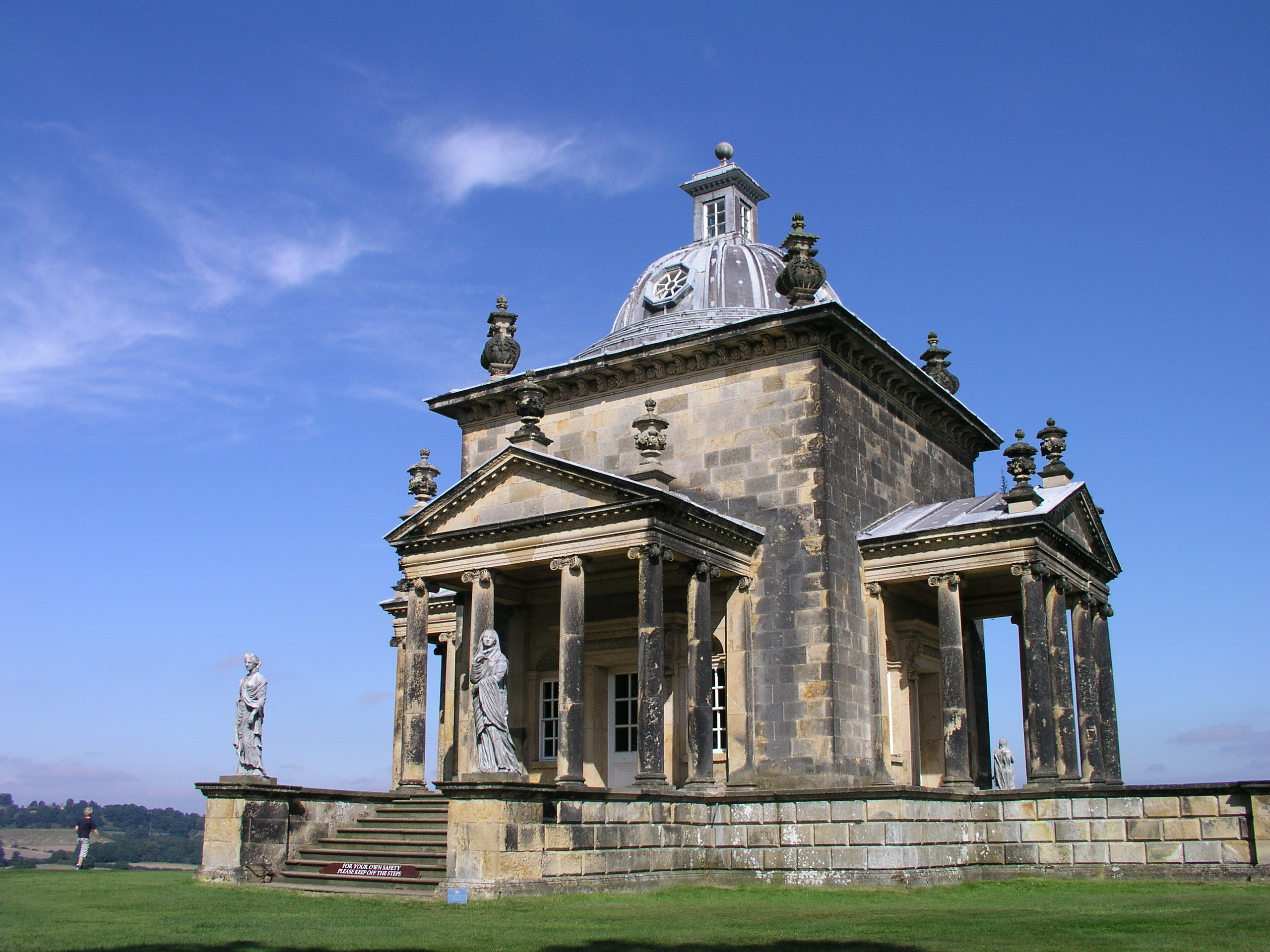
Храм Четырёх окон
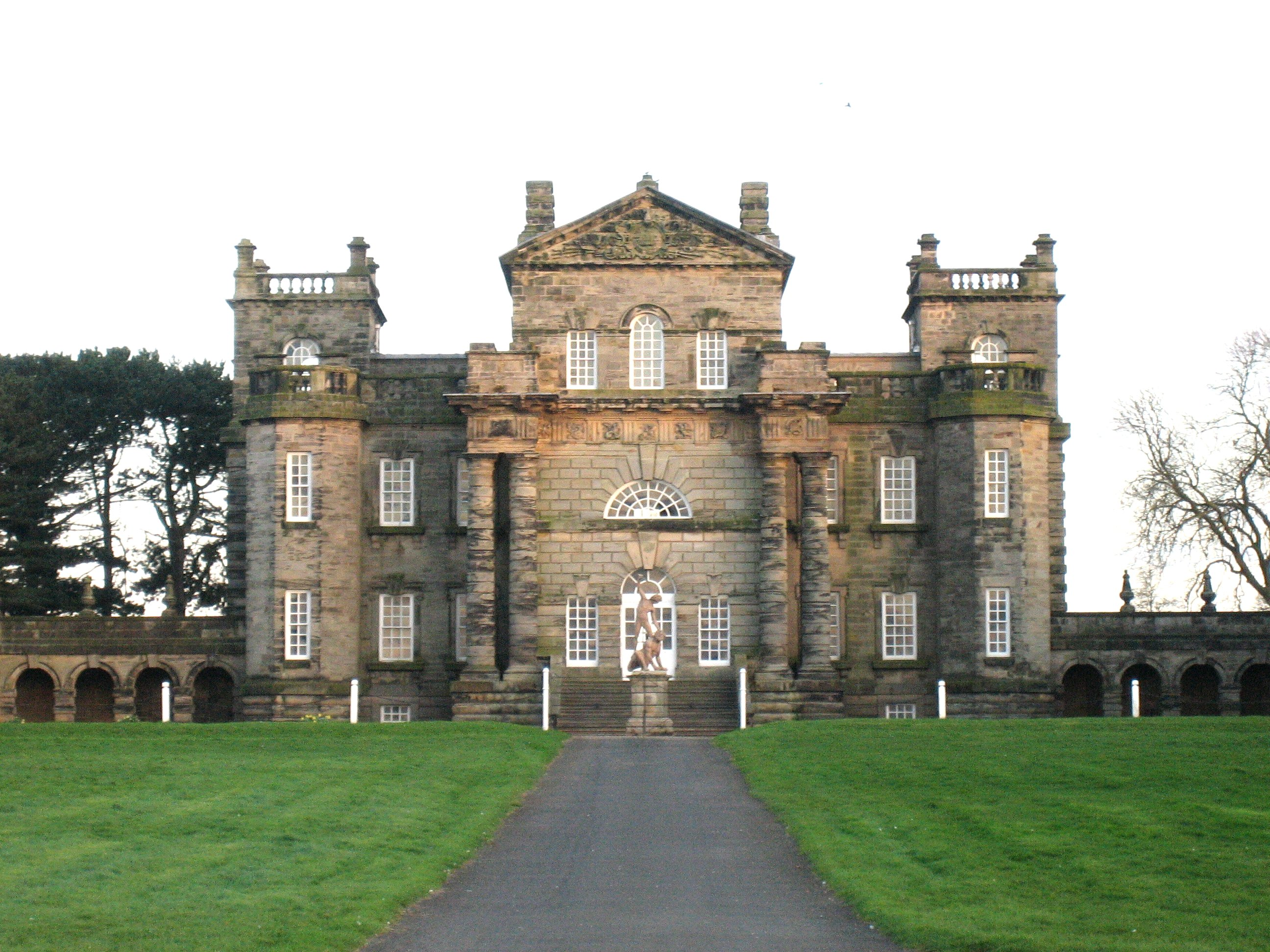
Сеатон Делавел Холл

Архитектура барокко в Англии имела ограниченный характер и небольшой срок существования. Незначительным был и «причт» мастеров, которые поддерживали стилистику европейского барокко, среди которых:
- Джон Ванбру, архитектор
- Николас Хоксмур, архитектор и помощник Джона Ванбру
- Джеймс Торнхилл, живописец
- Кристофер Рен (частично)
- Иниго Джонс (частично).

Стилистики барокко придерживаются иностранные художники, приглашённые в Лондон. Но среди них преобладают портретисты, а не архитекторы:
- Антонис ван Дейк
- Годфри Неллер

Короткие визиты Рубенса или наличие его произведений в сборниках английских аристократов и королей не имели влияния в протестантской стране и были скорее образцами художника из Европы, которым не подражали.
Следствием признания культуры Франции XVII в. и Версаля как художественного центра стали визиты туда англичан, среди которых был и Кристофер Рен — математик, учёный, архитектор, автор проекта нового собора Св. Павла в Лондоне. Королевский двор дал заказы на проекты создания садов барокко французском ландшафтному архитектору Андре Ленотру, который создал проекты парка рядом с Сент-Джеймсским дворцом в Лондоне и для парка в Гринвиче. Но для художественной ситуации в Британии это лишь второстепенные эпизоды.

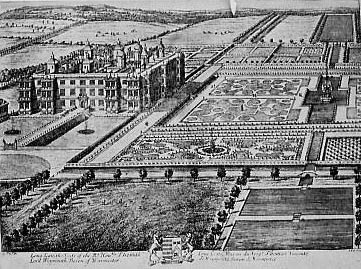
Сад барокко у Лонглит Хаус.
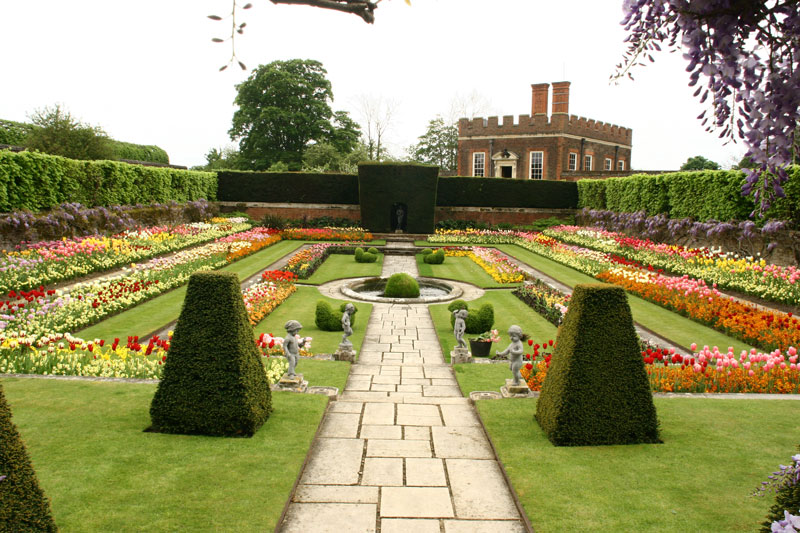
Хэмптон Корт, регулярный сад.
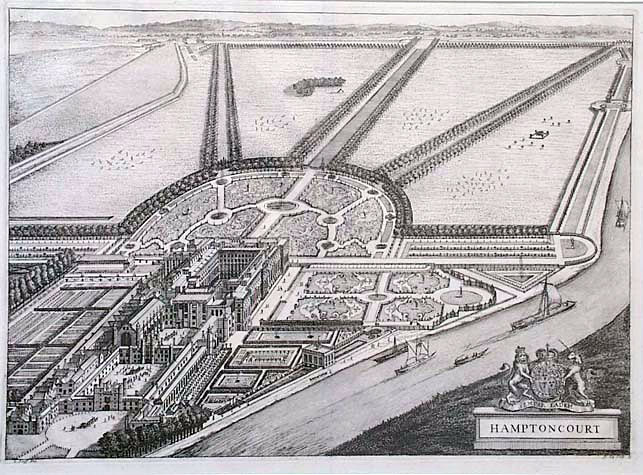
Сад барокко в Хэмптон Корт.
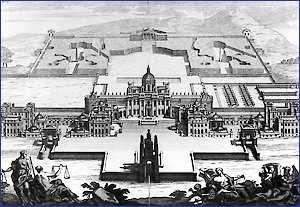
Джон Ванбру, проект замка Ховард.

### Неосуществлённый проект Уайтхолла

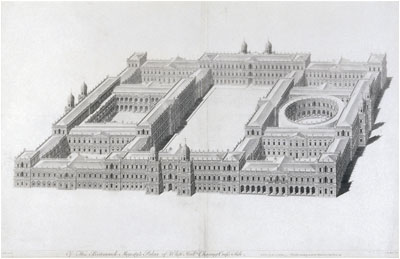
Иниго Джонс, проект дворца Уайтхолл.

Особую страницу в истории архитектуры Британии занял проект дворца Уайтхолл для Лондона. Великобритания подключилась к неофициальному соревнованию европейских монархов по созданию грандиозных резиденций. Испанская империя имела Эскориал и Буэн Ретиро, в Париже стоял роскошный Лувр и дворец Тюильри. Старый же дворец с названием Уайтхолл, что был английской королевской резиденцией в 1530—1698 гг., уже не удовлетворял королевских амбиций. 

Под сооружение отвели земельный участок в 11 гектаров между Темзой и парком Сент Джеймс. По проекту Иниго Джонса новый дворец имел прямоугольный план с семью внутренними дворами. Дворы были окружены корпусами дворцов, в основе которых были трёхчастные блоки (боковые ризалиты, галереи, центр, подчёркнутый ризалитом с фронтоном или двумя башнями с куполами). Углы гигантского каре тоже венчали прямоугольные трёхэтажные башни, возвышающиеся над двухэтажными корпусами. Изюминкой был двор с круглой галереей, украшенной парапетом с вазами. Проект стал первым примером ансамбля европейского образца в Британии.

## Классицизм XVII века

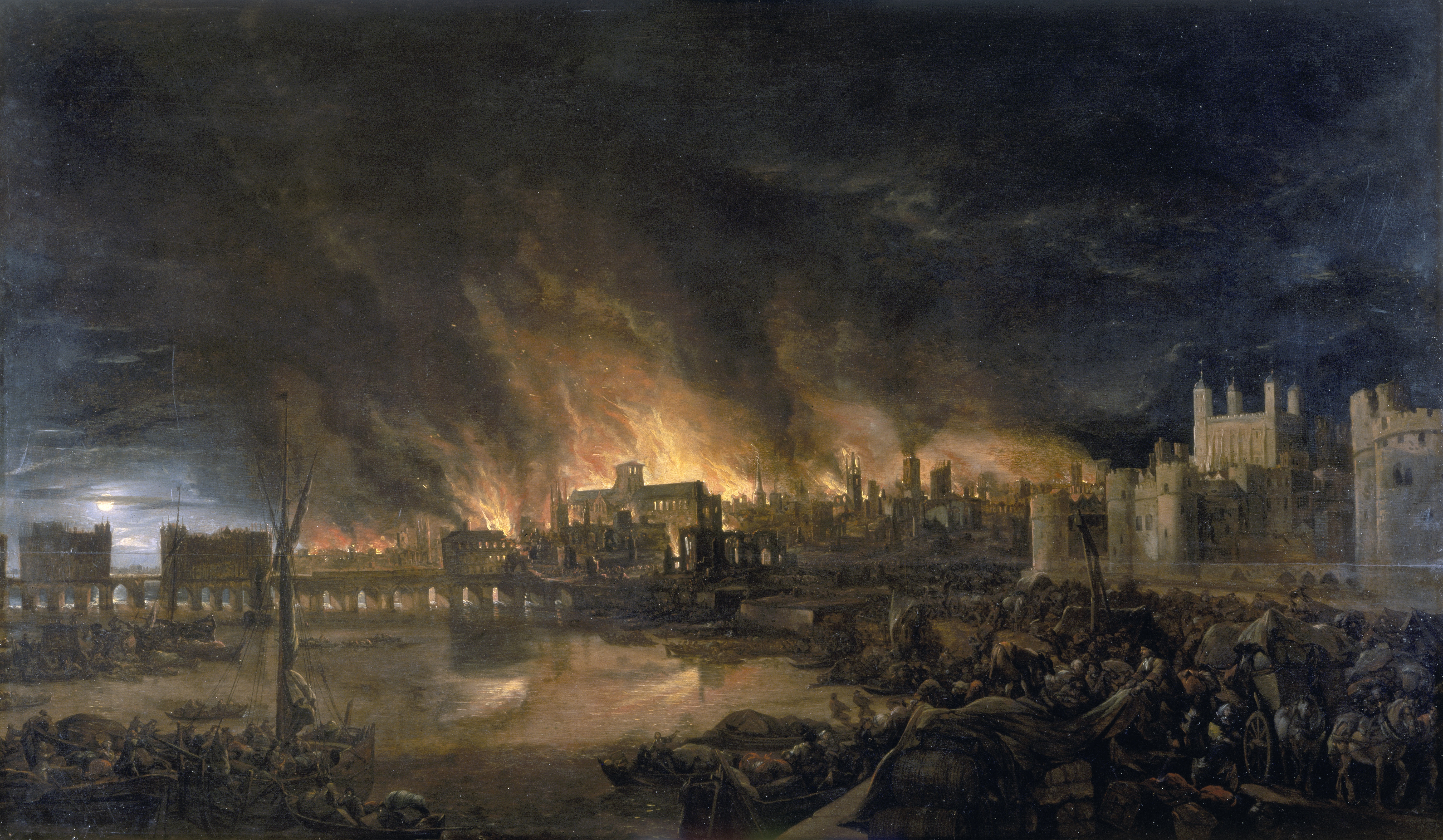
Великий лондонский пожар 1666 г.

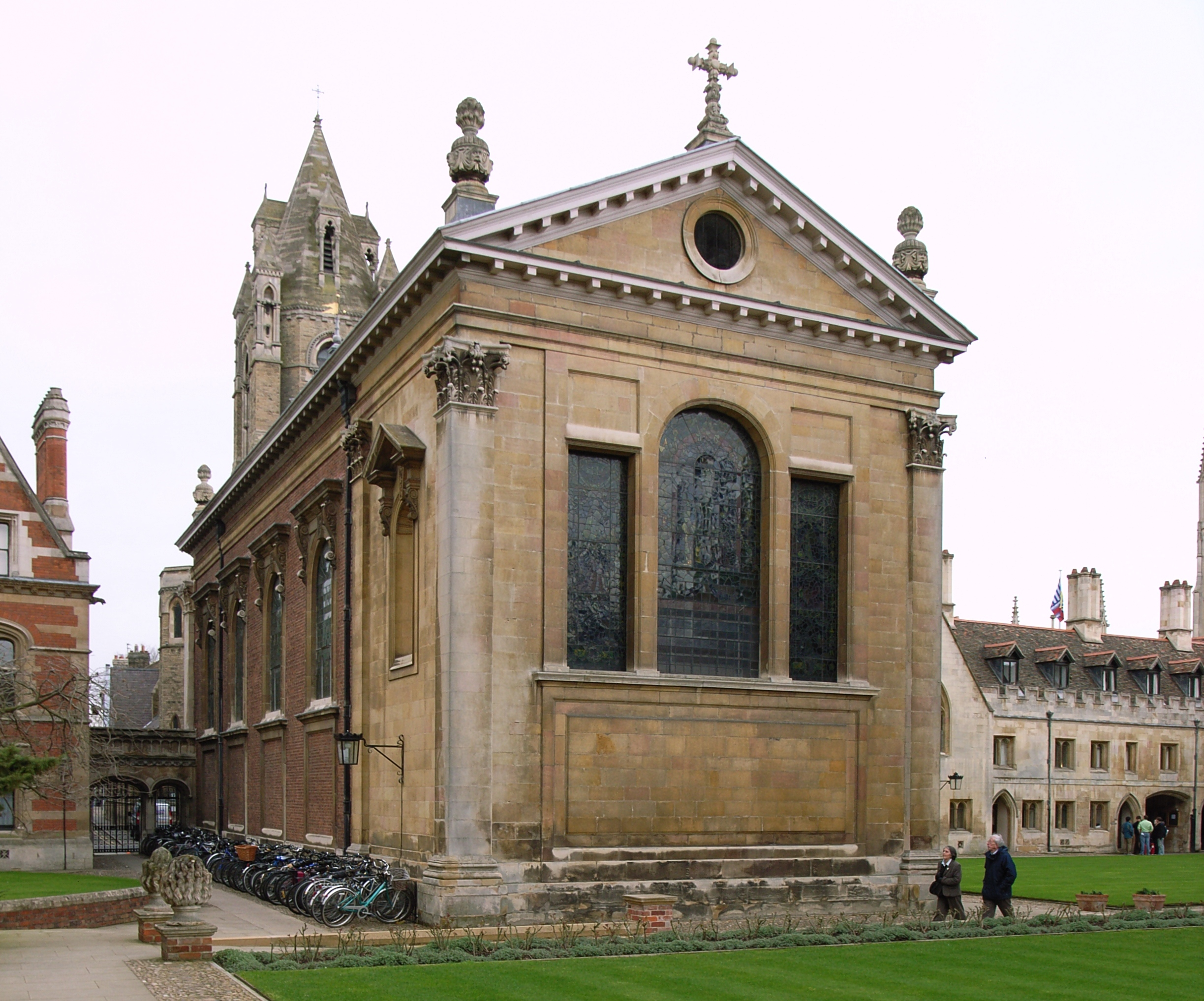
Кристофер Рен. Часовня Пембрук-колледжа

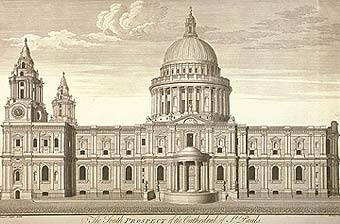
Кристофер Рен. Проект собора Св. Павла, окончательный вариант

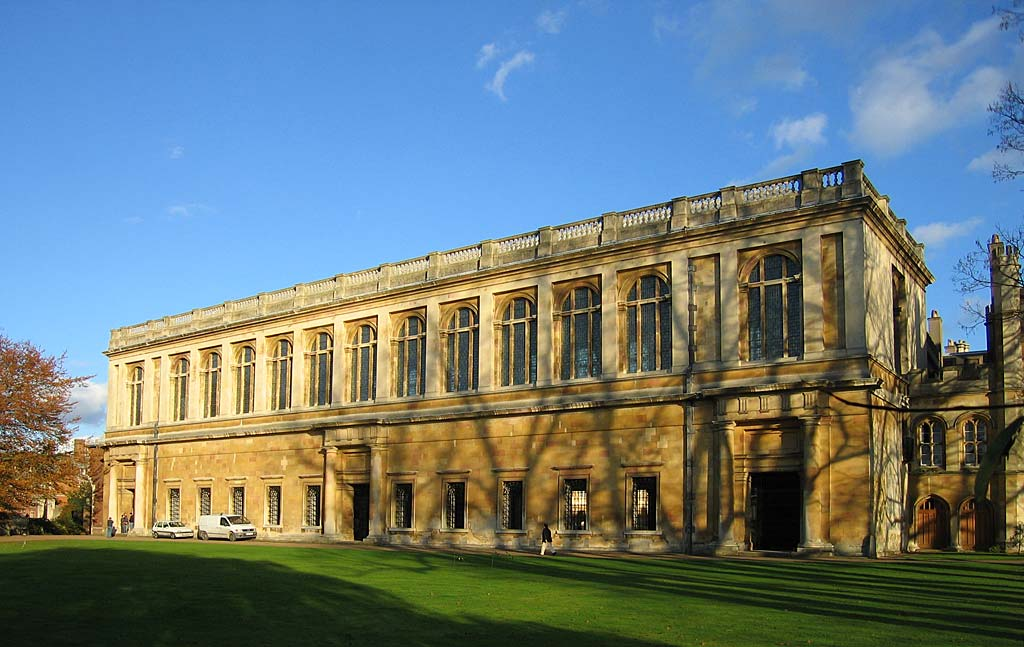
Библиотека Рена (Wren Library), Кембридж

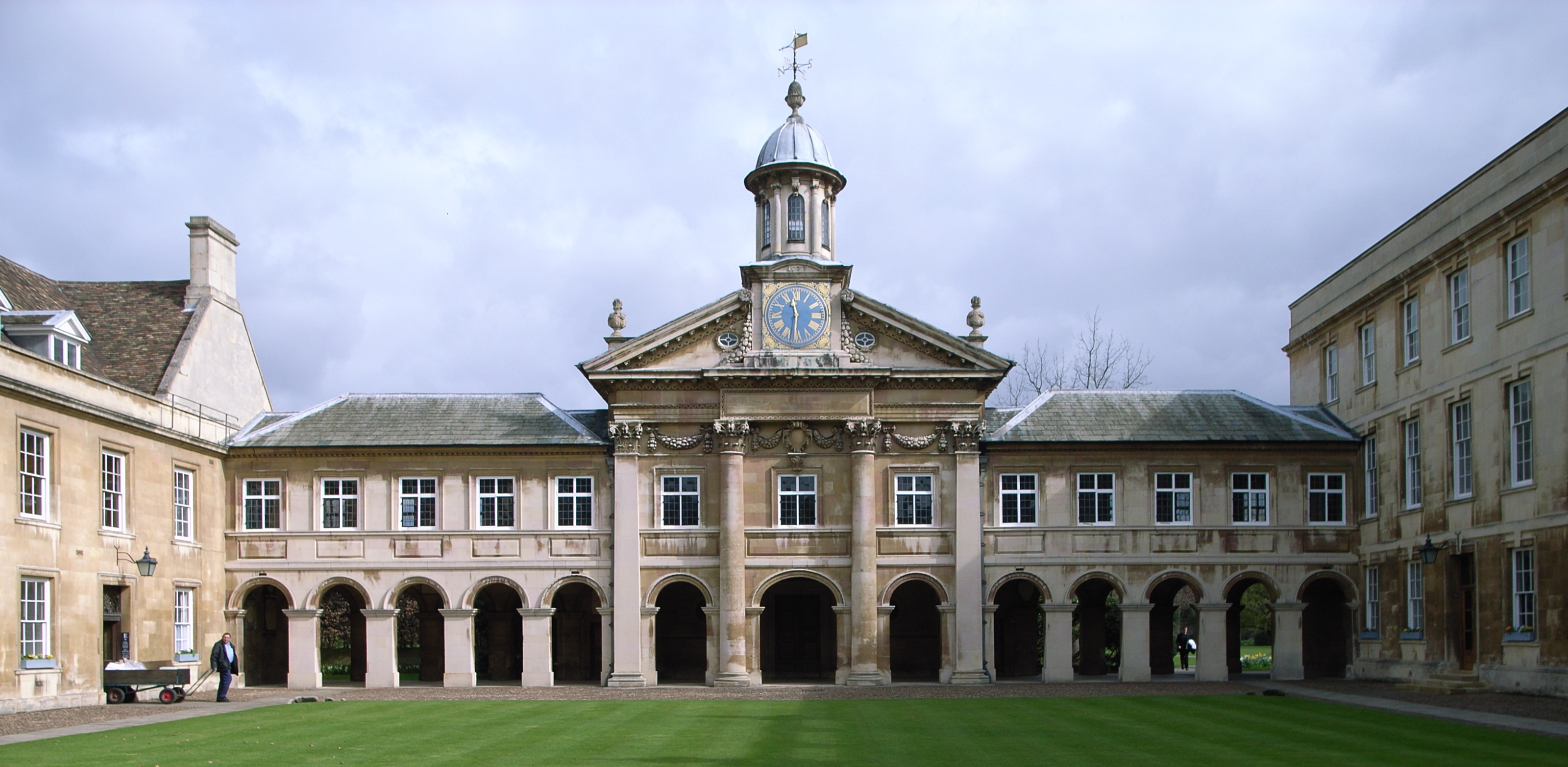
Кристофер Рен. Часовня Эммануэль-колледжа, университет Кембридж

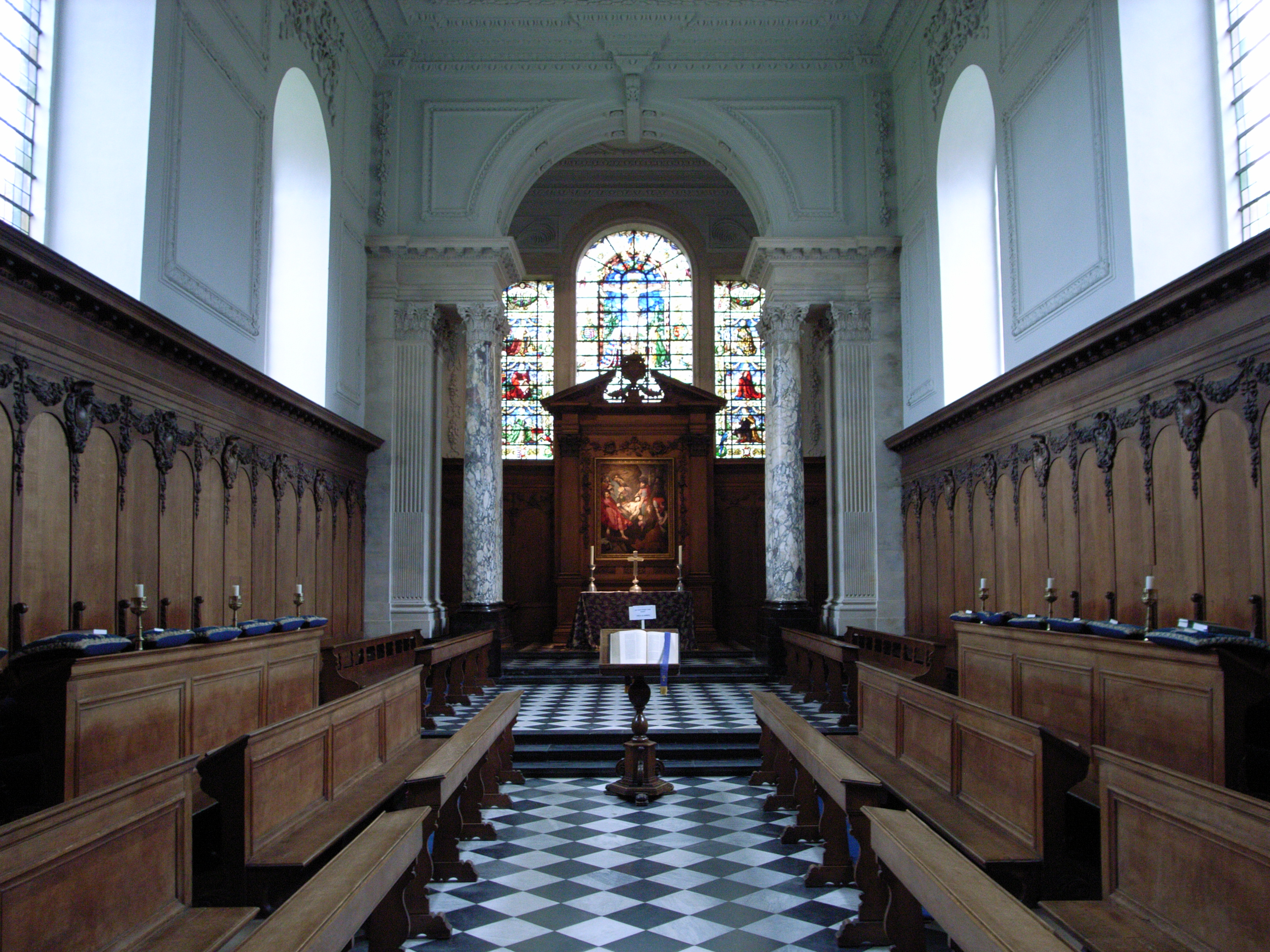
Часовня Пемброк-колледжа, Кембридж, интерьер

Куда более весомые позиции занимал классицизм. Перелом в строительной отрасли Великобритании пришёлся на XVII век и совпал со сменой королевской династии. Трон Англии заняли Стюарты. Новую традицию основал архитектор Иниго Джонс (1573—1652). Он учился в Италии, а затем работал на короля Дании. Сестра датского короля Анна Датская, став королевой Англии, сделала его придворным архитектором. Иниго Джонс оказался работящим и перенёс на английские земли наставления архитектора Палладио: ещё в 1570 году Андреа Палладио опубликовал трактат «Четыре книги об архитектуре» с приложением собственных рисунков античных сооружений и их реконструкций; издание было обобщением теоретических и практических навыков архитектора, выводом его архитектурного опыта. С выходом в свет этой книги Палладио стал вторым наиболее признанным теоретиком архитектуры после известного теоретика XV в. Леона Альберти (1404—1472).
Издание быстро было переведено на иностранные языки, в том числе на английский. Произведение часто рассматривали как учебник и широко использовали для обучения и практического использования установок Палладио в строительной отрасли протестантских стран. Неожиданно трактат архитектора-католика стал знаменем противников римского варианта барокко (так называемого «стиля иезуитов») в протестантских странах, а классическая (древнеримская) манера его архитектуры противопоставлялась произведениям итальянского барокко.
Иниго Джонс построил Квинс-хаус в Гринвиче для королевы Анны Датской, работал во дворце Уайтхолл после пожара, в часовне Сент-Джеймсского дворца. Уже от нового пожара пострадало старое помещение собора Св. Павла, которое Иниго Джонс пытался расширить.
За четыре дня Великого лондонского пожара в сентябре 1666 г. сгорело две трети города — 13 200 домов, 87 церквей (в том числе кафедральный собор Св. Павла), много общественных зданий. Высвобожденное пожаром место стало полем экспериментов для другого английского архитектора — Кристофера Рена. Его отделили от работы с Иниго Джонсом после событий английской буржуазной революции 1640—1660 гг., когда произошло окончательное устранение от власти королей и переход власти к буржуазным дельцам и землевладельцам (с этого периода «короли в Англии больше не правят»). К новым буржуазным хозяевам страны перешла и строительная инициатива (при сохранении королевских декораций у власти).
Новый собор стал значительным достижением национальной инженерной мысли и свидетельством стремления буржуазных дельцов к величию, пафосу, демонстрации собственной мощи. Кристофер Рен построил также пятьдесят две приходские церкви на пожарище, что было первым массовым строительством сакральных сооружений после эпохи Реформации и возникновения англиканства. Затормозился только процесс реализации новой планировки города на европейский манер. Кристофер Рен создал национальный вариант классицизма — трезвый, по-буржуазному сдержанный, с достаточно свободным использованием ордерной системы. Классицизм Рена в то же время достаточно компромиссный, как и барочный классицизм Франции XVII в. В сооружения Рена логично вошли барочные силуэты башен (западные башни собора Св. Павла) и острые шпили приходских церквей, напоминающие готические крыши-шатры норманнов. Черты барочной масштабности, игры разновеликих объёмов, дворцовой торжественности присущи сооружению Гринвичского госпиталя. О его барочном пафосе с иронией отозвался русский император Пётр I, удивлённый недопустимым великолепием прагматического сооружения.

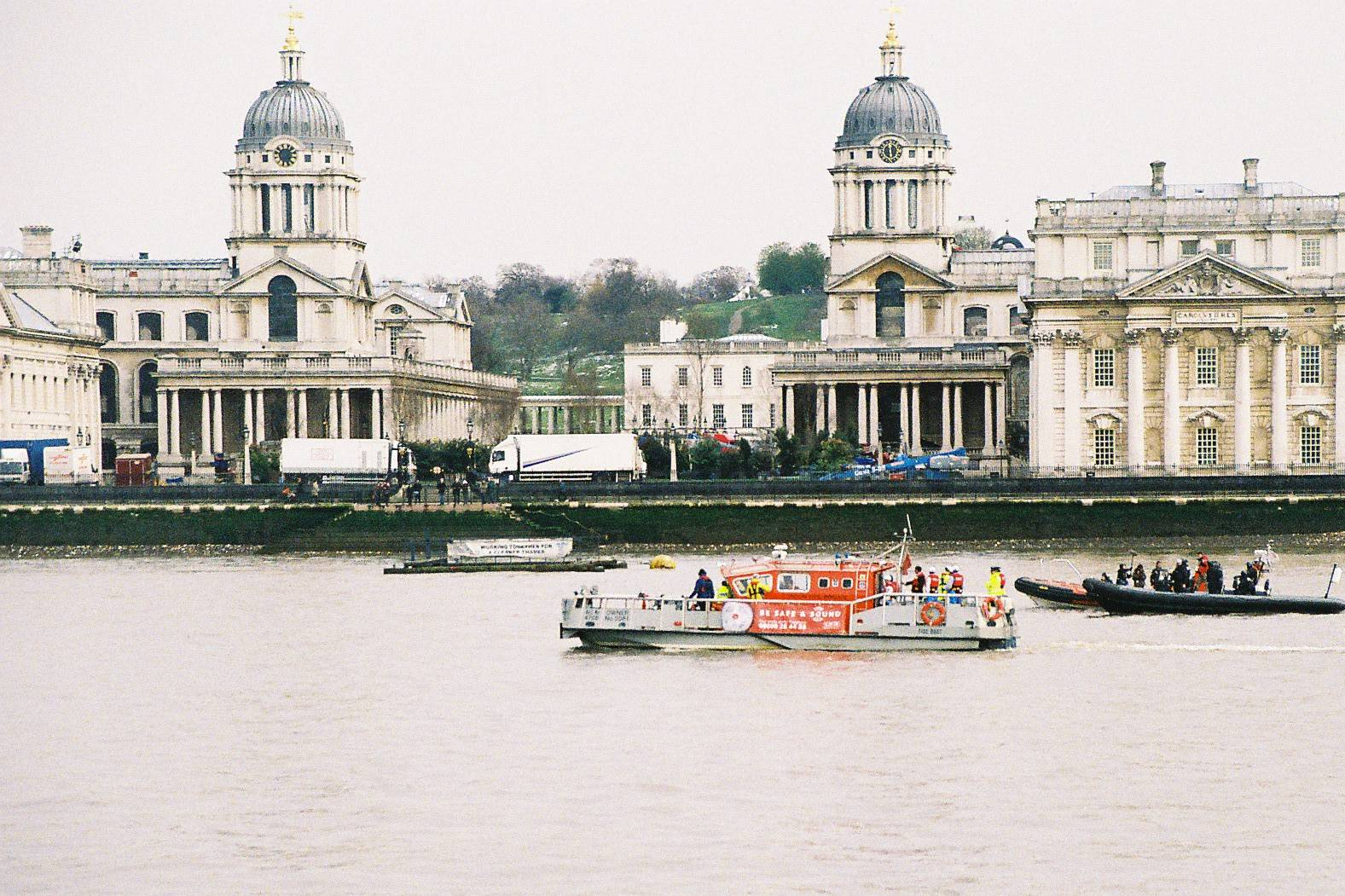
Морской госпиталь в Гринвиче

## Палладианство и классицизм

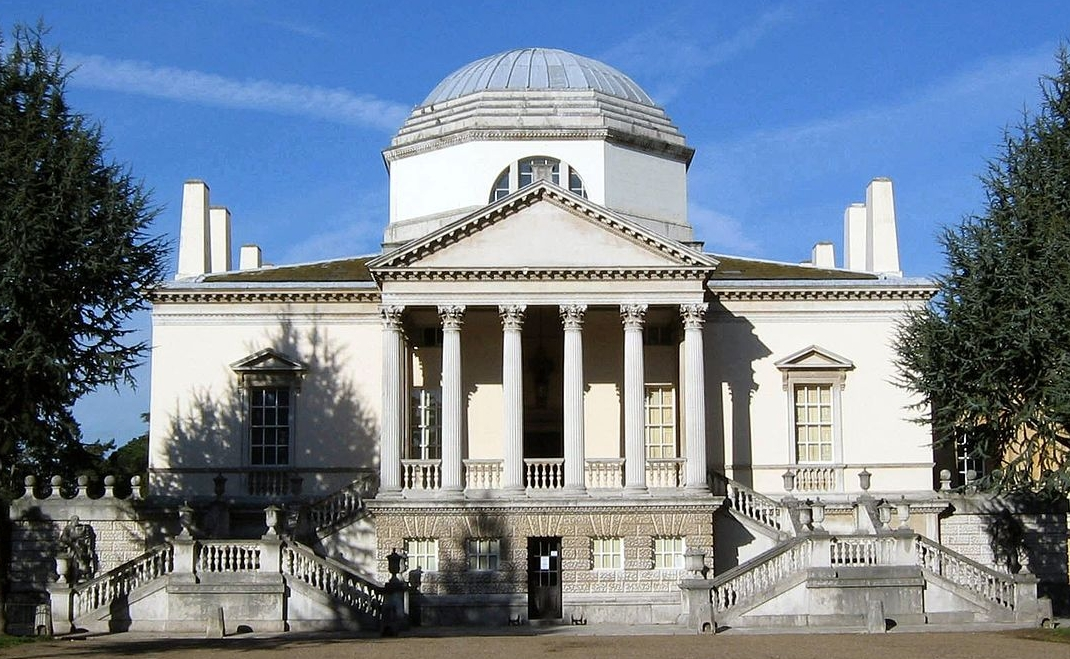
Чизик-хаус, Великобритания
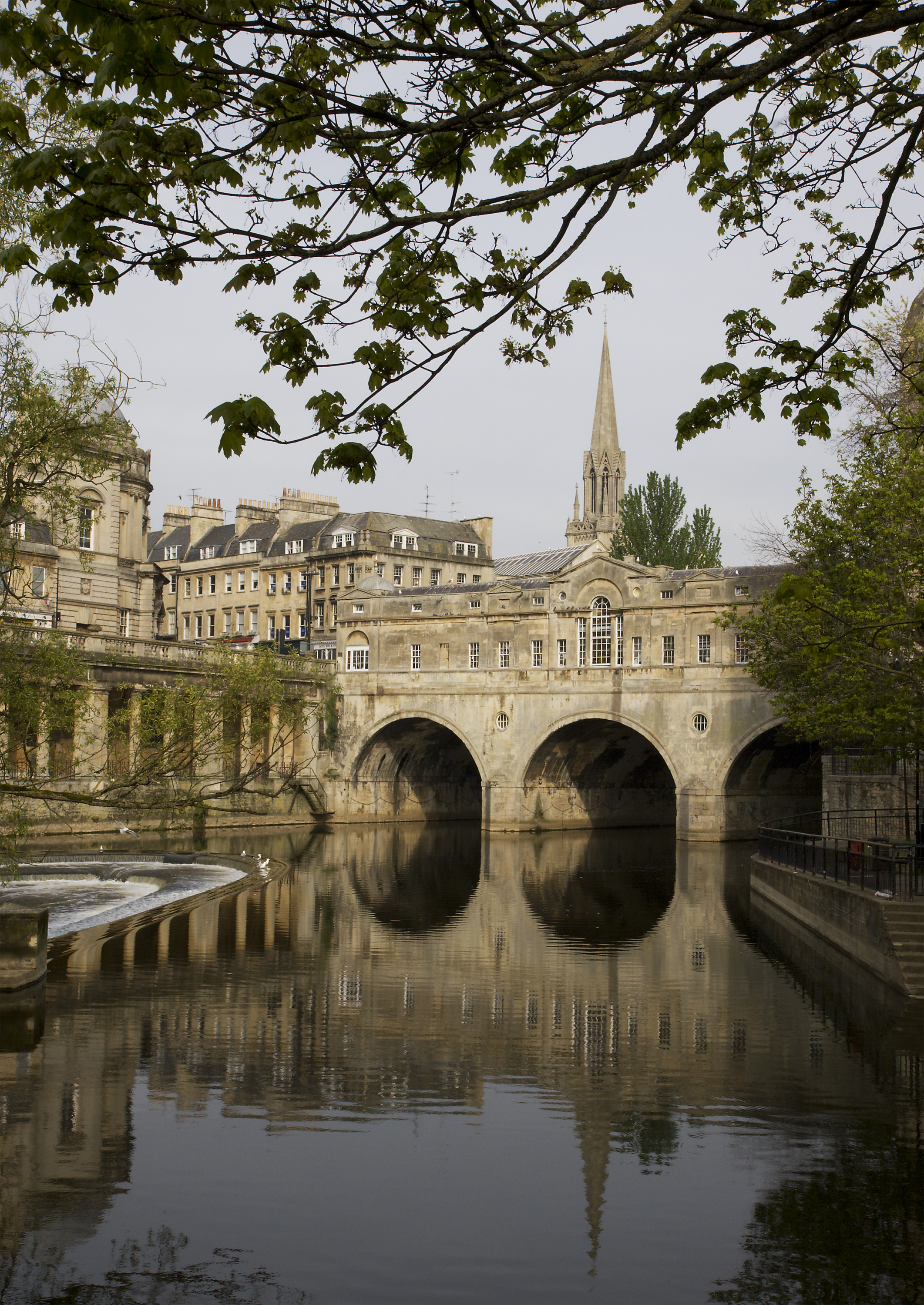
Курорт Бат
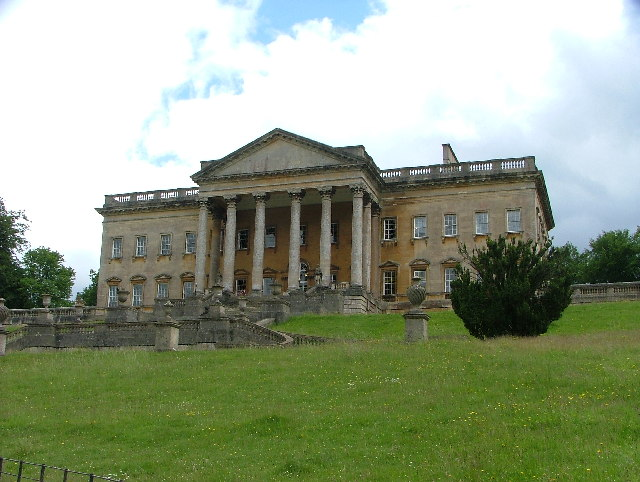
Приор Парк Хаус в городе Бат. Англия
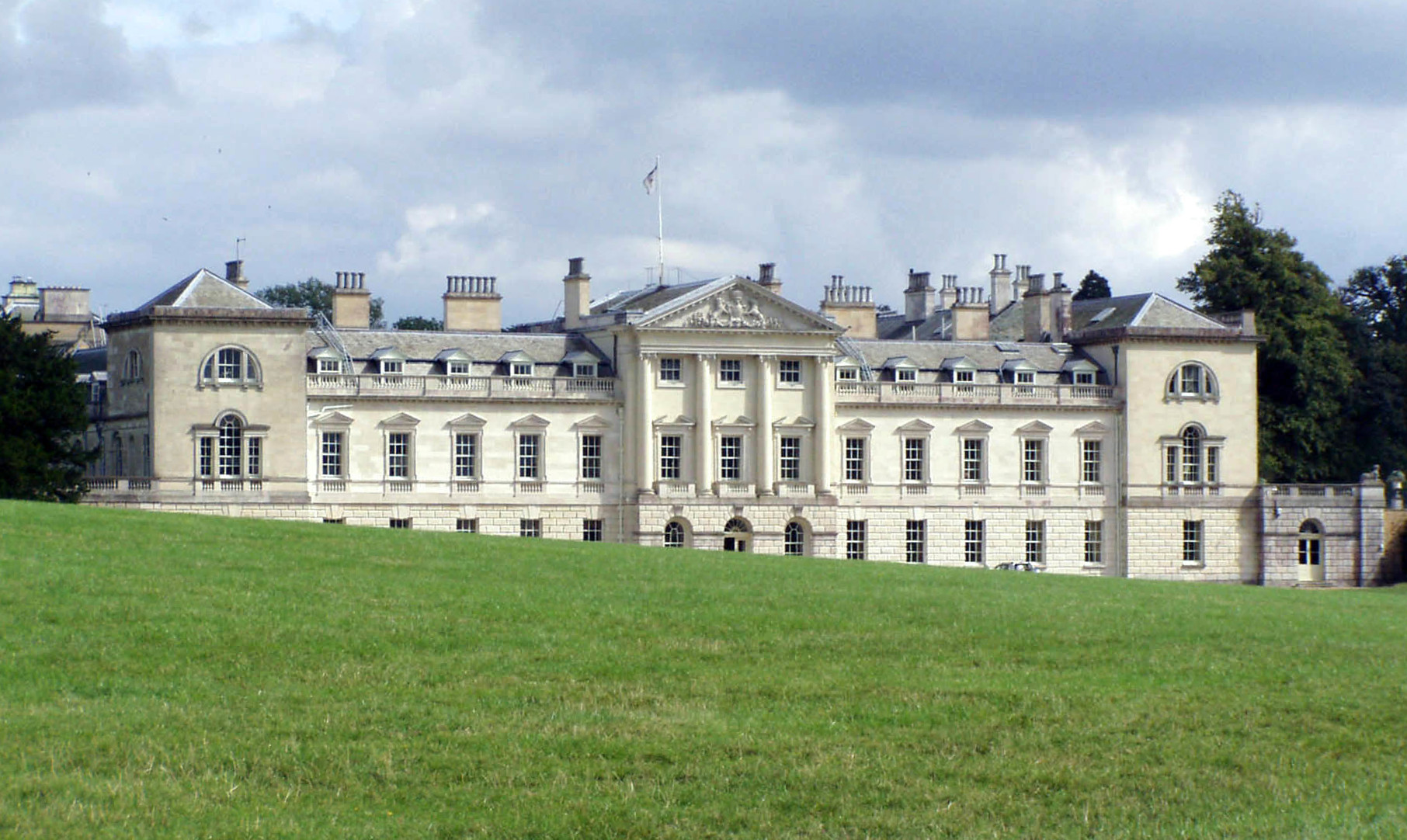
Дворец Уобёрн-Эбби, Великобритания

По заключению современников, на рубеже XVII—XVIII вв. искусство Англии пережило кризис. На средневековые, путаные планировки крупных городов Англии не повлияли ни пример и опыт архитекторов Франции, ни идеи самого Палладио. Образцы барочной архитектуры, завезённые с континента в годы правления голландского принца Вильгельма I Оранского (пусть и весьма сдержанные) — вкусам англичан не отвечали. И их использование быстро прекратилось. В Британии очень трудно входила в практику ордерная архитектура. Лучшие представители живописи страны были иностранцами (Ганс Гольбейн — немец, Годфри Неллер прошёл обучение в Голландии, Ван Дейк — фламандец). О неутешительном положении дел в искусстве тогдашней Англии писал Энтони Купер, лорд Шефтсбери (1671—1713):
На наших родных почвах нет живописи, достойной воспоминаний. Но с тех пор, как английская публика почувствовала вкус к гравюрам, рисункам, копиям и оригиналам художников Италии, таких непохожих на современных французских, надеюсь, и мы получим когда-нибудь подобный высокий уровень.
Распространение палладианских идей в Британии связывают с деятельностью Бойла Ричарда, лорда Барлингтона (1695—1753), который дал деньги на перепечатывание трактата Палладио и был меценатом английских архитекторов. Наставления Палладио об архитектуре, об уютном семейном доме были чрезвычайно близки английским вкусам с их культом уютной частной квартиры, частной жизни и приверженностью садам. Так, Уильям Кент, архитектор из кружка Барлингтона, называл уже Палладио «мастером и руководителем для всех». Именно Барлингтон избрал виллу Ротонда как образец для построения собственного загородного дома в усадьбе Чизвик. А пейзажный парк Чизвик стал первым образцом пейзажного парка английского типа в стране. И копию виллы Ротонда и парк распланировал Уильям Кент, что сделало усадьбу образцом для именитых англичан, а Уильяма Кента — модным архитектором.

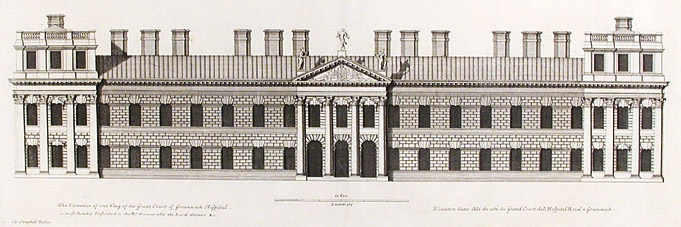
Госпиталь Гринвич, Англия, проект в стиле палладианства. XVII век.

Немного погодя документальное копирование сооружений Палладио в Британии прекратилось. Архитекторы отошли от схем Палладио, начали развивать только его идеи, принимать его формы и по-своему их использовать. Возникают величественные сооружения со сдержанным архитектурным декором, где архитектурно подчёркнуты только центр сооружений и их боковые объёмы (дворец Уобёрн Эбби). В этих сооружениях точно воспроизведены даже окна Палладио, колонные портики, но это уже было творческое продолжение установок мастера. По-своему их использовал архитектор-англичанин Джон Вуд Старший, который провёл реконструкцию курортного городка аристократов — Бата (с англ. — «баня») в графстве Сомерсет.
Бат перестраивали весь XVIII век. На волне археологической лихорадки и грабительских раскопок в Помпеях значительно выросла заинтересованность в античном искусстве и в Британии. Формы античных сооружений в застройке ансамблей курортного Бату и внесли отец и сын Джон Вуд старший и Вуд младший. Монотонные фасады были удачно совмещены с волнистыми, закруглёнными, дугообразными улицами и площадями, что внесло в планировку города природные формы, соединённые с зеленью скверов и парков. Бат стал английским городом с наибольшим количеством сооружений в стиле классицизм.

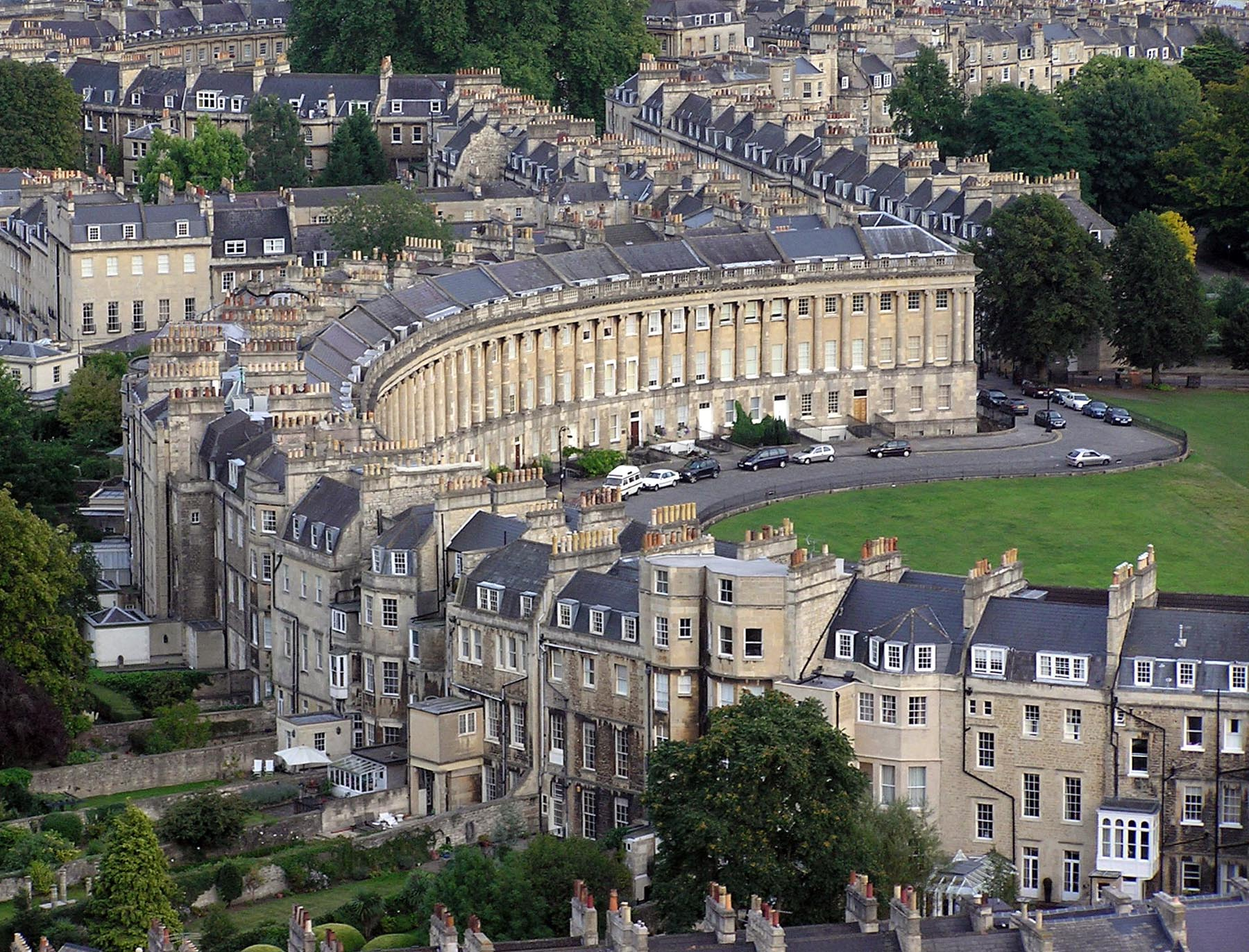
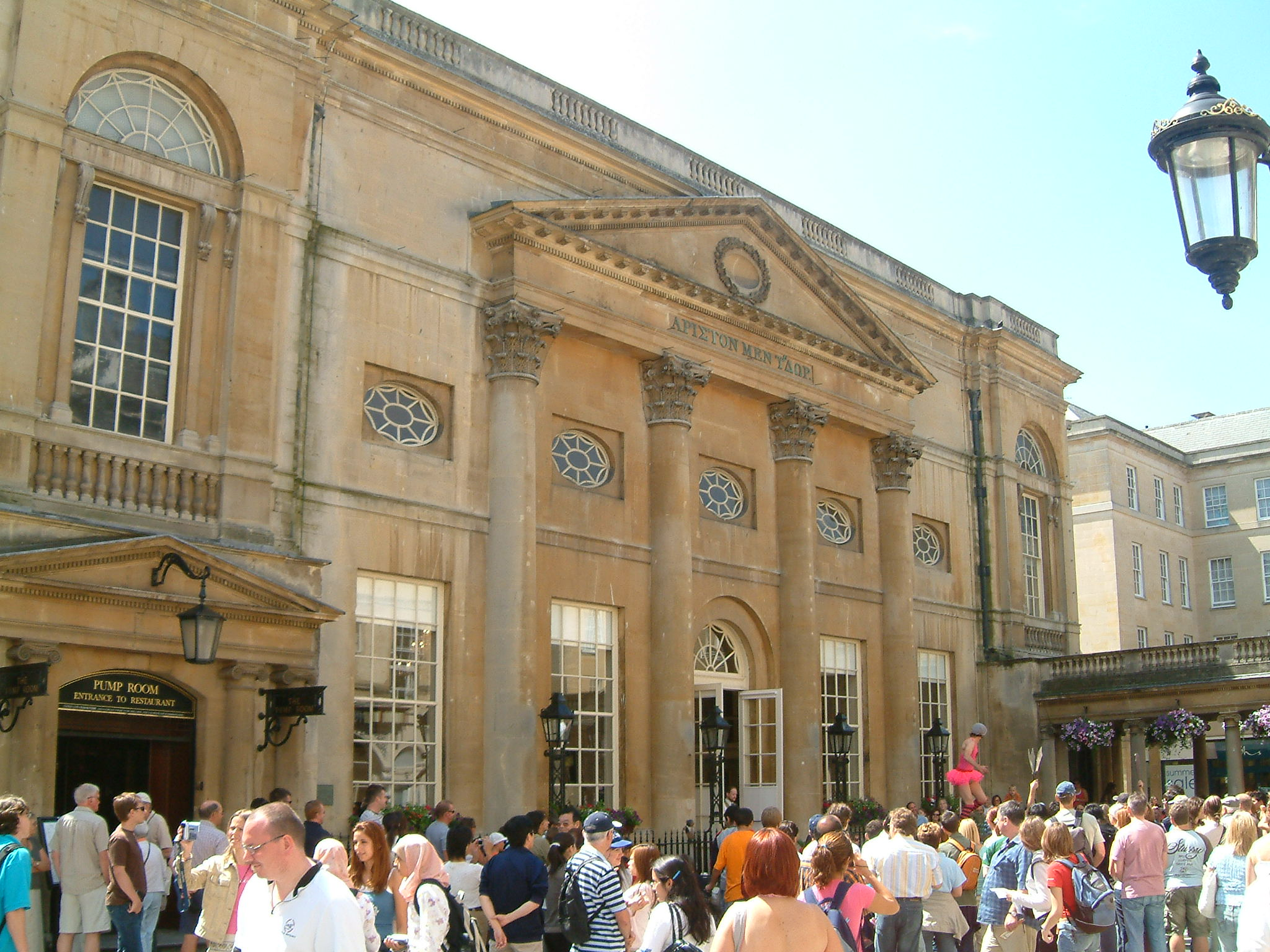
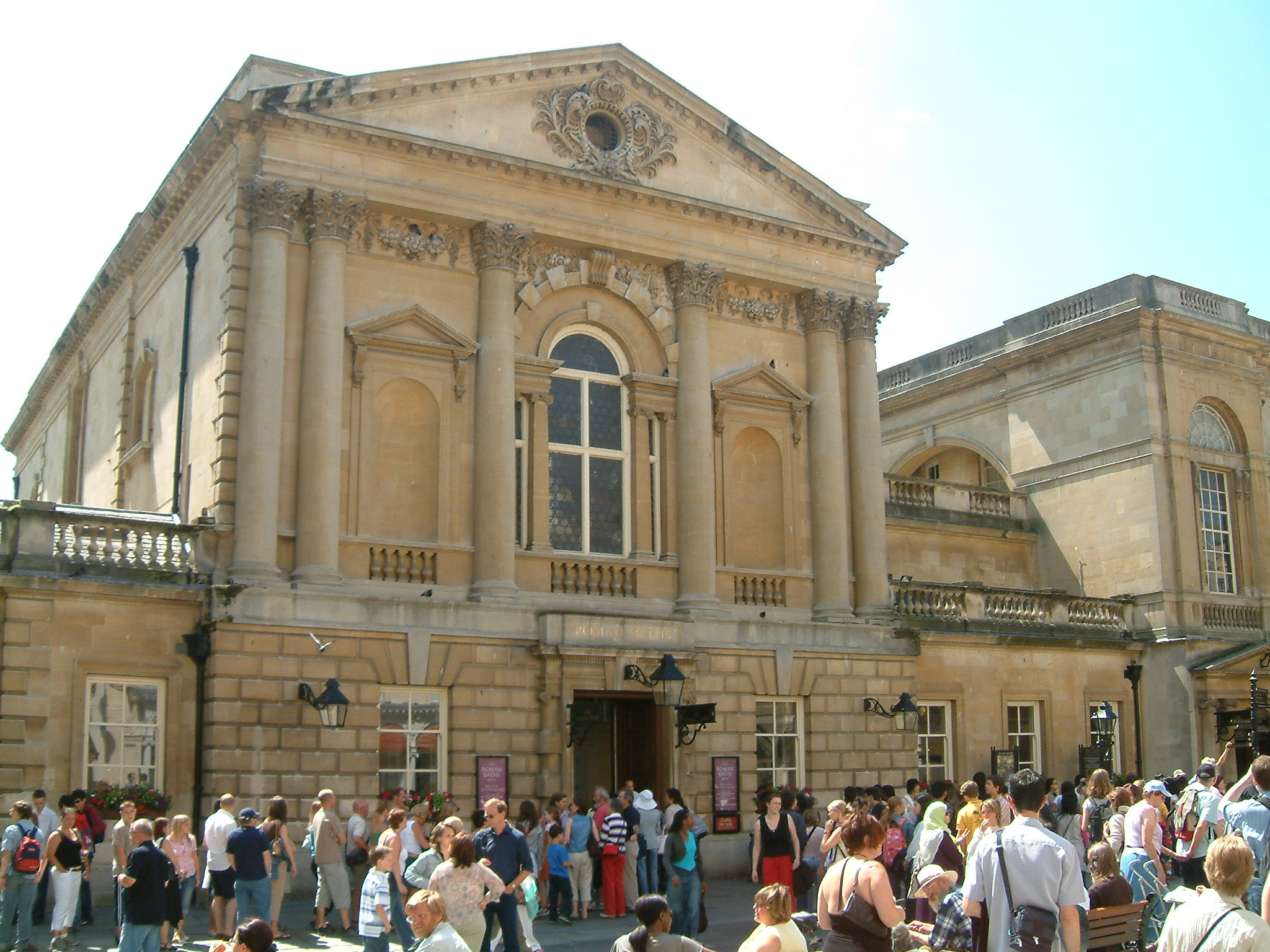
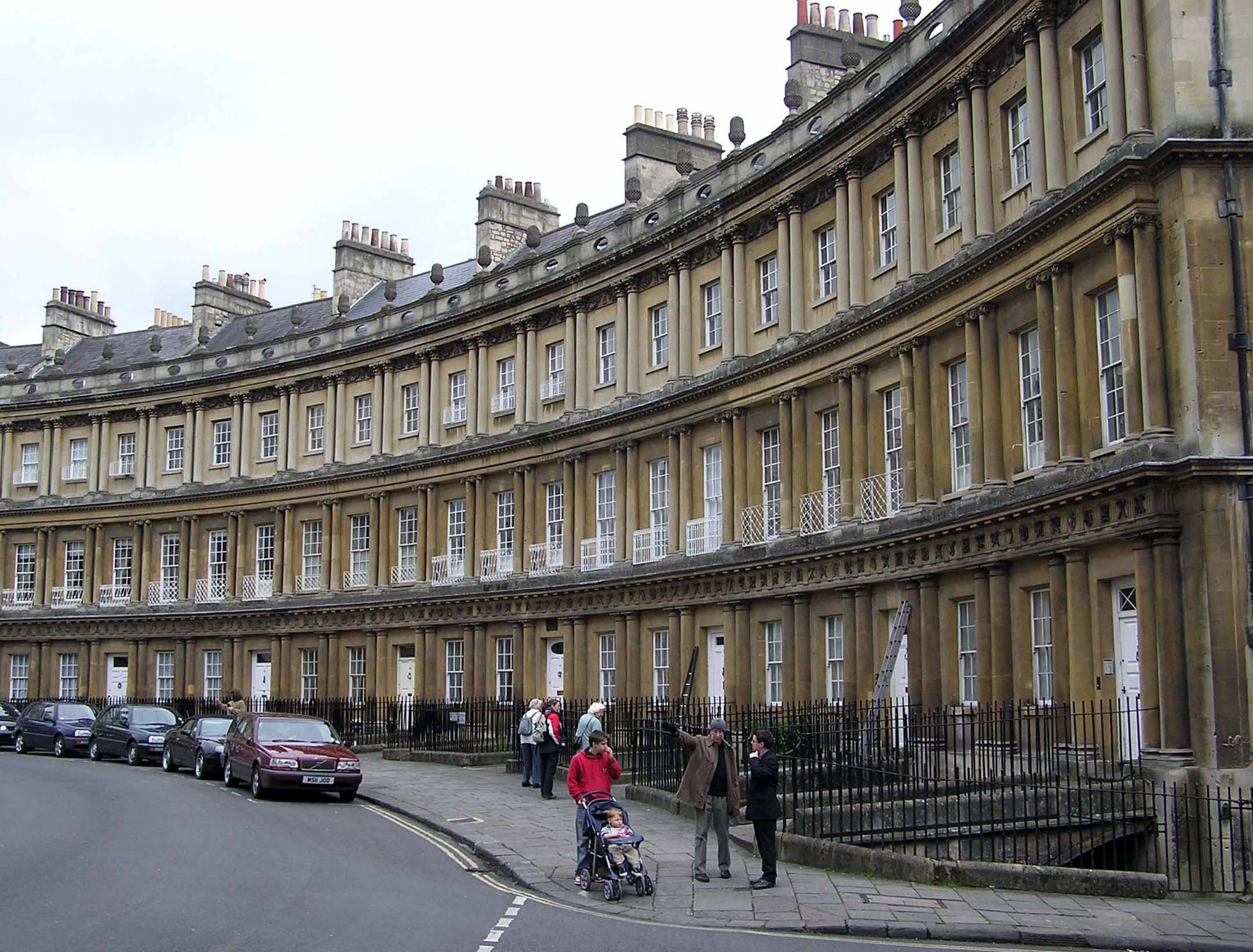

Вновь в 1768 году палладианство в Англии поддержала Королевская Академия искусств. Но в Академии идеи Палладио потеряли экспериментальный дух и быстро переродились в застывшие и однообразные рецепты. Палладианство и английский классицизм быстро стали омертвевшей схемой.

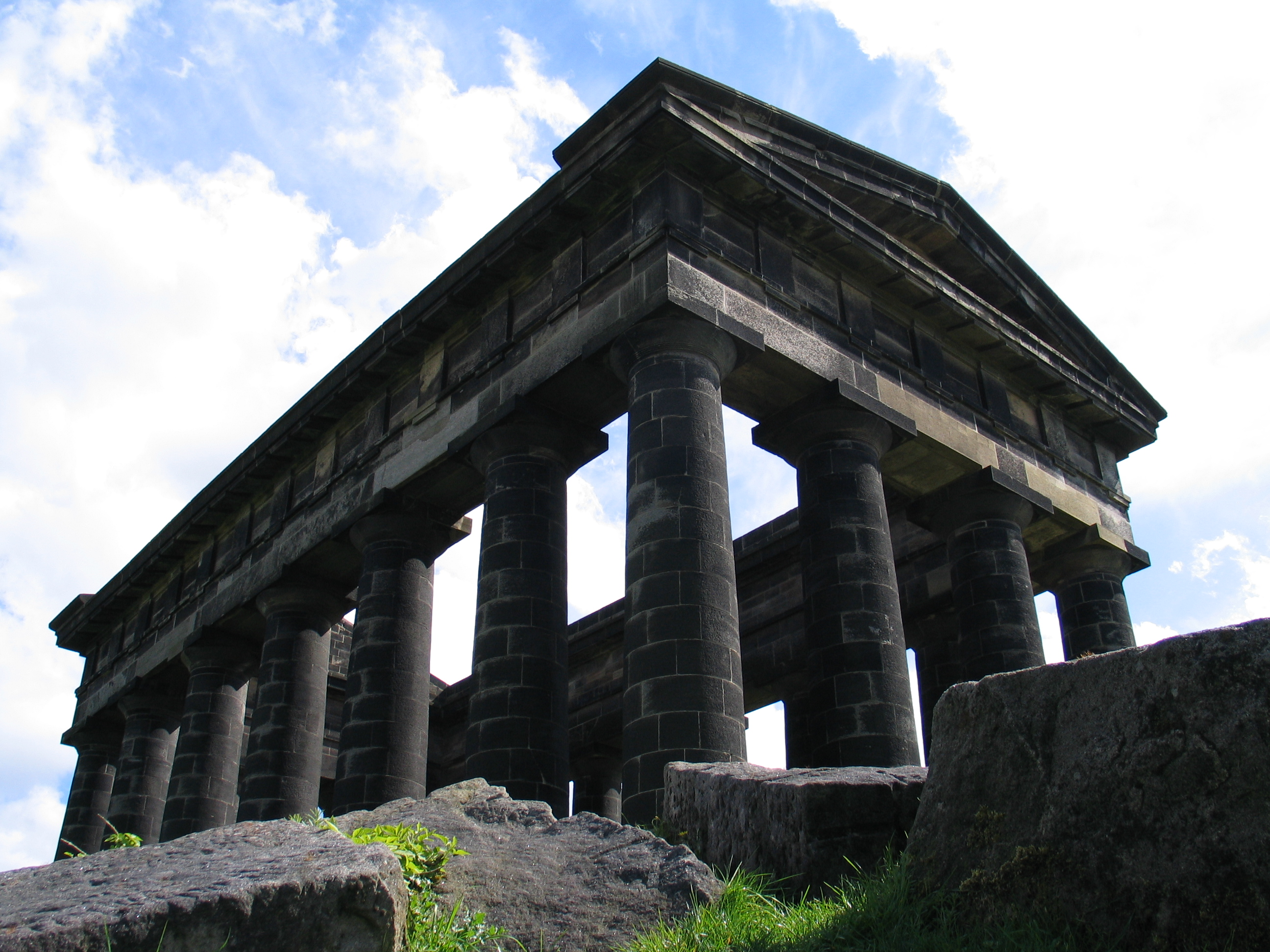
Монумент Пеншо

Образцом подлинной глупости, даже по мнению англичан, стал монумент Пеншо (Penshaw Monument) в городе Сандерленд (Северо-Восточная Англия). Это копия греческого храма Гефеста в Афинах, выстроенная в эпоху позднего английского классицизма в 1844 году, в знак почтения графу Даремскому, который стал первым английским губернатором Канады, монумент никак не был связан с личностью графа Даремского (кроме надписи, что не имело отношения к архитектуре). Сооружение не имеет крыши, нет и скульптуры губернатора в середине. На стены храма вели винтовые лестницы в одной из колонн. После несчастного случая (когда разбился юноша, упав со стены), лестницы были закрыты.

## Архитектура периода промышленной революции

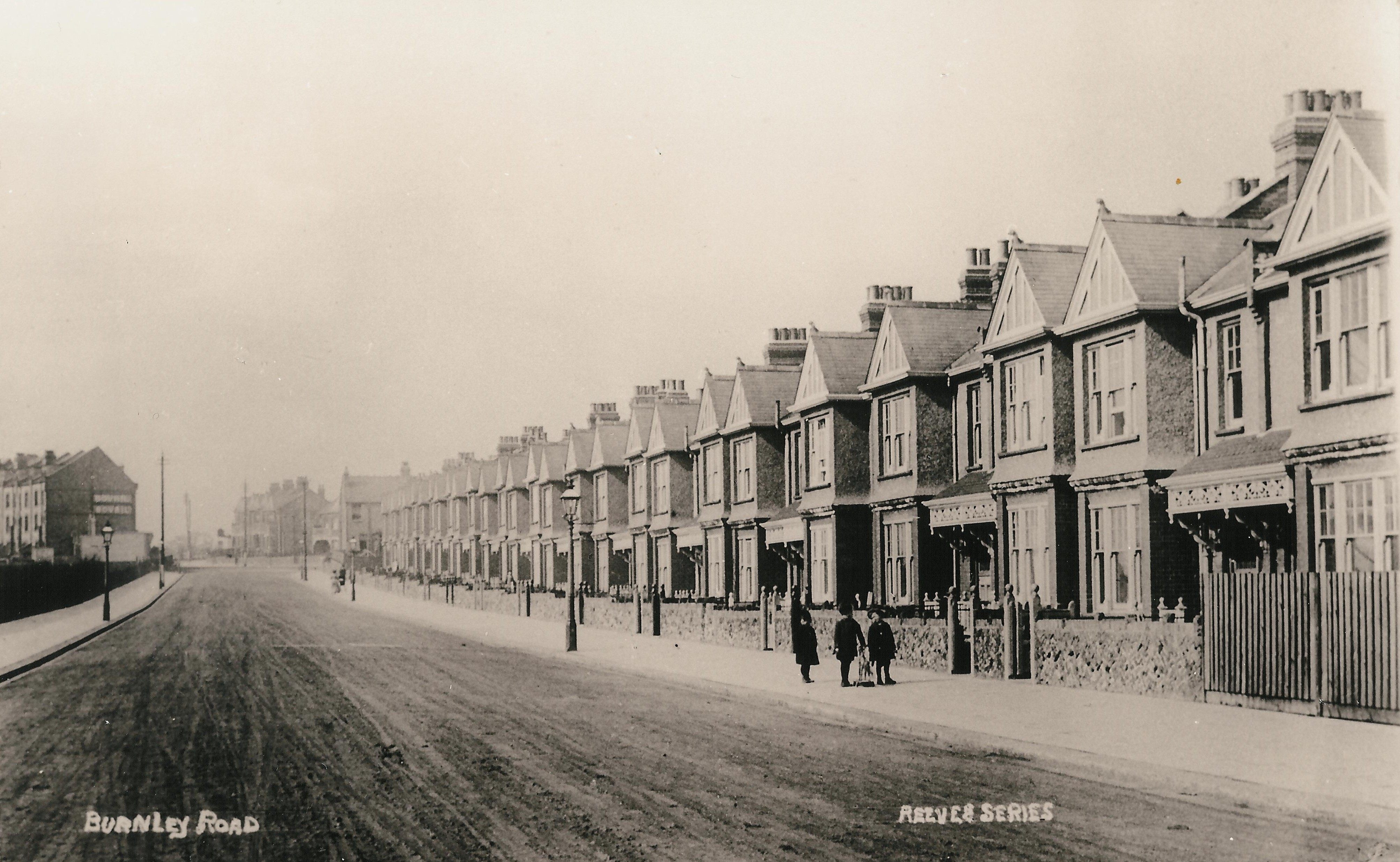
Барнли-роуд, Лондон, 1910 г.

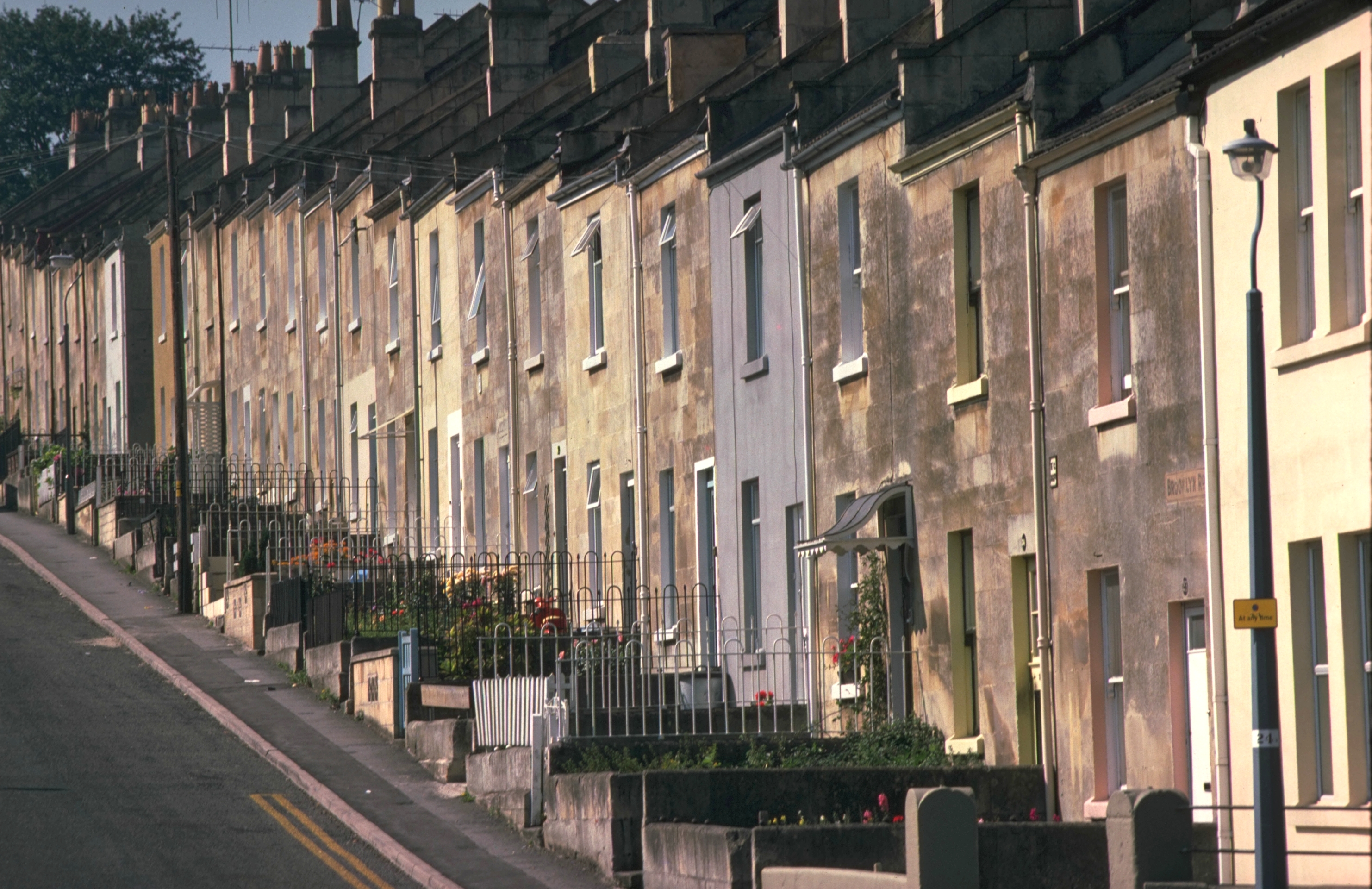
Бедняцкий район, Бат

В конце XVIII века Великобритания пережила промышленный переворот. Он изменил характер многих британских городов. Страна сельских усадеб, дубрав, тихих окрестностей с мельницами, прудами, каналами-шлюзами на глазах превратилась в страну металлургических печей, фабрик, заводов, доков — индустриальных пейзажей и задымлённых, засаленных городов. Над Британией поднялся лес промышленных труб и она среди первых узнала, что такое смог. 
Великобритания быстро превращается в колониальную метрополию. Архитектурный облик страны начали формировать не архитекторы, а рациональные инженеры.
Градостроительных законов не существовало. Капиталистическое производство сосуществует с хаотичной частной собственностью на земельные участки и путаной средневековой планировкой. Предприниматели начали массовое строительство чрезвычайно дешёвых жилых ячеек-клетушек для новой волны переселенцев-мигрантов из деревень. Улицы английских городов заполонили неприглядные ряды кирпичных домов в два этажа — внизу кухня с печкой на угле, выходы на улицу и в минисадик, наверху — единственная жилая комната на всех. Единообразные жилые ячейки строили наспех. Однообразие, бедность жителей и перенаселённость сделали эти районы городов прообразом будущих индустриальных трущоб.

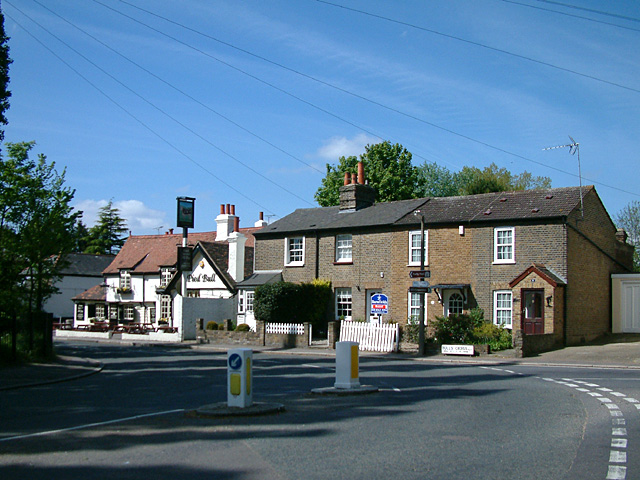
Бул-Кросс, Лондон
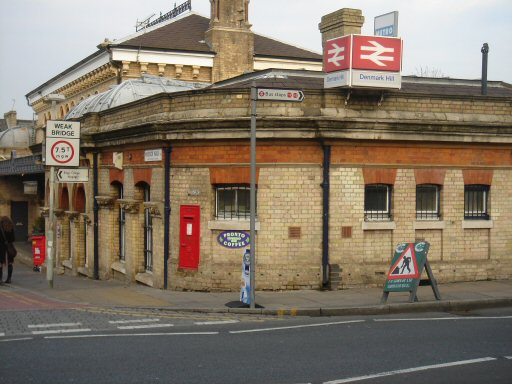
Денмарк, Лондон
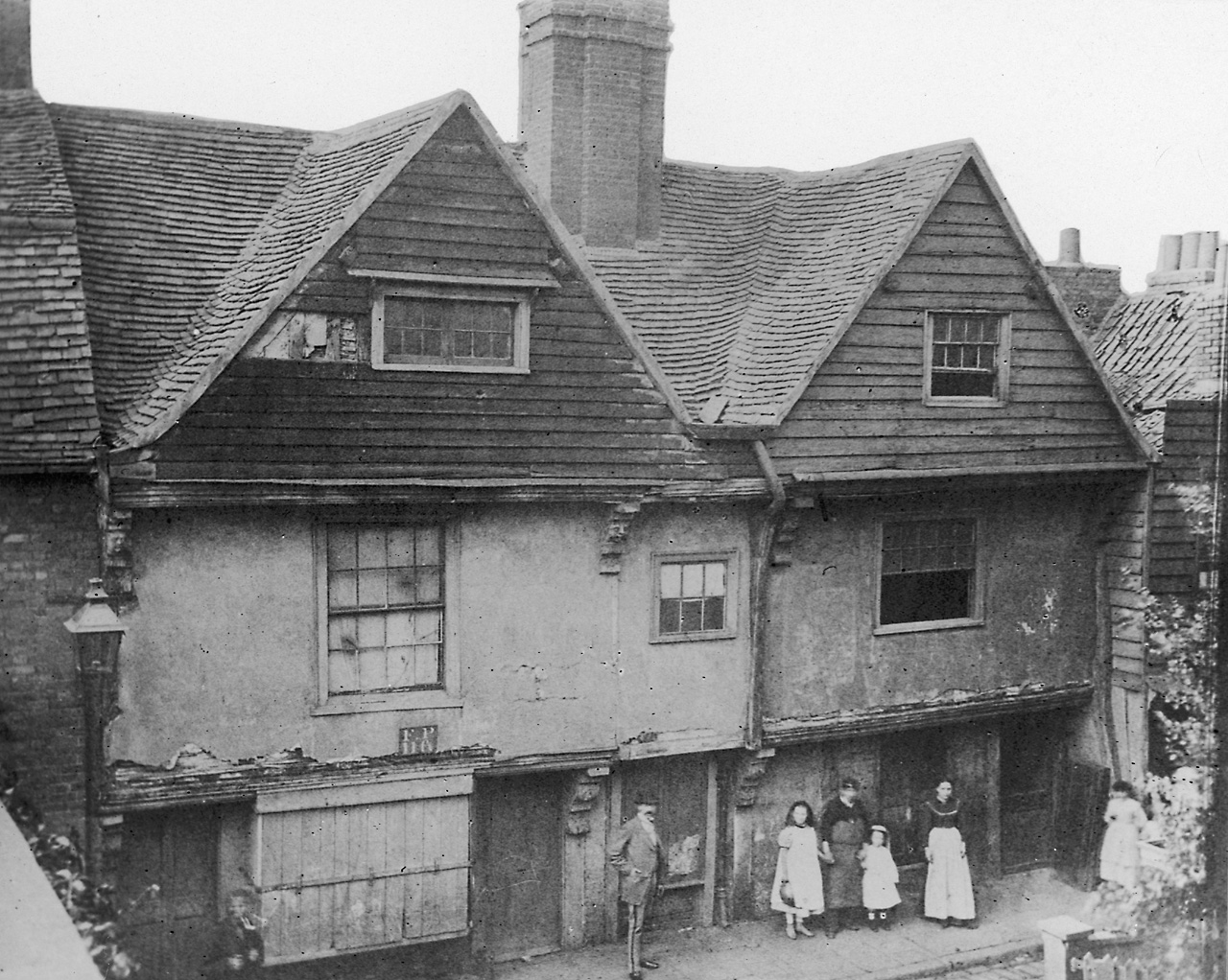
Дом Уолтера Рейли, 1890 г., Лондон
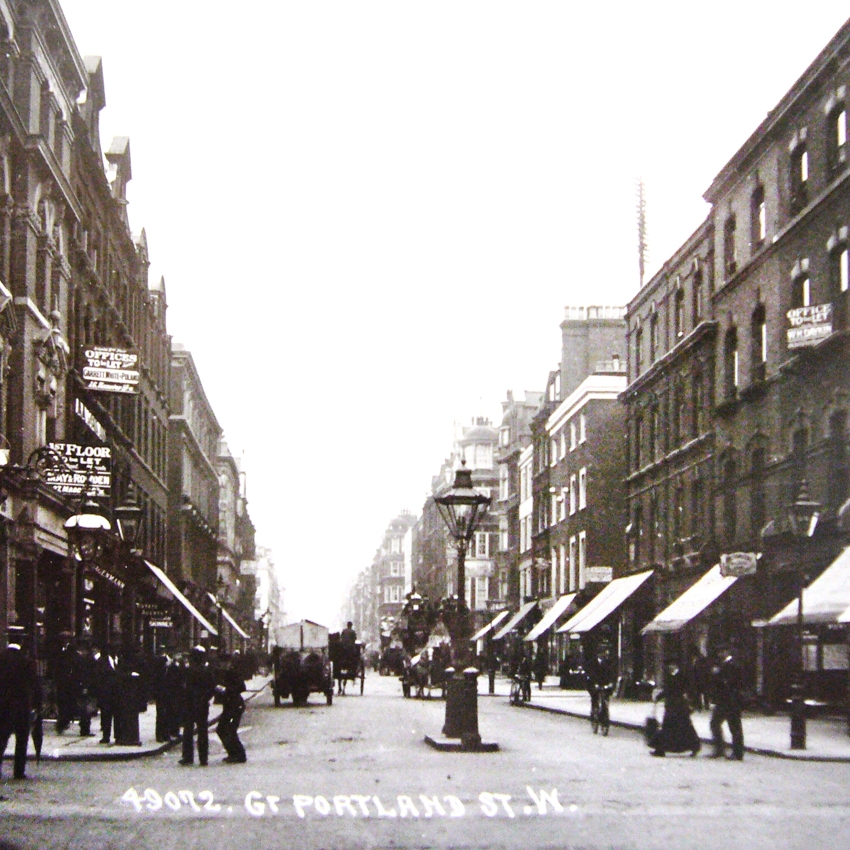
Грейт Портленд стрит, Лондон, 1905 г.

На фоне угнетающего однообразия и бедности рабочих районов выделялась буржуазная архитектура банков, бирж, судов, буржуазных и государственных учреждений.
По инерции главные сооружения колониальной империи ещё строят в стилистике классицизма — сухого, громоздкого, потерявшего способность к вариативности и новейшим решениям (Британский музей (Лондон), Сент-Джордж Холл в Ливерпуле, церковь Сент-Панкрас и квартал богачей Парк-Кресент (Park Crescent, London) в столице и т. д.). Подавляющий вид им придавала закопчённость фасадов, как и в бедняцких районах, и задымлённая атмосфера индустриальных городов.

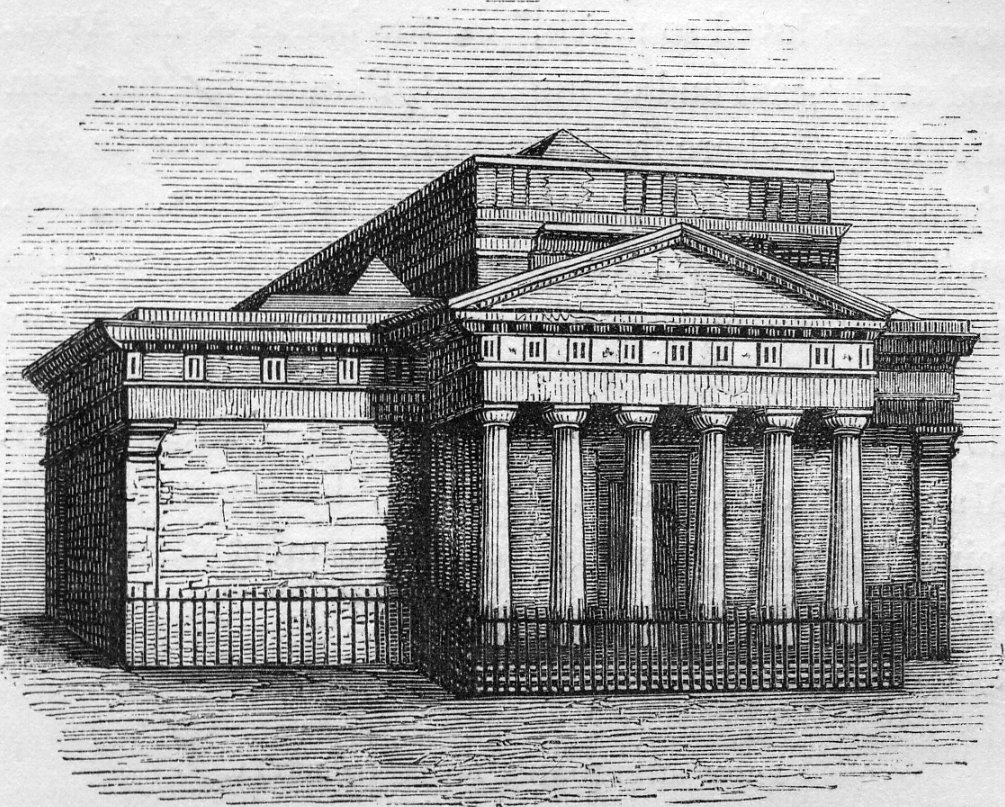
Королевский литературный институт, Бат.
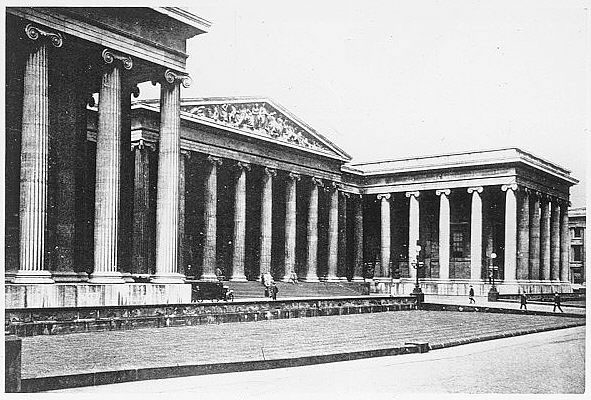
Фасад Британского музея.
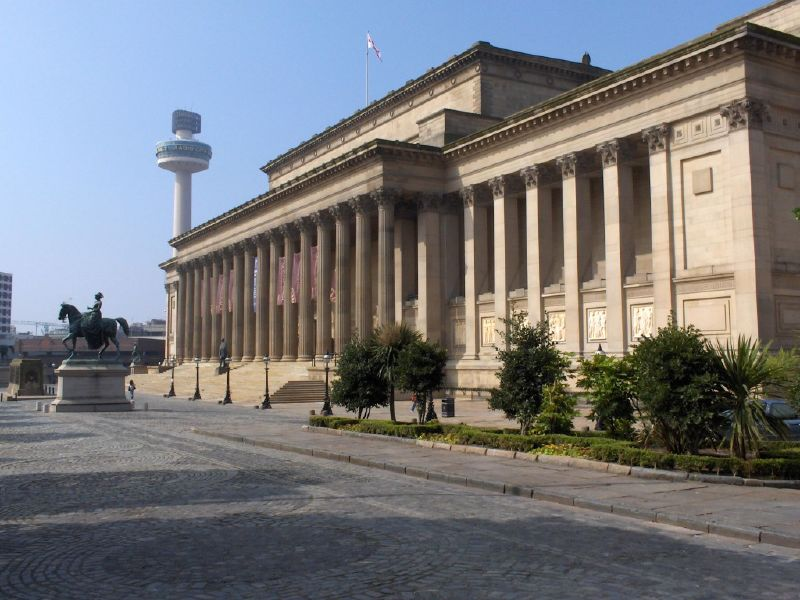
Зал суда Сент-Джордж Холл, Ливерпуль.
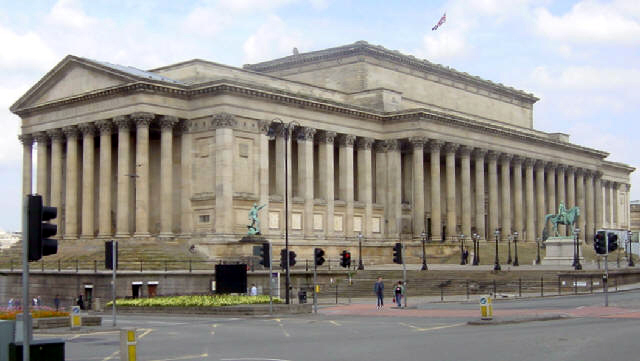
Зал суда Сент-Джордж Холл, второй фасад, Ливерпуль.

Социальное напряжение в обществе снимают различными средствами:
- создание среднего класса мелких собственников;
- благотворительность;
- скрытая поддержка эмиграции в колонии (британская Индия, британская Канада, Южная Африка, Австралия);
- высылки мелких преступников в Австралию.

Такая политика давала свои плоды. Великобритания вошла в период довольно спокойного существования и развития без революций и восстаний примерно на 350—380 лет. Апогеем устойчивого развития парламентской монархии были десятилетия в эпоху королевы Виктории.
Утопические идеи о построении идеального города дожили до XVIII века. Противоречия эпохи и условия промышленного переворота активизировали поиски идеи справедливого (идеального) общества, реального построения города-общества свободных тружеников. Акцент был перенесён с архитектуры на общественное устройство, идею справедливости, равенства граждан и т. п. Архитектуре отведена подчинённая, функциональная роль, хотя некоторые проекты напоминают гигантские дворцы и не лишены сказочной гигантомании (фаланстер Шарля Фурье, трудовые колонии-коммуны Роберта Оуэна) (1771—1858).
Оуэн предложил колонии-коммуны как средство борьбы с попрошайками и безработицей, а затем, и как средство общественного переустройства на мирных, неагрессивных началах. Будучи совладельцем крупного текстильного предприятия, он потратил деньги сначала на построение идеального поселения в Орбистони (Шотландия), а после эмиграции в США — в поселении Нью-Хармони. Без государственной поддержки и в условиях частной собственности идея не сработала и закончилась поражением как и в Британии, так и за океаном.

## Неоготика XIX века

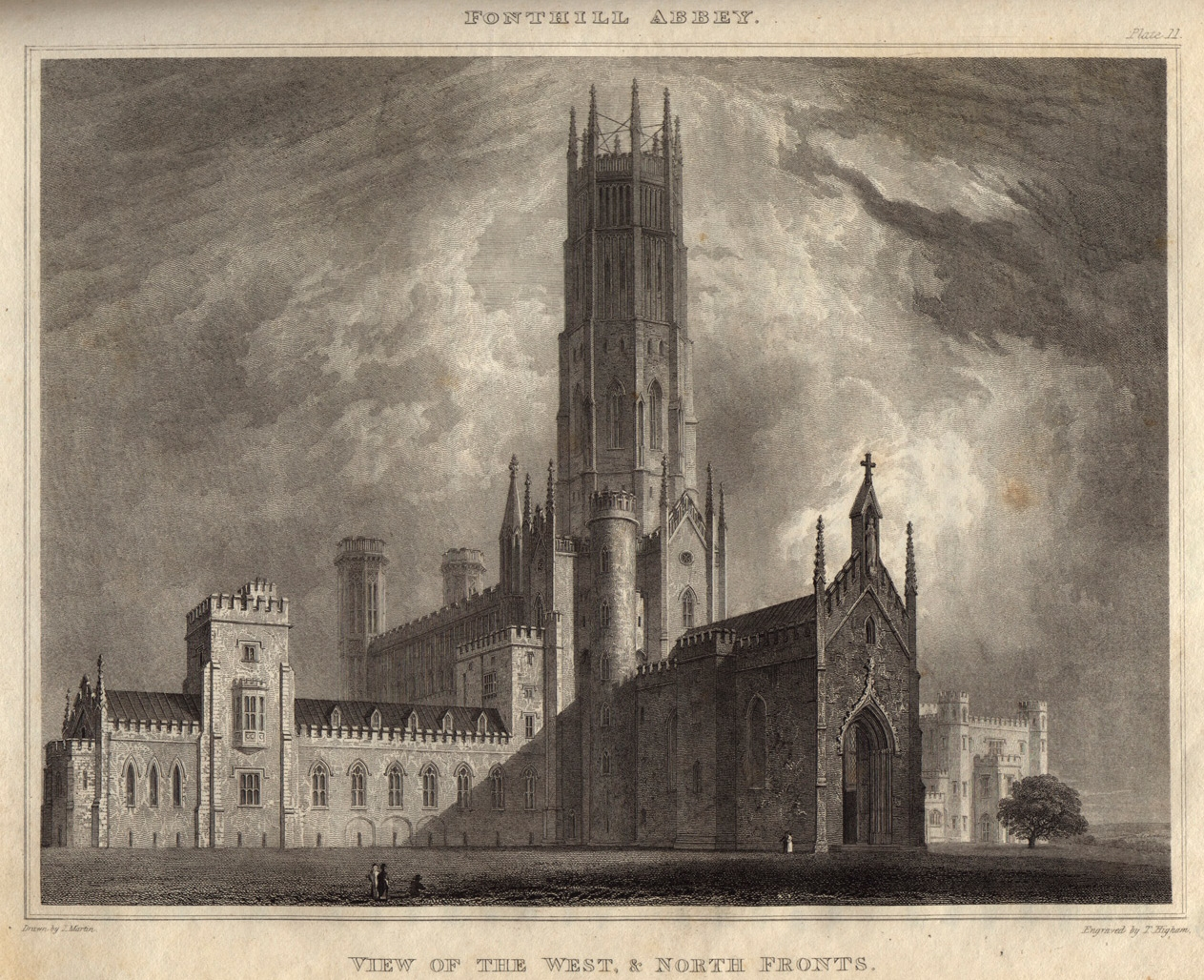
Фонтхилл-эбби — усадьба английского писателя Уильяма Бекфорда со 100-метровой неоготической башней, которую строили в 1795—1813 гг.

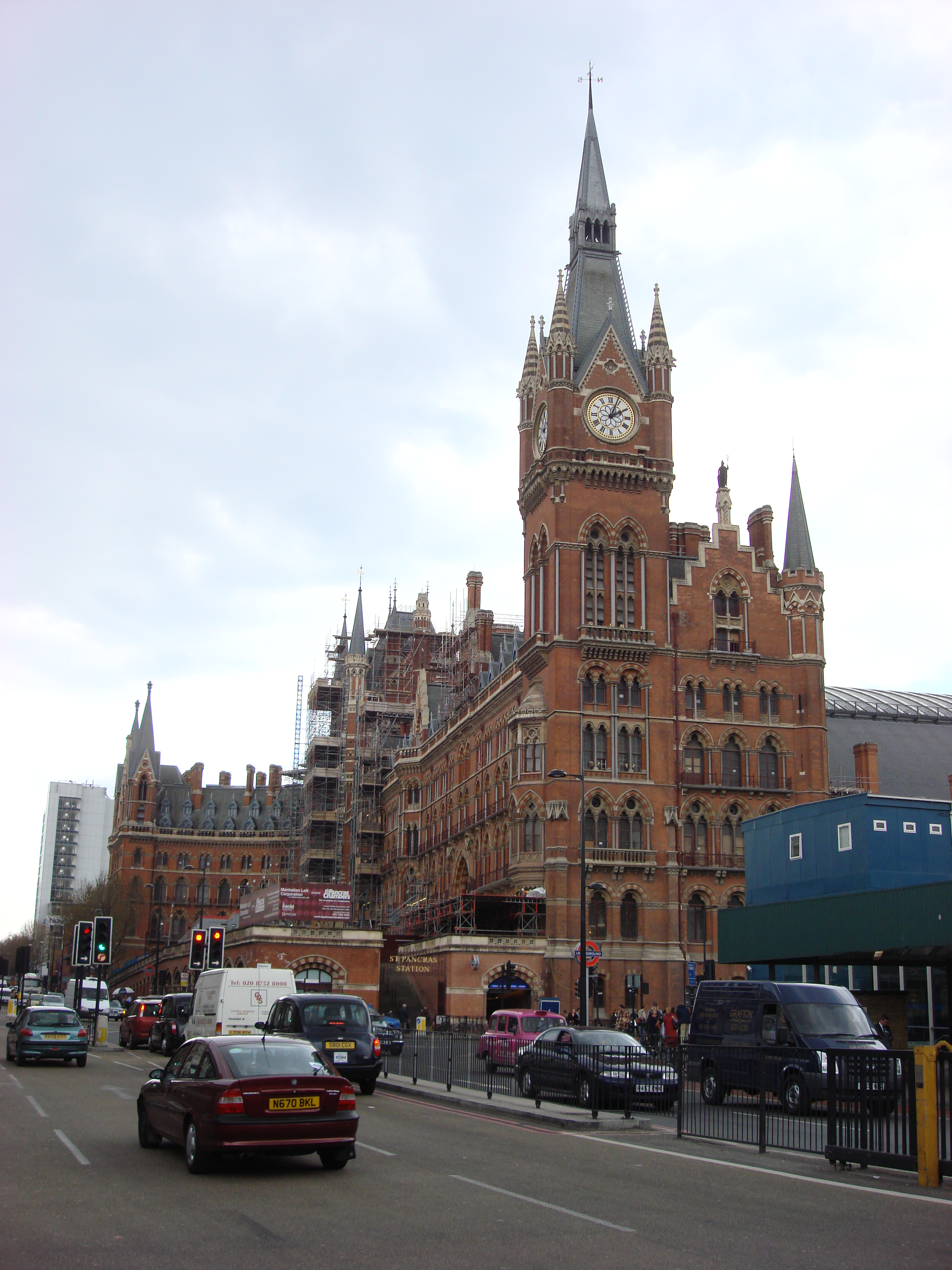
Вокзал Сент-Панкрас, Лондон, пример неоготического декора, наложенного на современные металлические конструкции. 1865—1868 гг.

Начало восстановления английской готики — неоготика — началось в Британии в конце XVIII в. из-за поисков национального архитектурного стиля и из-за разочарования английских деятелей в идеалах французской революции 1789—1793 гг.
Сын мэра Лондона, Уильям Бекфорд, в 1795 г. начал строительство в Уилтшире собственной усадьбы Фонтхилл-эбби. Изюминкой проекта стала восьмиугольная 90-метровая башня, которая трижды за 30 лет рушилась. Усадьба Бекфорда и его скандальная известность имела влияние на современников, а её сенсационная «слава» наделала шума в Европе. После смерти владельца башня в очередной раз обвалилась, и усадьбу разрушили.
Но опыт не пропал даром. Инженерная школа британцев с XVII в. заняла ведущие позиции в Европе. В XIX в. между англичанами, французами и немцами возник спор по поводу того, где именно возникла европейская готика. Но первое место в восстановлении форм средневековой архитектуры заняла Великобритания. Были использованы новые инженерные достижения при сохранении средневековых готических форм. Так возникла неоготика XIX века. В эпоху королевы Виктории Британская империя как в метрополии, так и в колониях провела массовую застройку в неоготичном стиле, официально поддержанном буржуазным правительством. Даже сооружение нового Парламента в столице, ставшее визитной карточкой Лондона и разошедшееся в тысячах листовок и изображений по всему миру, состоялось по канонам неоготики. Этот же стиль использовался архитекторами при постройке университетских корпусов Британии и Соединённых Штатов. С тех пор архитектурный облик многих университетов по обе стороны Атлантического океана сформировала именно неоготика и поздний классицизм.
Но даже в самой Британии не все одобрительно восприняли такую архитектуру. Пылкий сторонник средневекового искусства, писатель и теоретик искусства Джон Рёскин не одобрял неоготику в архитектуре. Его раздражали исторические стили XIX века как несамостоятельные, вульгарные, с присущей им хаотичной застройкой городов и сёл. Но новый, самостоятельный архитектурный стиль в XIX веке так и не был рождён. Призывы Рёскина лишь обозначили одну из проблем Англии XIX века, но не могли помочь её разрешению.

### Хрустальный дворец
В XIX в. Британская империя заняла первое место в мире по мощи торгово-экономического потенциала. Уверенность в собственном могуществе позволила дельцам Британии организовать в Лондоне Первую всемирную выставку (1851). Для показа экспонатов разных стран и был создан особый дворец-павильон. Выставочный зал площадью более 90 000 м² мог принять 14 тыс. посетителей. Название сооружению «Хрустальный дворец» дали журналисты из «Панча», которые сначала критиковали проект, а затем поддержали. Автором сооружения был не архитектор, а инженер по оранжереям Джозеф Пакстон. Конструкция позволяла быстро накрыть стеклянной крышей значительный земельный участок и уложиться в строгое требование не уничтожить ни одного дерева в Гайд-парке, где создали Дворец. План сооружения и его архитектура были примитивны, но удивляли использованием новых материалов — железные несущие конструкции и стекло в качестве наполнения стен и крыш. Удивлял и новый принцип уважения к окружающей природной среде, когда архитектура сосуществует с природой, а не агрессивно вмешивается в неё и разрушает.
Судьба «Хрустального дворца» по окончании выставки драматична: демонтаж, перенос, использование не по назначению, пожар, разрушение. Но Дворец заложил базис новейшей индустриальной архитектуры, которая разовьётся в XX в. Лучшие образцы этой архитектуры XX века прислушиваются к природе и мирно сосуществуют с ней.

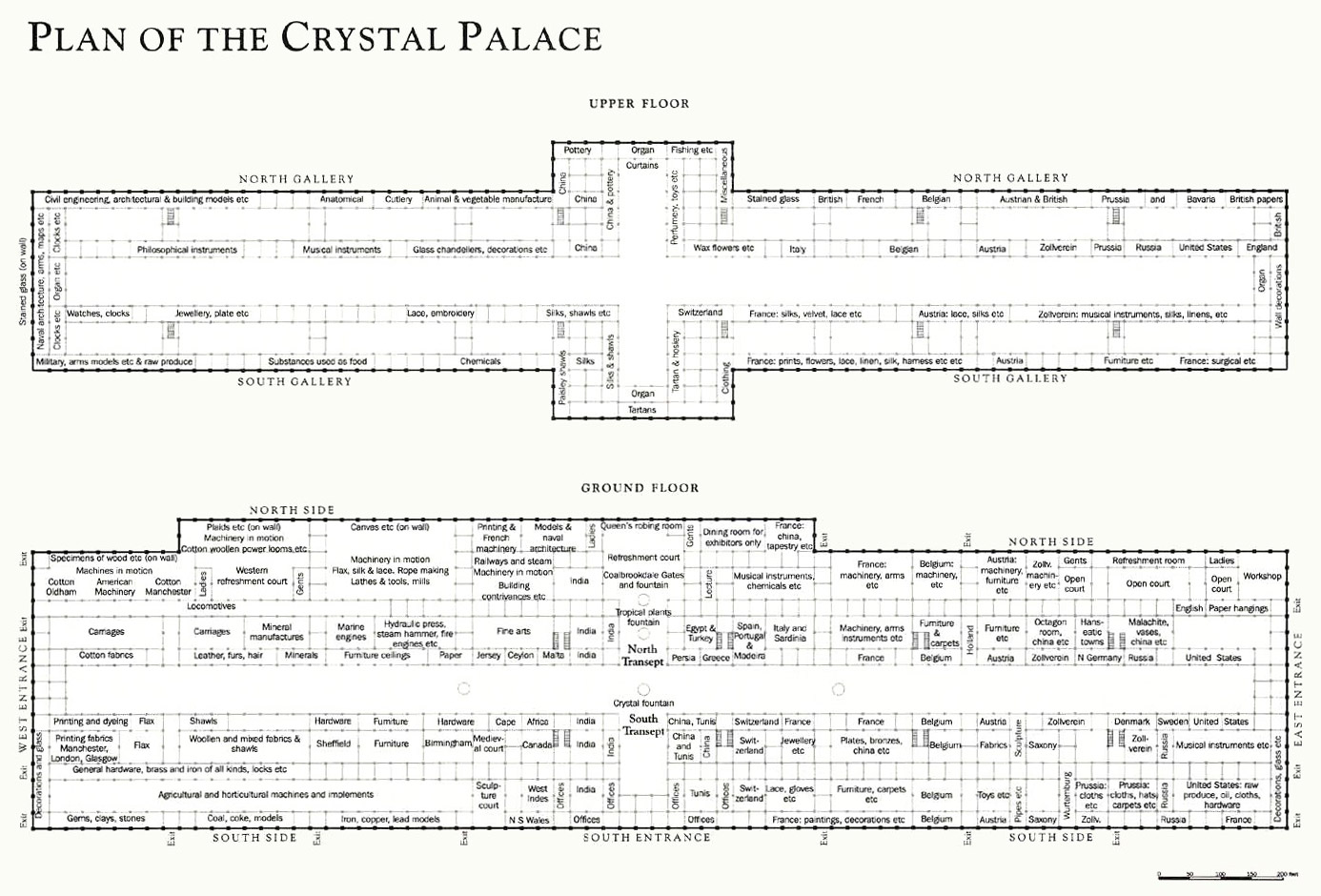
План «Хрустального дворца»
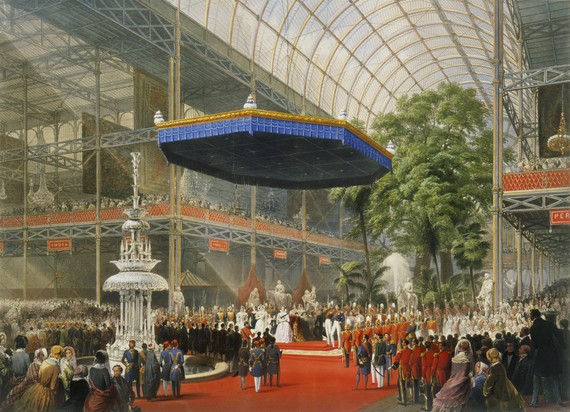
1851. Королева Виктория и придворные на открытии выставки
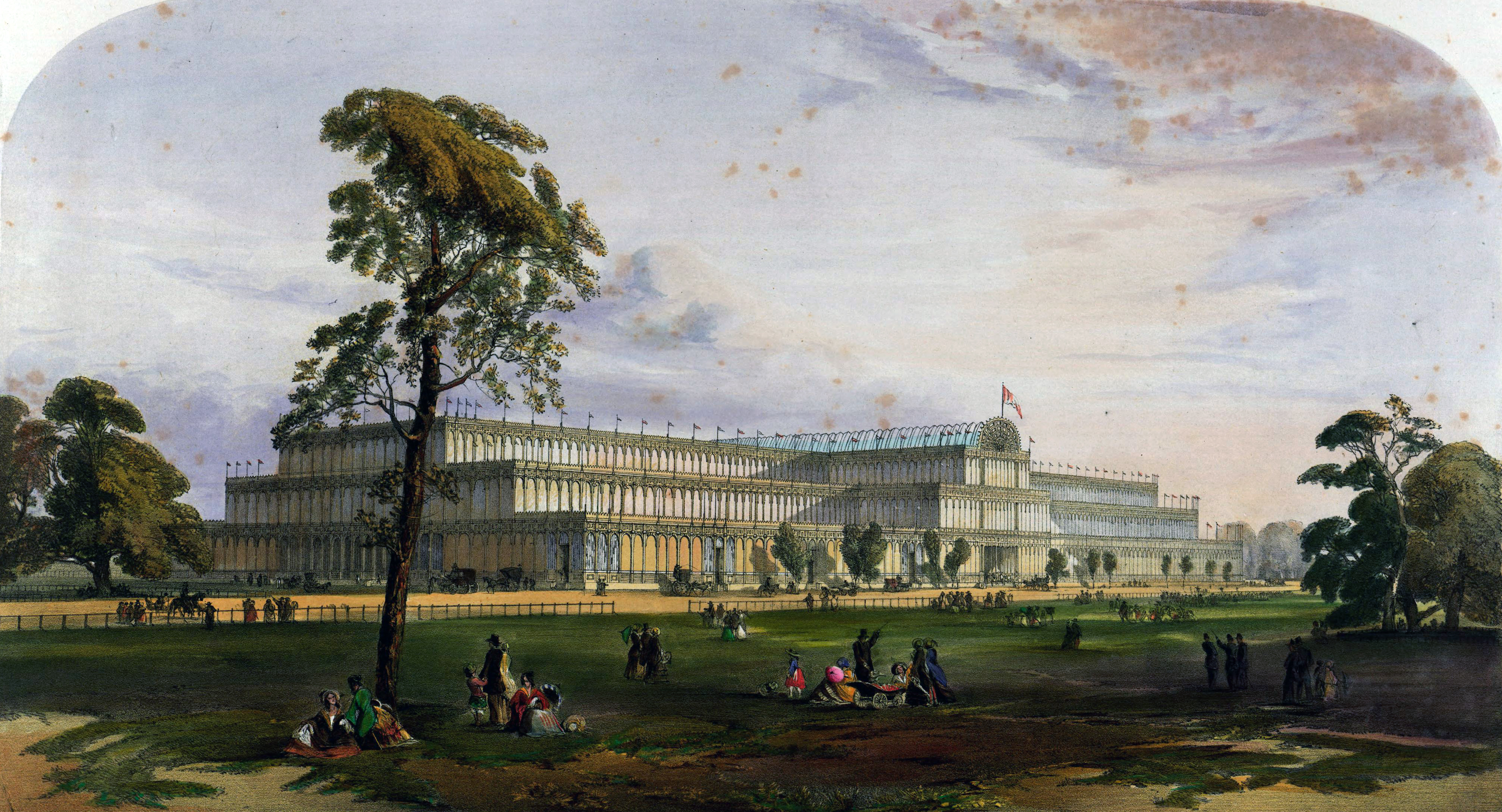
1851 г. «Хрустальный дворец» в Гайд-парке

## XX век. Современная архитектура

### Модернизм

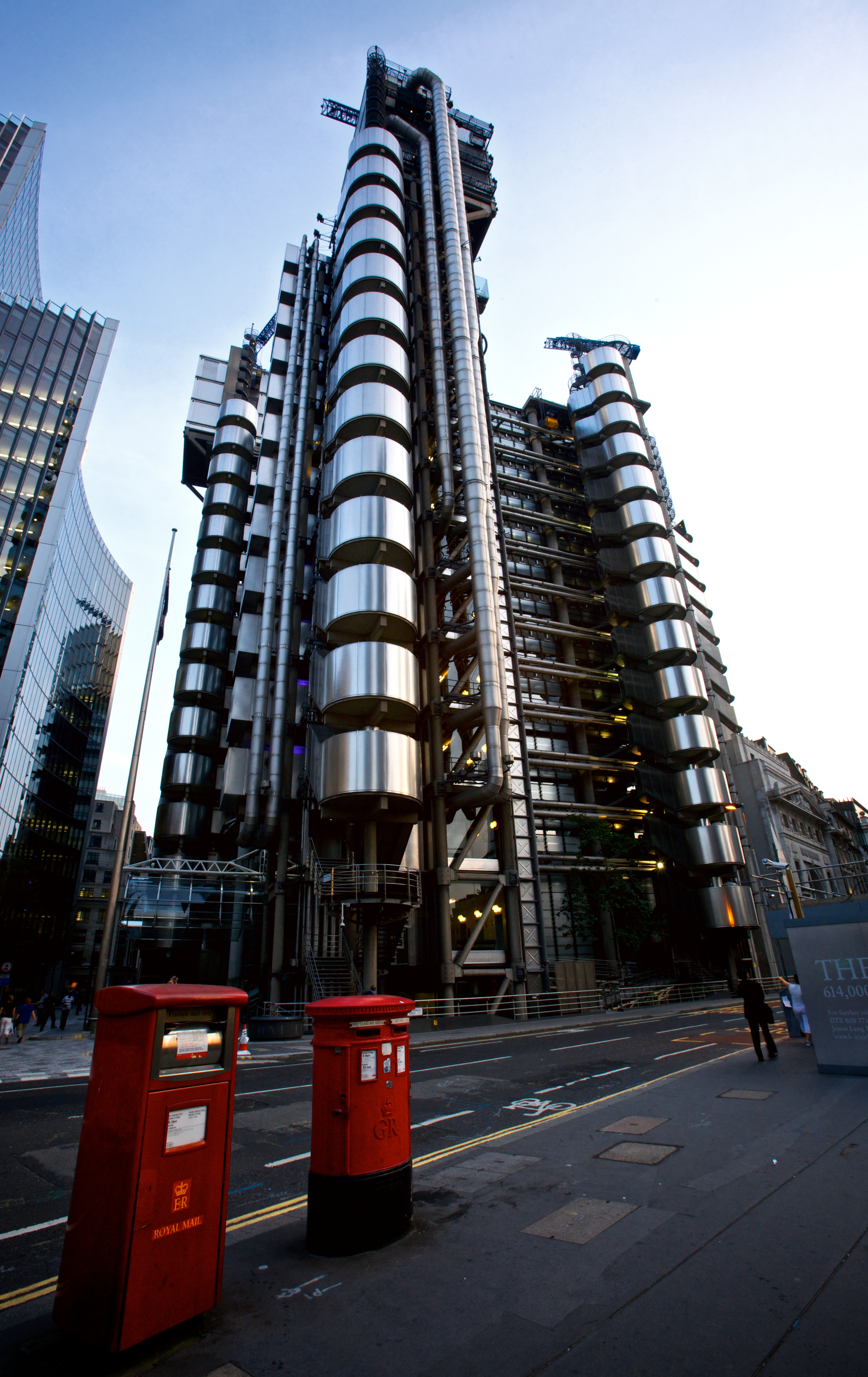
Ллойдс-билдинг (Lloyd's building) — яркий пример архитектуры в стиле хай-тек

Архитектурный модернизм возник перед Первой мировой войной и пришёл из континентальной Европы. Это направление в искусстве вызвало значительный интерес для некоторых английских архитекторов. Приезд зарубежных архитекторов, таких как Мендельсон и Лубеткин, обосновал позиции современной архитектуры в Англии.
Восстановление, последовавшее после Второй мировой войны, во многом изменило английское искусство и зодчество. Преобладавшая строгость архитектурных черт говорила о том, что многие дизайнерские решения продиктованы стоимостью проектов; однако, появлялись и новые течения. Одним из таких движений был брутализм, с его поисками новых средств выразительности. Это, в частности, интерес к локальному цвету, пластичной броской «модернистской» форме, остро-выразительным фактурам. В подобном стиле построены, например, Hayward Gallery, Центр искусств Барбикан и здание Королевского Национального театра.
После Второй Мировой войны изменилась и политика градостроительства, активно начало применяться массовое жилищное строительство. Для обеспечения жильём прибегали в том числе и к постройке с нуля новых городов. Как и в СССР и других социалистических странах, в Великобритании, хоть и в меньшем масштабе, стали строить многоквартирные дома.

### Хай-тек
Архитектурный стиль хай-тек (англ. High-Tech) возник как попытка оживить язык модернизма, черпая вдохновение из технологий для создания нового архитектурного выражения. Теоретическая работа архитектурной группы Аркигрэм черпала значительное вдохновение из Хайтек-движения. Высокотехнологичная архитектура в основном связана с небытовыми зданиями, что, возможно, связано с характером технологической образности.
В Британии были постpоены несколько разводных мостов совершенно оригинальной и непривычной конструкции (напр., Мост Миллениум, Сворачивающийся мост в районе Паддингтон в Лондоне).

### Постмодернизм

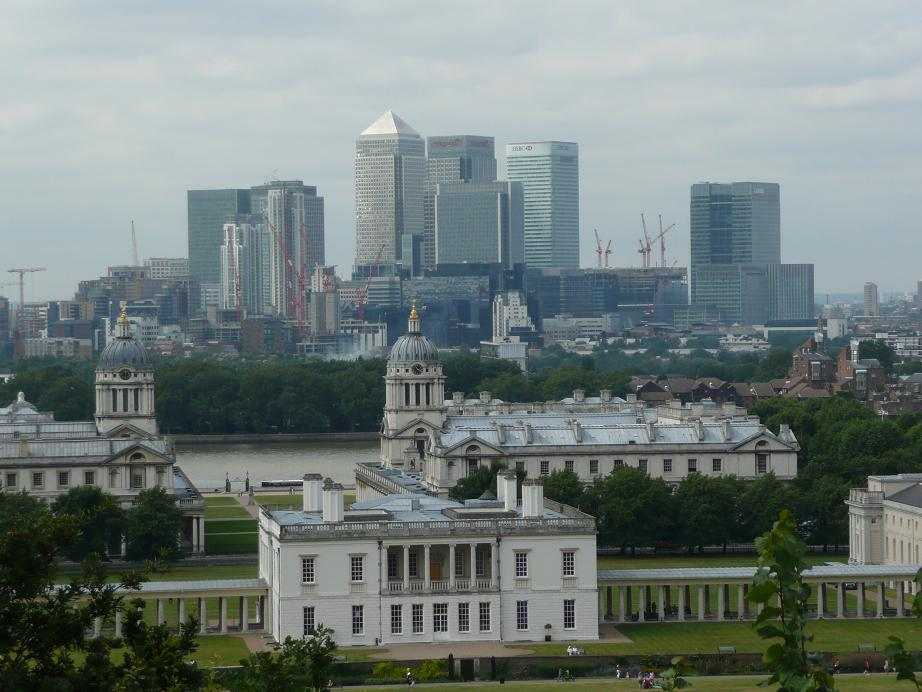
Застройка неподалёку от Гринвича

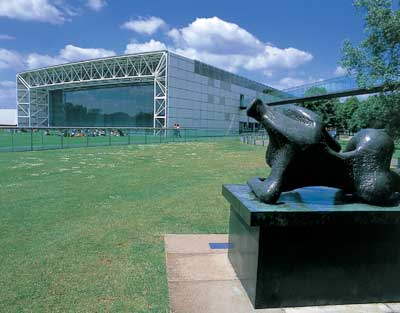
Центр Визуального искусства Сэйнсбери

Постмодернистская архитектура также была попыткой обогатить современную архитектуру. Стиль вошёл в моду в 1980-х годах, когда связанный с социальным государством модернизм устарел. Этот стиль носят многие торговые центры и офисные комплексы, например Бродгейт (Broadgate). Известные британские архитекторы этого направления — Джеймс Стирлинг и Терри Фаррелл (хотя последний вернулся к модернизму в 1990-х). 
Показательным примером постмодернизма является Новое крыло Национальной галереи в Лондоне работы Роберта Вентури.

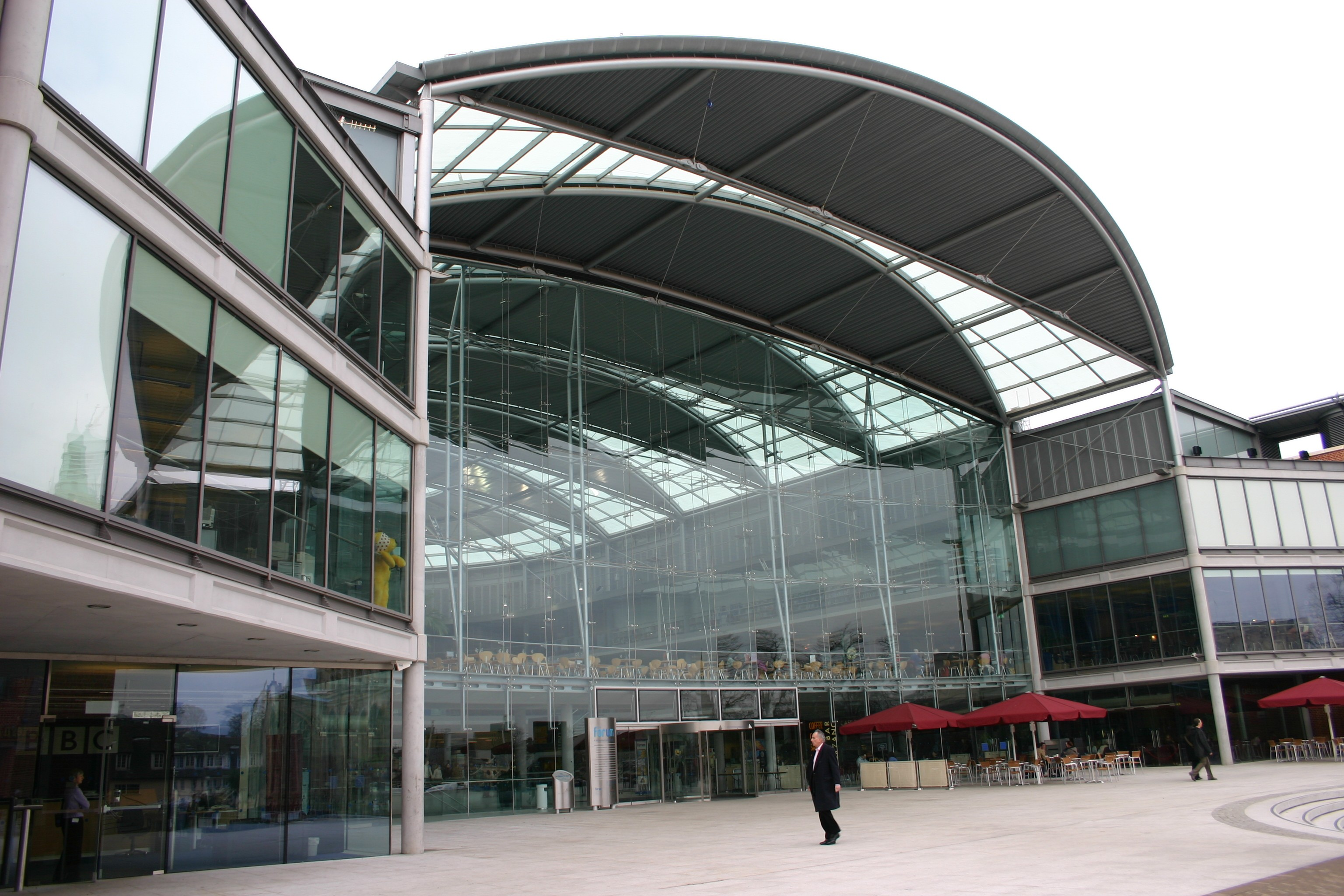
Нориджская Миллениум-библиотека и Форум
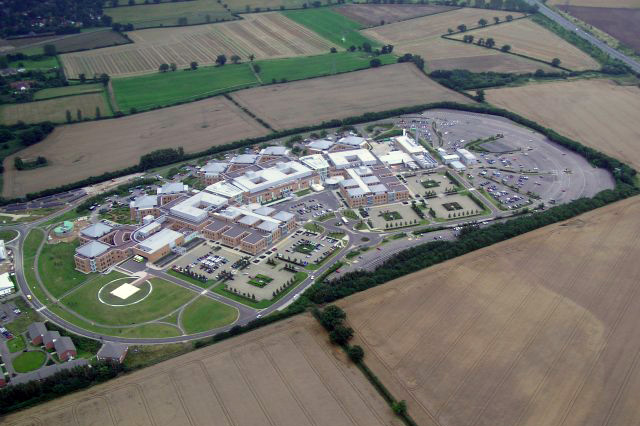
Университетская больница, Норфолк
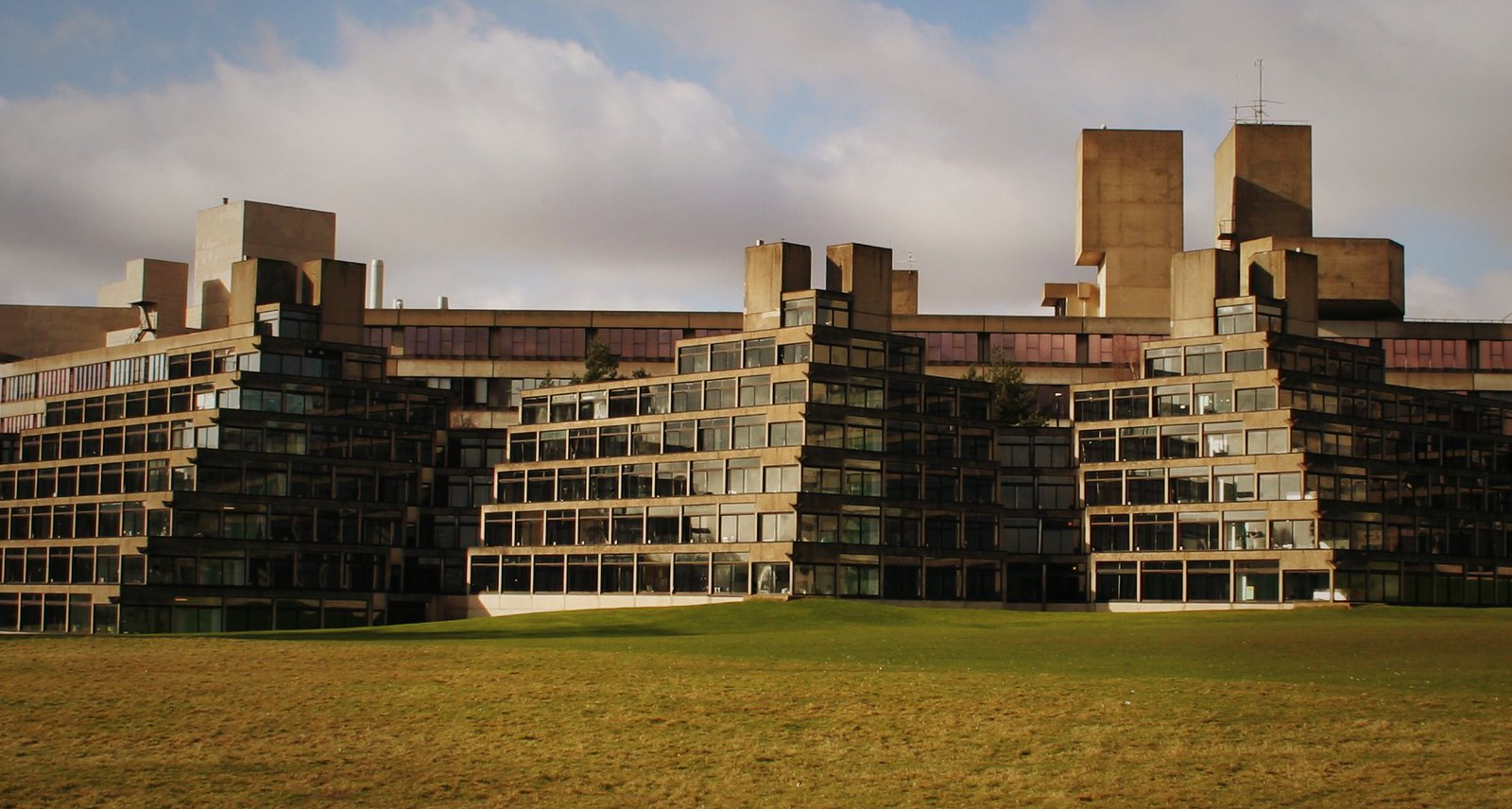
Университет Восточной Англии, Норфолк
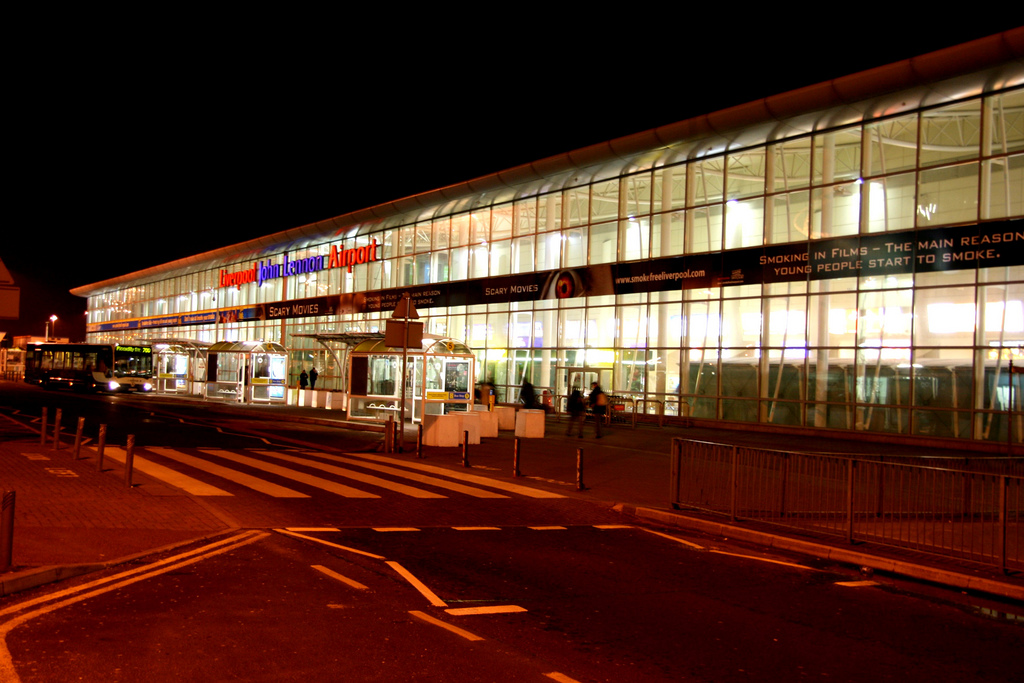
Аэропорт Джон Леннон, Ливерпуль
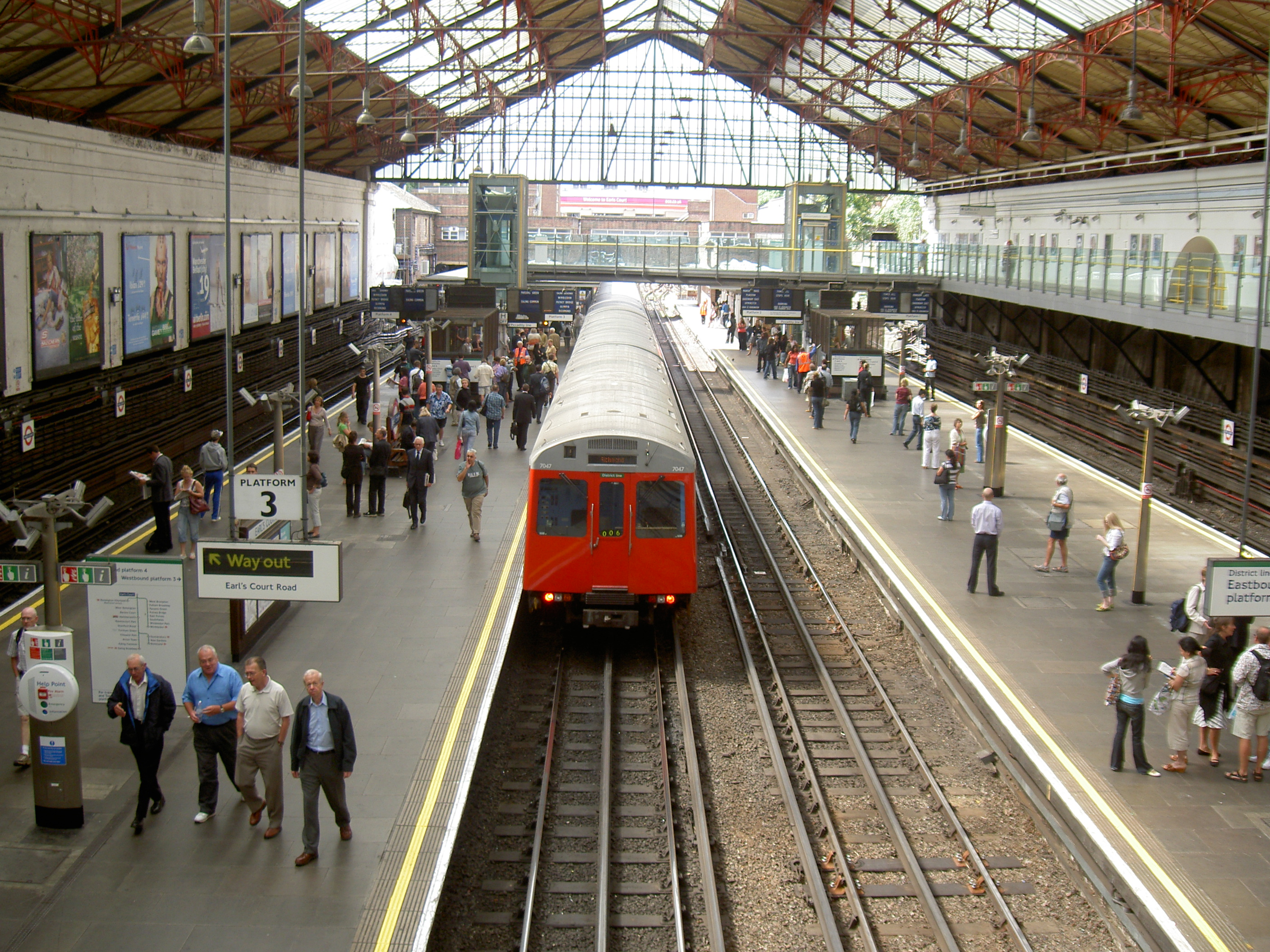
Лондонская подземка
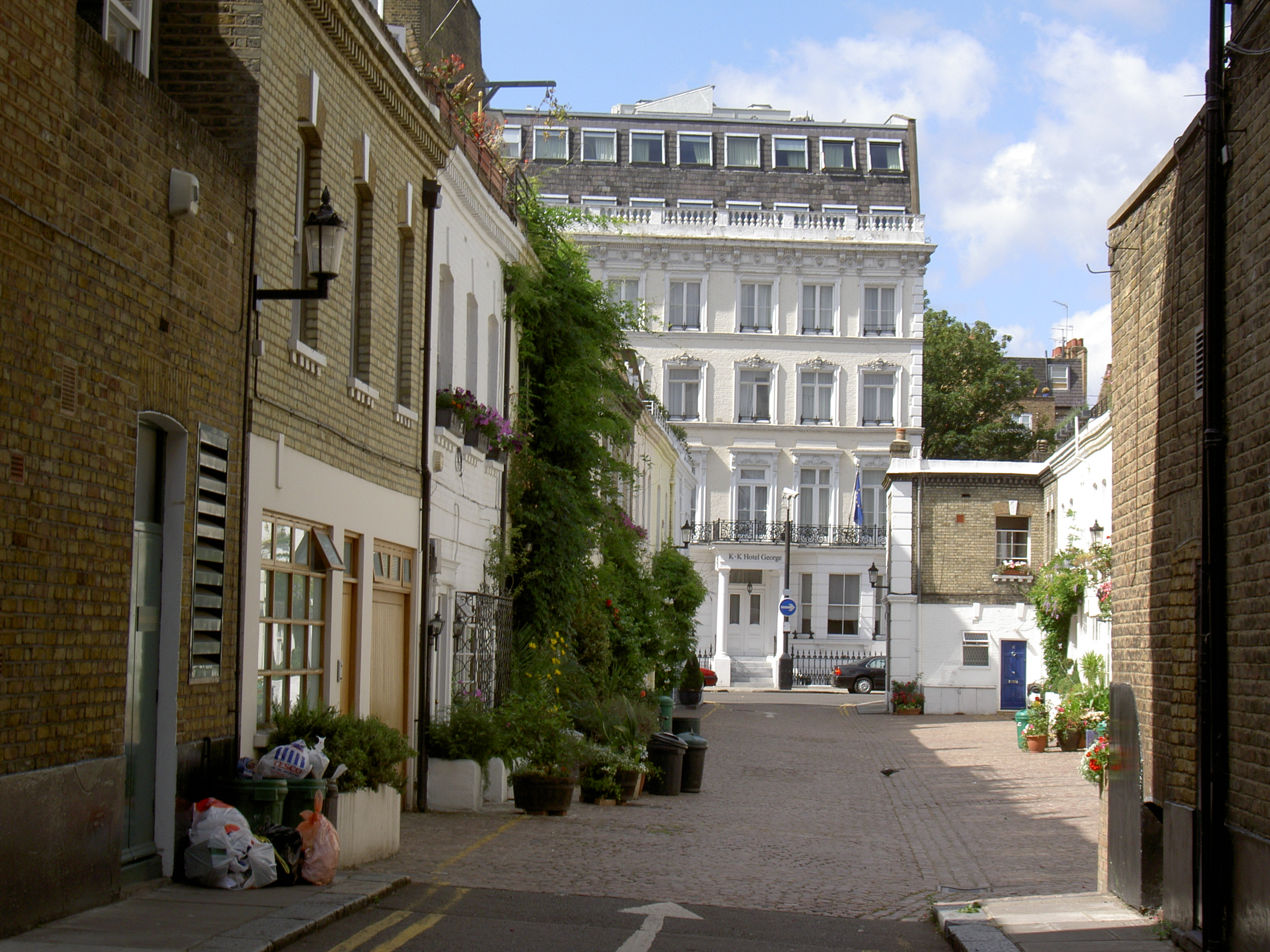
Застройка в Кенсингтоне и Челси, Лондон.
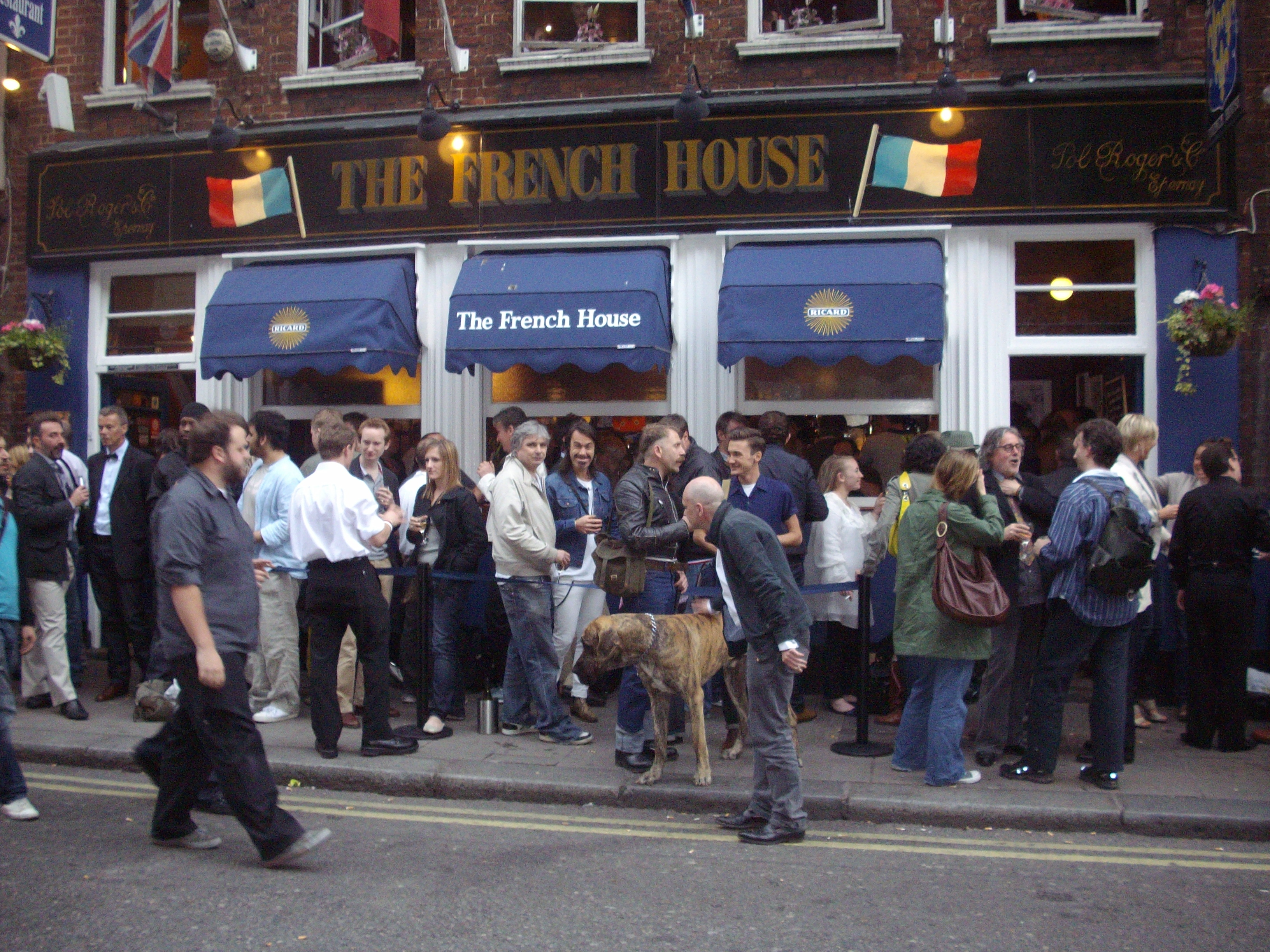
Паб в Сохо «Французский дом»
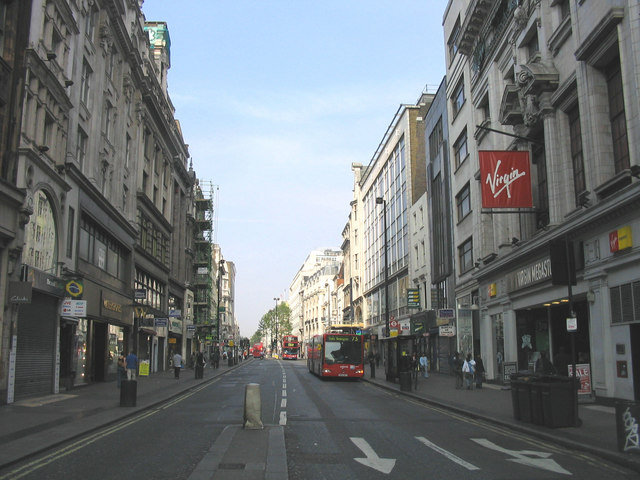
Оксфорд-стрит
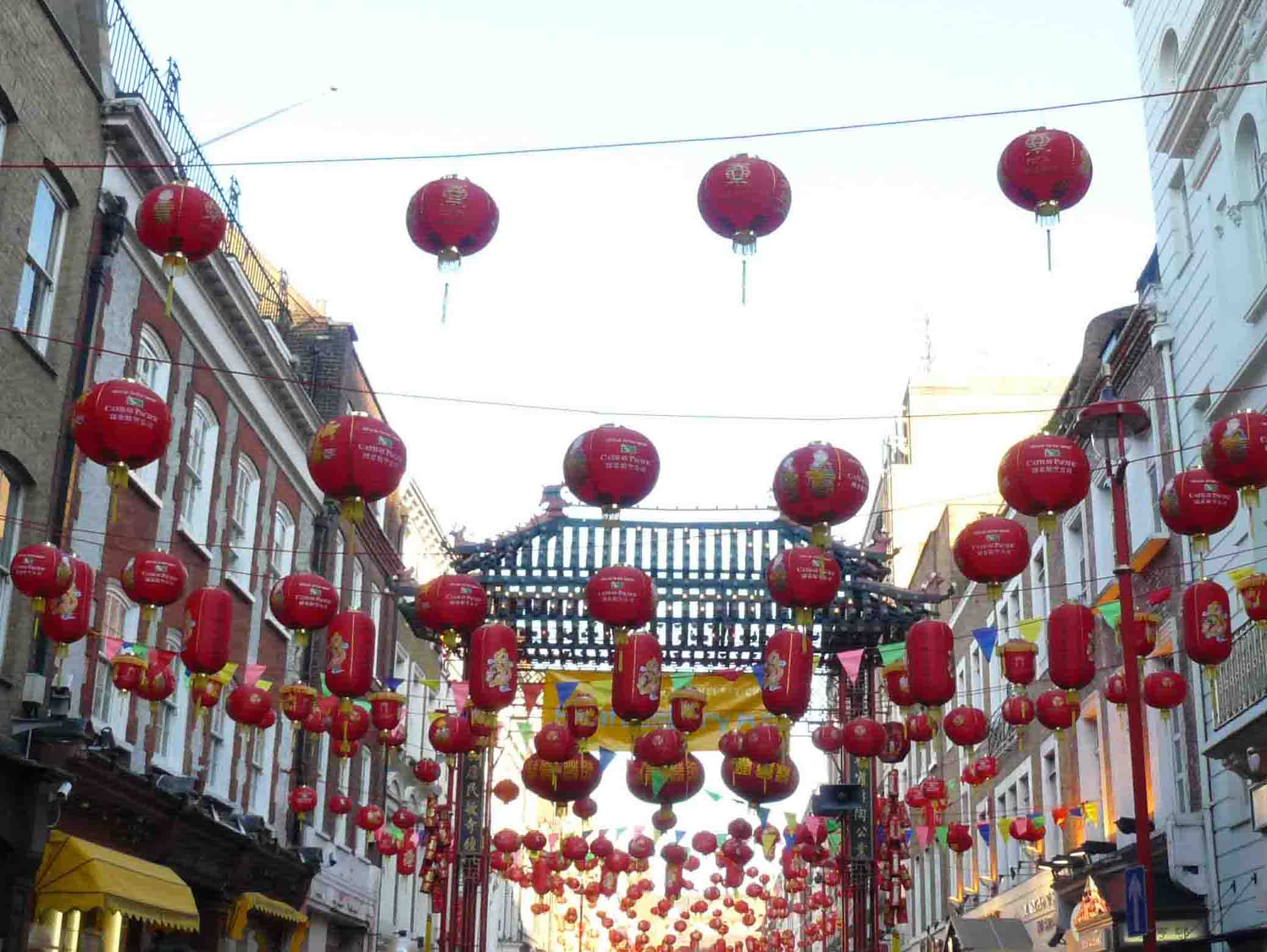
Китайский квартал в Лондоне
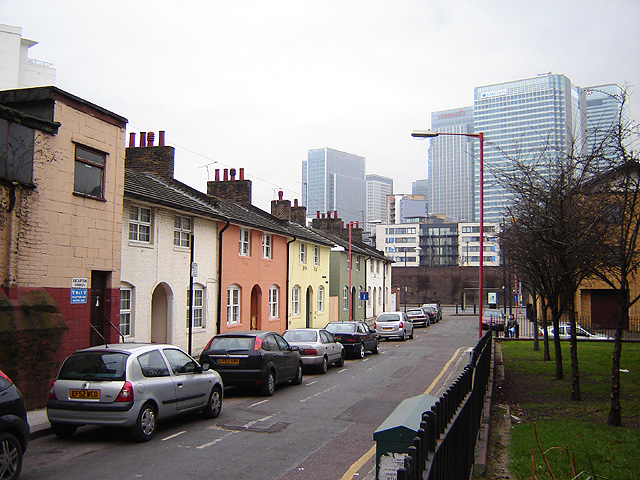
Терраса Блеквол, Лондон
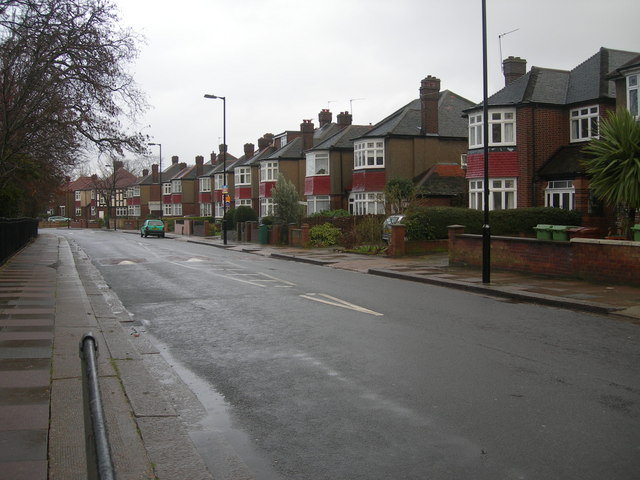
Колитон Роуд, Лондон
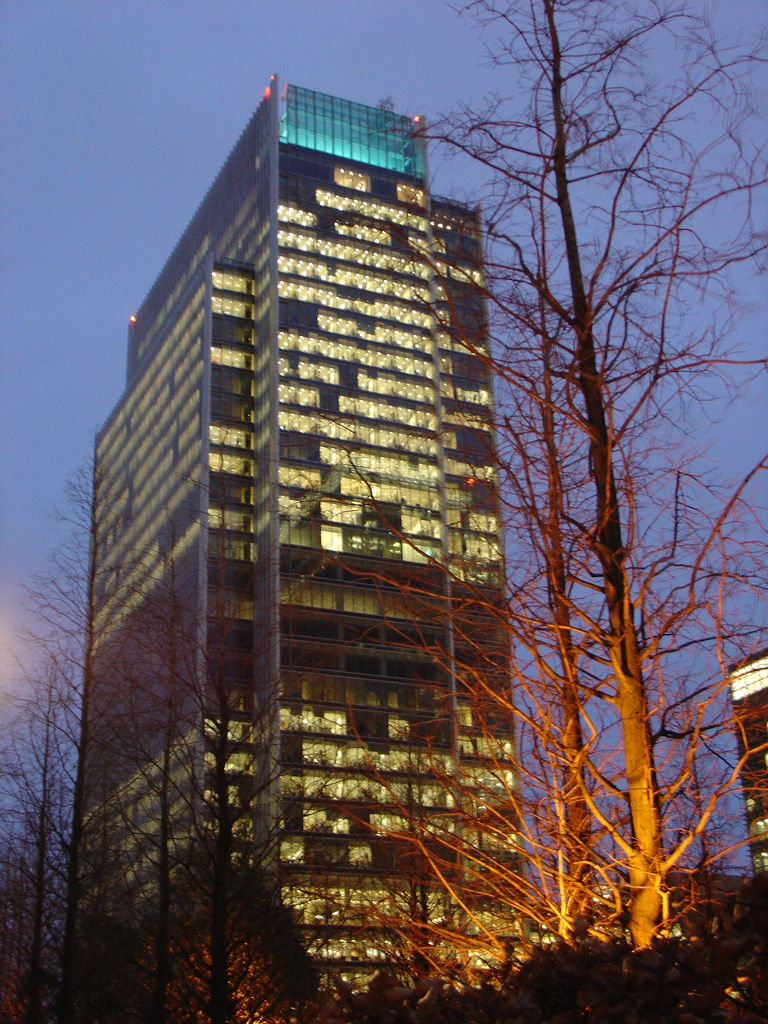
Аппер Бэнк Стрит, Лондон